# فهرست انواع نهاد حقوقی بر اساس کشور
واحد تجاری، نهادی است که طبق قانون شرکت به منظور انجام فعالیت‌های تجاری، امور خیریه یا سایر فعالیت‌های مجاز تشکیل و اداره می‌شود. اغلب، واحدهای تجاری برای فروش یک محصول یا خدمات تشکیل می‌شوند. انواع مختلفی از نهادهای تجاری در سیستم‌های حقوقی کشورهای مختلف تعریف شده‌است. اینها شامل شرکت‌ها، تعاونی‌ها، شرکت‌های تضامنی، تاجران انحصاری، شرکت‌های با مسئولیت محدود و دیگر انواع نهادهای دارای مجوز و برچسب مشخص می‌شوند. قوانین خاص بسته به کشور و ایالت یا استان متفاوت است. برخی از این انواع به تفکیک کشور در زیر ذکر شده‌است.
برای راهنمایی، معادل‌های تقریبی در قانون شرکت‌های کشورهای انگلیسی زبان در بیشتر موارد آورده شده‌است، به عنوان مثال:
- شرکت خصوصی محدود با سهام یا با مسئولیت محدود. (بریتانیا، ایرلند و کشورهای مشترک المنافع)
- شرکت سهامی عام (بریتانیا، ایرلند و کشورهای مشترک المنافع)
- مشارکت محدود
- مشارکت عمومی
- شرکت اجاره شده
- شرکت قانونی
- موسسه متعلق به دولت
- شرکت هلدینگ
- شرکت تابعه
- مالکیت یگانه
- سازمان خیریه (بریتانیا)
- تبادل متقابل بین بیمه ای

با این حال، مقررات حاکم بر انواع خاصی از نهادها، حتی آنهایی که به عنوان تقریباً معادل توصیف می‌شوند، از حوزه قضایی به حوزه قضایی متفاوت هستند. هنگام ایجاد یا بازسازی یک کسب و کار، مسئولیت‌های قانونی به نوع نهاد تجاری انتخاب شده بستگی دارد.

## اتحادیه اروپا و منطقه اقتصادی اروپا
- نهادهای غیرمتمرکز اتحادیه اروپا/اوراتوم که از طریق قوانین ثانویه ایجاد شده‌اند
  - آژانس‌ها، نهادهای مستقل غیرمتمرکز و تعهدات مشترک اتحادیه اروپا و اوراتوم
- شرکت‌ها و بنیادهای ثبت شده در سطح اتحادیه (همه اشخاص حقوقی هستند):
  - کنسرسیوم زیرساخت تحقیقاتی اروپا (ERIC)
  - حزب سیاسی اروپا (Europarty)
  - بنیاد سیاسی اروپا (یورو بنیاد)
- فرم‌های پان اروپایی ثبت شده در سطح کشورهای عضو
  - شرکت‌های بزرگ:
    - گروه اروپایی همکاری‌های سرزمینی (EGTC)
    - Societas Cooperativa Europaea (SCE): یک تعاونی اروپایی (به لاتین "جامعه تعاونی اروپایی").
    - Societas Europaea (SE): یک شرکت محدود اروپایی (عمومی) (به لاتین "شرکت اروپایی").

  - سایر مشارکت‌ها:
    - گروه منافع اقتصادی اروپا (EEIG): یک نهاد حقوقی اتحادیه اروپا است که برای ایجاد امکان همکاری فرامرزی بین شرکت‌ها طراحی شده‌است. مسئولیت نامحدودی دارد و مسئولیتی در قبال مالیات شرکتی ندارد.

### اتریش
- ژنرال (Genossenschaft؛ انواع: Erwerbs- und Wirtschaftsgenossenschaft): ≈ تعاونی
- Privatstiftung: ≈ بنیاد خصوصی
- Verein: ≈ انجمن غیرانتفاعی
- ه. U. (eingetragenes Einzelunternehmen): ≈ تاجر انحصاری (بریتانیا)، مالکیت انحصاری (ایالات متحده)
- Kapitalgesellschaften: ≈ شرکت‌ها (با شخصیت حقوقی)
  - AG (Aktiengesellschaft): ≈ plc (بریتانیا). حداقل سرمایه ۷۰۰۰۰ یورو
  - GmbH (Gesellschaft mit beschränkter Haftung): ≈ Ltd. (انگلستان). حداقل سرمایه ۳۵۰۰۰ یورو
- Sparkasse ≈ بانک پس‌انداز متقابل
- Personengesellschaften: ≈ مشارکت (بدون شخصیت حقوقی)
  - اشخاص حقوقی ثبت نشده و شناخته نشده:
    - stG (stille Gesellschaft): ≈ مشارکت توسط estoppel (یعنی بدون قرارداد مشارکت)
    - GesbR (Gesellschaft des bürgerlichen Rechts): ≈ مشارکت با قرارداد (یعنی با قرارداد مشارکت تشکیل شده‌است). قوانین و مقررات مربوط به شرکت‌های اتریشی، به ویژه در مورد ثبت شرکت‌ها (Firmenbuch)، اعمال نمی‌شود.

  - اشخاص حقوقی ثبت شده:
    - OG (offene Gesellschaft): ≈ مشارکت تضامنی
    - KG (Kommanditgesellschaft): ≈ مشارکت محدود
      - GmbH & Co. KG: KG که در آن GmbH شریک عمومی است.
- منسوخ شده:
  - Erwerbsgesellschaft: مشارکت‌های کوچک (به ترتیب واجد شرایط OG یا KG نیستند. از ۱ فوریه ۲۰۰۷ به OG یا KG تبدیل شده‌است)
    - OEG (Offene Erwerbsgesellschaft): شرکت تضامنی کوچک
    - KEG (Komanditerwerbsgesellschaft): مشارکت محدود کوچک

همچنین به help.gv.at (سایت دولت اتریش، به زبان آلمانی) مراجعه کنید.

### بلژیک
ممکن است از نام‌های هلندی، فرانسوی یا آلمانی استفاده شود.
| هلندی                                                                    | فرانسوی                                                        | توضیح تقریبی                                                                   |
| ------------------------------------------------------------------------ | -------------------------------------------------------------- | ------------------------------------------------------------------------------ |
| دوخت خصوصی                                                               | fondation privée                                               | بنیاد خصوصی                                                                    |
| مهره ون اپن بار                                                          | fondation d'utilité publique                                   | بنیاد عمومی                                                                    |
| economisch samenwerkingsverband (ESV)                                    | گروه اقتصادی اقتصادی (GIE)                                     | گروه‌بندی منافع اقتصادی (جوینت ونچر)                                            |
| stille handelsvennootschap                                               | جامعه داخلی                                                    | سرمایه‌گذاری مشترک قراردادی (هیچ شرکت مشترکی ایجاد نشده‌است)                     |
| tijdelijke handelsvennootschap                                           | société momentanée                                             | سرمایه‌گذاری مشترک سهام (شرکت JV ایجاد می‌شود)                                   |
| vereniging zonder winstoogmerk (VZW)                                     | انجمن sans but lucratif (ASBL)                                 | آلمانی: Vereinigung ohne Gewinnerzielungsabsicht (VoG) {{سخ}} انجمن غیرانتفاعی |
| ورنینگ در حذف کردن                                                       | société en مشارکت (SEP)                                        | مشارکت سهام عدالت                                                              |
| feitelijke vereniging                                                    | société de fait                                                | مشارکت عملی، مشارکت توسط estoppel                                              |
| eenmanszaak                                                              | entreprise individualuelle                                     | تاجر انحصاری (بریتانیا)، مالکیت انحصاری (ایالات متحده)                         |
| vennootschap onder firma (VOF)                                           | société en nom collectif (SNC)                                 | مشارکت عمومی                                                                   |
| gewone commanditaire vennootschap (Comm. V.)                             | société en commandite simple (SCS)                             | مشارکت محدود                                                                   |
| commanditaire vennootschap op aandelen (Comm. VA)                        | société en commandite par actions (SCA)                        | مشارکت سهامی عام                                                               |
| besloten vennootschap met beperkte aansprakelijkheid (BVBA)              | société privée à responsabilité limitée (SPRL)                 | شرکت با مسئولیت محدود خصوصی                                                    |
| besloten vennootschap (BV)                                               | جامعه مسئولیت محدود (SRL)                                      | شرکت خصوصی محدود                                                               |
| eenpersoons besloten vennootschap met beperkte aansprakelijkheid (EBVBA) | société privée à responsabilité limitée unipersonnelle (SPRLU) | شرکت محدود تک عضوی                                                             |
| Naamloze vennootschap (NV)                                               | انجمن ناشناس (SA)                                              | شرکت سهامی عام (بریتانیا)                                                      |
| coöperatieve vennootschap met beperkte aansprakelijkheid (CVBA)          | société coopérative à responsabilité limitée (SCRL)            | تعاونی با مسئولیت محدود                                                        |
| coöperatieve vennootschap met onbeperkte aansprakelijkheid (CVOA)        | société coopérative à responsabilité illimitée (SCRI)          | تعاونی مسئولیت نامحدود                                                         |

پس از تغییرات در قانون شرکت‌ها و انجمن‌ها، اصطلاح "شرکت با مسئولیت محدود خصوصی" (BVBA/SPRL) به‌طور خودکار به عنوان "شرکت سهامی خاص" (BV/SRL), به عنوان بخشی از هماهنگ‌کردن انواع اشخاص حقوقی تبدیل شد. در داخل اتحادیه اروپا

### بلغارستان
- AD / АД (aktsionerno druzhestvo / акционерно дружество): شرکت سهامی ≈ plc (بریتانیا)
- ADSITs / АДСИЦ (aktsionerno druzhestvo sus spetsialna investitsionna tsel / акционерно дружество със специјална инвестиционна цел): اعتماد سرمایه‌گذاری در املاک و مستغلات
- EAD / ЕАД (ednolichno aktsionerno druzhestvo / یکлично акционерно дружество): type plc
- EOOD / ЕООД (ednolichno druzhestvo s ogranichena otgovornost / یکлично дружество с ограничена отговорност): نوع OOD با یک عضو
- ET / ЕТ (ednolichen turgovetz / یکличен търговец): مالکیت انحصاری
- OOD / ООД (druzhestvo s ogranichena otgovornost / дружество с ограничена отговорност): ≈ Ltd. (انگلستان)
- KD / KD (komanditno druzhestvo / командитно дружество): ≈ مشارکت محدود
- KDA / КДА (komanditno druzhestvo s aktzii / командитно дружество с سهام): مشارکت محدود با سهام
- SD / SD (subiratelno druzhestvo / събирателно дружество): ≈ مشارکت عمومی، یک شخص حقوقی

### کرواسی
انواع اشخاص حقوقی نهادهای تجاری:
- dd (dioničko društvo): ≈ plc (بریتانیا) ≈ AG (آلمان)
- doo (društvo s ograničenom odgovornošću) یک شرکت با مسئولیت محدود است: ≈ Ltd. (بریتانیا) یا LLC (ایالات متحده)؛ حداقل سرمایه: Kn 20000[۵]
- jdoo (jednostavno društvo s ograničenom odgovornošću): simple Ltd. ; حداقل سرمایه: Kn 10 (همان بدهی‌های یک شرکت با مسئولیت محدود، اما باید ۲۵٪ از سود سالانه را کنار بگذارد تا سرمایه کافی برای جمع‌آوری سرمایه برای تبدیل شدن به یک دوو جمع‌آوری شود)[۶]
- jtd (javno trgovačko društvo): ≈ تضامنی
- kd (komanditno društvo): ≈ مشارکت محدود
- GIU (gospodarsko interesno udruženje): گروه‌بندی منافع اقتصادی
- zadruga: تعاونی[۷]

انواع اشخاص حقیقی و حقوقی:
- obrt: ≈ مالکیت انحصاری ; چندین نوع: slobodni obrt (مالکیت رایگان)، vezani obrt (مالکیت مقید) و povlašteni obrt (مالکیت ممتاز) که بر اساس حرفه ثبت شده‌است که در آن انواع ممتاز و گره خورده فقط برای استادکاران محفوظ است: paušalni obrt (مالکیت با نرخ ثابت) obrt-dohodaš (مالکیت مالیات بر درآمد)، obrt-dobitaš (مالکیت مالیات بر سود); اینها بر اساس نوع مالیات ثبت می‌شوند. دو نفر اول موظف به پرداخت مالیات بر درآمد و آخرین نفر موظف به پرداخت مالیات بر سود هستند، فصلی ابرت (مالکیت فصلی) که به مدت چند ماه در طول یک سال اجرا می‌شود.[۸]
- اورتاکلوک: مشارکت دو یا چند مالک انحصاری
- slobodna djelatnost: حرفه آزاد؛ خوداشتغالی اما فقط برای انواع خاصی از حرفه‌ها: مثلاً هنرمندان، روزنامه‌نگاران، وکلا و غیره. مشاغل آزاد (مشابه کارفرمایان انفرادی در تعهداتشان)
- domaća radinost and sporedno zanimanje: مشاغل خانگی و حرفه ای؛ اشکال محدود خوداشتغالی با هدف ثبت درآمد تکمیلی از مثلاً تعمیرات کوچک یا سرگرمی‌ها با درآمد سالانه محدود به ۱۰ متوسط حقوق ناخالص (تقریباً ۱۱۷۰۰ یورو در ژانویه 2020)[۹]
- OPG (obiteljsko poljoprivredno gospodarstvo): تجارت کشاورزی خانوادگی[۱۰]

غیرانتفاعی:
- udruga ≈ انجمن داوطلبانه ; هر شکلی از انجمن آزاد و داوطلبانه اشخاص حقیقی یا حقوقی برای دستیابی به هدفی بدون قصد کسب سود.[۱۱]

### قبرس
Ιδιωτική Εταιρεία - LTD
Δημόσια Εταιρεία - PLC
Συνεργατικά Πιστωτικά Ιδρύματα - COOP
Αυτοτελώς εργαζόμενος - SP
Σωματεία και Ιδρυμάτα - SF
اطلاعاتی که از نظر عمومی صحیح - PUBLaw
Ταμεία Προνοίας/ Συντάξεως - PF
Άλλη νομική μορφή - OTH

### چک
- به عنوان، akc. spol. (Akciová společnost): ≈ plc (UK). حداقل سرمایه سهام ۲ ۰۰۰ ۰۰۰ CZK. علاوه بر هیئت مدیره باید یک هیئت نظارت داشته باشد.[۱۲]
- sro, spol. s ro (Společnost s ručením omezeným): ≈ Ltd. (بریتانیا) حداقل سرمایه سهام CZK 1[۱۳]
- vos, veř. obch spol. , a. spol. (veřejná obchodní společnost): ≈ تضامنی
- ks, kom. spol. (komanditní společnost): ≈ مشارکت محدود
- ops (obecně prospěšná společnost): ≈ یکی از اشکال قانونی برای سازمان‌های غیردولتی غیرانتفاعی
- živnost: ≈ مالکیت انفرادی
- sp (státní podnik): ≈ شرکت دولتی
- příspěvková organice: ≈ سازمان یارانه ای
- zs (zapsaný spolek): ≈ انجمن داوطلبانه. OS سابق (Občanské sdružení.)

### دانمارک
- Enkeltmandsvirksomhed: مالکیت انحصاری
- Forening: ≈ تداعی
- I/S (Interessentskab): ≈ مشارکت تضامنی.
- IVS (Iværksætterselskab): راه اندازی شرکت سهامی خاص با سرمایه محدود. باید از ۲۵ درصد سود برای جمع‌آوری سرمایه کافی برای تبدیل شدن به یک ApS استفاده کرد.
- ApS (Anpartsselskab): شرکت سهامی خاص.
- A/S (Aktieselskab): شرکت سهامی عام.
- K/S (Kommanditselskab): مشارکت محدود
- P/S (Partnerselskab یا Kommanditaktieselskab): مشارکت محدود با سهام
- AMBA (Andelsselskab med begrænset ansvar): تعاونی با مسئولیت محدود.
- FMBA (Forening med begrænset ansvar): انجمن داوطلبانه با مسئولیت محدود.
- SMBA (Selskab med begrænset ansvar): شرکت با مسئولیت محدود.
- Partsrederi: شکلی از مالکیت ترکیبی و مستمر یک کشتی تجاری.
- ارهوروسدریوند فوند: بنیاد تجاری
- G/S (Gensidigt selskab): سازمان متقابل

### استونی
- FIE (Füüsilisest isikust ettevõtja): ≈ تاجر انحصاری (بریتانیا)، مالکیت انحصاری (ایالات متحده)
- شراکت:
  - UÜ (Usaldusühing): ≈ مشارکت محدود
  - TÜ (Täisühing): ≈ مشارکت تضامنی
- شرکت‌ها:
  - OÜ (Osaühing): ≈ (با مسئولیت محدود) شرکت محدود خصوصی (بریتانیا)، (LLC) شرکت با مسئولیت محدود (ایالات متحده)
  - AS (Aktsiaselts): ≈ (PLC) شرکت سهامی عام (بریتانیا)، شرکت (ایالات متحده)
- Tulundusühistu: ≈ انجمن تجاری
- MTÜ (Mittetulundusühing) ≈ سازمان غیرانتفاعی

### فنلاند
واحدهای اقتصادی عمومی
- Ay (avoin yhtiö، سوئدی: öppet bolag: ≈ مشارکت تضامنی (استفاده اختیاری)
- Ky (kommandiittiyhtiö، سوئدی: kommanditbolag , Kb): ≈ مشارکت محدود
- اوی (osakeyhtiö، سوئدی: aktiebolag , Ab): ≈ Ltd. (انگلستان). بدون حداقل سرمایه تا تاریخ ۱ اوت ۲۰۱۹.
- اویج (julkinen osakeyhtiö، سوئدی: publikt aktiebolag , Abp): ≈ plc (بریتانیا)
- osk (osuuskunta, سوئدی: andelslag , Anl.): ≈ تعاونی
- T:mi (toiminimi), Yksityinen elinkeinonharjoittaja (سوئدی: firma / F:ma, enskild näringsidkare: مالکیت انحصاری (استفاده اختیاری)

اختصارات معمولاً به زبان فنلاندی هستند، اما نام‌های سوئدی نیز ممکن است به این صورت یا در ترکیب با فنلاندی استفاده شوند. ای یریتیس آب.
نهادهای غیرانتفاعی
- rekisteröity yhdistys, abbr. ry (سوئدی: förening، خلاصه rf): انجمن ثبت شده، قادر به عمل به عنوان یک شخص حقوقی
- rekisteröity puolue، مخفف. rp سوئدی: registrerat parti): حزب سیاسی ثبت شده
- säätiö، خلاصه rs (سوئدی: stiftelse): پایه
- uskonnollinen yhdyskunta (سوئدی: religionssamfund) جامعه دینی[۱۴]
- انجمن‌های داوطلبانه که توسط قانون اساسنامه منشور شده‌اند (مانند صلیب سرخ فنلاند،[۱۵] انجمن ملی آموزش دفاع فنلاند، کانون وکلای فنلاند[۱۶])

نهادهای انتفاعی حقوق عمومی
- valtion liikelaitos (سوئدی: statens affärsverk): آژانس دولتی تجاری، که انتظار می‌رود منابع مالی خود را تأمین کند، اما بدهی‌هایی که مستقیماً توسط منابع مالی دولتی پشتیبانی می‌شود - متمایز از شرکت‌های معمولی که دولت در آنها سهام دارد. (نگاه کنید به: فهرست شرکت‌های دولتی فنلاند)
- kunnallinen liikelaitos (سوئدی: kommunal affärsverk): شرکت شهرداری، مشابه قبلی اما توسط شهرداری اداره می‌شود
- paliskunta: یک شرکت گله‌داری گوزن شمالی، که مانند یک شرکت سهامی اداره می‌شود با این تفاوت که «سهام» گوزن شمالی است[۱۷]

نهادهای اقتصادی برای اهداف خاص
- asunto-osakeyhtiö (سوئدی: bostadsaktiebolag) یک شرکت با مسئولیت محدود برای مالکیت، ساخت و نگهداری یک ساختمان آپارتمانی[۱۸]
- julkinen keskinäinen vakuutusyhtiö، مخفف jy (سوئدی: publikt ömsesidigt försäkringsbolag ,[۱۹] شرکت بیمه مشترک عمومی
- keskinäinen kiinteistöosakeyhtiö (سوئدی: ömsesidiga fastighetsaktiebolag ,[۲۰] یک شرکت با مسئولیت محدود برای مالکیت، نگهداری و ساخت اموال غیرمنقول.
- keskinäinen vakuutusyhtiö (سوئدی: ömsesidigt försäkringsbolag),[۱۹] شرکت بیمه متقابل
- laivaisännistöyhtiö (سوئدی: partrederi) نوعی مشارکت تضامنی برای مالکیت تاجر[۲۱]
- säästöpankki (سوئدی: sparbank),[۲۲] نوعی انجمن قرض الحسنه و پس‌انداز

شرکت‌های حقوقی املاک و مستغلات
در شرکت‌های حقوقی املاک و مستغلات، بسته به نوع شرکت، مالکیت یا عضویت ممکن است به ملک یا شخص حقوقی یا حقیقی واگذار شود. در بسیاری از موارد، عضویت یا مالکیت چنین شرکتی برای شخص یا اموالی که شرایط قانونی عضویت را برآورده می‌کند یا مایل به شرکت در فعالیت‌های خاصی است، الزامی است.
- keskivedenkorkeuden muuttamista varten perustettu yhteisö (سوئدی: Sammanslutning som bildas för höjning av medelvattenståndet ,[۲۳] یک شرکت قانون آب برای تغییر دائمی سطح متوسط آب
- ojitusyhteisö (سوئدی: dikningssammanslutning),[۲۴] یک شرکت حقوقی آب برای ساخت و نگهداری خندق‌ها
- säännöstely-yhteisö (سوئدی: regleringssammanslutning ,[۲۴] یک شرکت قانون آب برای تنظیم سطح آب در یک بدنه آبی
- tiekunta (سوئدی: väglag) نوعی شرکت با مسئولیت محدود برای نگهداری جاده خصوصی[۲۵]
- uittoyhteisö (سوئدی: flottningssammanslutning ,[۲۶] یک شرکت قانون آب برای چوب شناور
- vesioikeudellinen yhteisö (سوئدی: vattenrättslig sammanslutning ,[۲۷] یک شرکت حقوقی آب برای پروژه ای که شامل استفاده اقتصادی از بدنه‌های آبی است
- yhteisalue (سوئدی: samfälliga område),[۲۸] شرکتی برای نگهداری یک ملک غیرمنقول که مشترکاً توسط چندین ملک یا شخص دیگر استفاده می‌شود
- yhteismetsä (سوئدی: samfälld skog),[۲۹] یک جنگل با مالکیت مشترک
- osakaskunta (از لحاظ تاریخی "jakokunta")، یک واحد پارتیشن، به عنوان مثال یک شرکت برای نگهداری از مشترکات.

### فرانسه
- کارآفرینی خرد: چارچوب ویژه برای مشاغل کوچک، افزوده اخیر به قانون تجارت فرانسه - با درآمد خالص و سقف درآمد خالص قبل از مالیات، که کارآفرین خودکار (در زیر) یک مورد خاص از آن است.
- فریلنسرها، پیمانکاران مستقل فردی:
  - کارآفرین خودکار: ≈ خوداشتغال (بریتانیا)، پیمانکار مستقل (ایالات متحده)، افزوده اخیر به قانون تجارت فرانسه - هم با سقف درآمد و هم مجموعه خاصی از نرخ‌های مالیات بر درآمد تحقیرآمیز
  - Profession libérale: ≈ مالکیت انحصاری مانند یک مطب پزشکی، موجودیت بادوام ناشی از وضعیت محافظت شده طراحی شده برای " حرفه‌های آزاد " با مسئولیت شخصی نامحدود
  - Sociétés d'exercice libéral [fr]: معادل ثبت شده دومی، با مسئولیت محدود سهامدار انحصاری کلیدی است
  - EI (Entreprise individuelle/entreprise en nom personnel):
- صندوق‌های سرمایه‌گذاری / شرکت‌ها:
  - FCP (Fonds commun de placement): صندوق سرمایه‌گذاری غیرشرکتی
  - SICAF (Société d'investissement à Capital fixe): ≈ اعتماد سرمایه‌گذاری (بریتانیا); صندوق پایان بسته (CEF)، شرکت پایان بسته (ایالات متحده)؛ شرکت سرمایه‌گذاری پذیرفته شده (LIC) (Au)
  - SICAV (Société d'investissement à Capital variable): ≈ شرکت سرمایه‌گذاری با سرمایه متغیر (ICVC)، شرکت سرمایه‌گذاری باز (OEIC) (بریتانیا). صندوق سرمایه‌گذاری مشترک، شرکت باز (ایالات متحده)
- GIE (Groupement d'intérêt économique): گروه‌بندی منافع اقتصادی
- انجمن: ≈ انجمن غیرانتفاعی
  - انجمن غیر اعلامی: ≈ انجمن ثبت نشده (بریتانیا)
  - اعلامیه انجمن: ≈ انجمن ثبت شده (Au)
- مشارکت‌ها (société de personnes):
  - SEP (Société en مشارکت): ≈ مشارکت سهام
    - SPPL (Société en مشارکت در حرفه‌های آزاد)
    - Société en مشارکت avec morale personne
    - Société en مشارکت entre personnes physiques

  - SNC (Société en nom collectif): ≈ مشارکت عمومی (GP)
  - SCS (Société en commandite simple): ≈ مشارکت محدود (LP)
  - SCA (Société en commandite par actions): ≈ مشارکت سهامی عام (PTP) (ایالات متحده)
  - SCI (Société Civile Immobilière): ≈ شرکت املاک فرانسوی (SCI)
- شرکت‌ها (société de capitaux):
  - شرکت‌های سهامی (اعم از مشارکتی و شرکتی)
    - SARL , SàRL (Société à Responsabilité Limitée): ≈ شرکت سهامی خاص (ش) (بریتانیا)، شرکت با مسئولیت محدود (ایالات متحده)
      - EURL (Entreprise unipersonnelle à responsabilité limitée): ≈ شرکت محدود تک سهامدار (SME Pvt) (بریتانیا)

  - شرکت‌های سهامی (société par actions)
    - SA (انجمن ناشناس): ≈ شرکت سهامی عام (plc) (UK), Inc. (آمریکا/قابلیت)
      - SCOP (Société coopérative de production): ≈ شرکت تعاونی (Can)
      - SEM (Société d'economie Mixte): ≈ شرکت دولتی

    - SAS (Société par actions simplifée): ≈ شرکت با مسئولیت محدود (ایالات متحده، به ویژه در دلاور)، شرکت عمومی غیر بورسی (Au)، شرکت نزدیک (CC) (S. آفریقا)، شرکت خصوصی (Can). اغلب برای شرکت‌های تابعه استفاده می‌شود. حداقل یک مدیر و دو عضو/سهامدار؛ عدم محدودیت در سرمایه سهام؛ مسئولیت را می‌توان به مدیر محدود کرد. اصل "یک سهم - یک رای" وجود ندارد
      - SASU [fr] (U- unipersonnelle): با مسئولیت محدود، شرکت با مسئولیت محدود سهامدار انحصاری (بریتانیا) یا شرکت نزدیک تک عضو

### آلمان
- شخصی
- شرکت مجرد: کارآفرین انفرادی ≈ تنها معامله گر (انگلستان)، مالکیت شخصی؛ فقط خدمات حرفه ای، کشاورزی و جنگلداری و همچنین مشاغل تجاری کوچک
- بازرگان ثبت شده (مرد/هر دو جنس)/منشی ثبت شده (زن) (E.K. /e.kfm. /e.kfr.): بازرگان ثبت شده ≈ تنها معامله گر (انگلستان)، مالکیت شخصی (ایالات متحده)؛ کارآفرین شخصی با بیزینس تجاری (تجارت)
- مشارکت (شراکت)
- جامعه مدنی جامعه انجمن حقوق مدنی [de] (GBR)، انجمن BGB: مشارکت ساده؛ بدون حداقل سرمایه، دو یا چند شریک، مسئولیت نامحدود شرکا، بدون تجارت تجاری (تجارت) که اندک نیست.
- انجمن غیر وارد شده: انجمن غیر ثبت شده؛ فقط اهداف غیر تجاری/ایدئال؛ مشابه E.V. اما فاقد شخصیت حقوقی است
- مشارکتهای تجاری (جوامع شخصی)
- شرکت بازرگانی باز (OHG): به معنای واقعی کلمه "شرکت تجاری باز" ≈ مشارکت عمومی: بدون سرمایه حداقل، مسئولیت نامحدود شرکا. GBR با تجارت تجاری (تجارت)
- مشارکت محدود (کیلوگرم) ≈ مشارکت محدود
- در صورتی که شریک عمومی یک شرکت محدود باشد، شکل قانونی شریک عمومی، به دنبال آن "و Compagnie" (کوتاه به و شرکت)، باید به نام شرکت گنجانده شود، نتیجه آن در جستجوی فرم‌های حقوقی ترکیبی به عنوان:
- GmbH & Co. KG: شریک عمومی GMBH است
- Ag & Co. KG: شریک عمومی یک AG است
- SE & Co. KG: شریک عمومی یک Societas Europaea است

GmbH & Co. OHG: هر یک از شرکای عمومی یک GMBH هستند
همین قاعده در شرایطی اعمال می‌شود که شریک عمومی یک شرکت محدود است که در خارج از آلمان گنجانیده شده‌است، به عنوان مثال:
- Limited & Co. KG: شریک عمومی یک شرکت خصوصی انگلیس است که توسط سهام محدود است
- PLC & Co. KG: شریک عمومی یک PLC انگلستان است
- APS & Co. KG: شریک عمومی یک PartsleSkab دانمارکی است
- LLC & Co. KG: شریک عمومی یک LLC ایالات متحده است
- توجه داشته باشید که وقتی شریک عمومی KG یک شرکت محدود است، شکل نتیجه از نظر قانونی به عنوان یک زیرگروه متفاوت از کیلوگرم است
- شرکت مشارکت (PARTG): شرکت مشارکت؛ فقط برای خدمات حرفه ای
- شرکت مشارکت با شغل محدود (PARTGMBBH): شرکت مشارکت با مسئولیت حرفه ای محدود ≈ مشارکت مسئولیت محدود (ایالات متحده)؛ فقط برای خدمات حرفه ای
- شرکت حمل و نقل SAPEN: مالکیت و ادامه مالکیت یک کشتی تجاری واحد؛ دیگر از ۲۴ آوریل ۲۰۱۳ دیگر برای مشاغل جدید در دسترس نیست.
- شرکت‌ها (اجساد)
- انجمن ثبت شده (E.V.): انجمن گنجانیده شده؛ فقط اهداف غیر تجاری/ایدئال، تجارت تجاری نمی‌تواند هدف اصلی E.V.
- انجمن حقوق قدیمی/انجمن حقوقی (R.V.): انجمن تأسیس شده قبل از ۱ ژانویه ۱۹۰۰؛ به شدت کمیاب
- انجمن اقتصادی: هدف تجاری، که توسط کمک هزینه عمومی تأسیس شده‌است. نادر
- شرکت‌های محدود با سهام (سهام) (شرکت‌ها)
- مشارکت محدود در سهام (KGAA): همکاری عمومی معامله شده (ایالات متحده)؛ اگرچه این یک شرکت محدود با سهام است، KGAA حداقل یک شریک عمومی دارد که مسئولیت آن محدود نیست
- مانند KG، شکل قانونی شریک عمومی، به دنبال آن "& Compagnie" (کوتاه به و شرکت)، اگر این شرکت محدود دیگر باشد، باید در نتیجه جستجو فرم‌های حقوقی ترکیبی به صورت زیر گنجانده شود:
- GmbH & Co. KGAA: شریک عمومی یک GMBH است
- Ag & Co. KGAA: شریک عمومی AG است
- SE & Co. KGAA: شریک عمومی یک Societas Europaea است
- توجه داشته باشید که وقتی شریک عمومی KGAA یک شرکت محدود است، نتیجه از نظر قانونی به عنوان یک زیرگروه متفاوت KGAA است
- شرکت با مسئولیت محدود (GMBH؛ آلمانی: [ˈgeːmbeːˌhaː]): شرکت با Liitation Liitation ≈ شرکت محدود خصوصی (Ltd.) (UK)، شرکت با مسئولیت محدود (ایالات متحده) (ایالات متحده)؛ حداقل یک سهامدار؛ حداقل حقوق صاحبان سهام ۲۵٬۰۰۰ یورو.
- پسوند "با مسئولیت محدود (MBH)" (آلمانی: [ˈmbeːˌhaː]، "با مسئولیت محدود") بعضی اوقات به نام بنگاه اضافه می‌شود که در حال حاضر به "جامعه" ("شرکت") پایان می‌یابد، به عنوان مثال، "Mustermann شرکت بازرگانی دندانپزشکی با مسئولیت محدود "(" شرکت تجارت دندانپزشکی با مسئولیت محدود ")، که می‌تواند به عنوان" MUSTERMANN DETAL-HANDELSGESESSELLSCHAFT MBH "باشد.
- GMBH غیرانتفاعی آلمانی: [ˈge:ɛmbe:ˌha:] (GGMBH)؛ در قانون مالیات آلمان، GMBH غیرانتفاعی یک شرکت با مسئولیت محدود است که درآمد آن برای اهداف خیریه استفاده می‌شود.
- شرکت کارآفرینی (مسئولیت محدود) (UG (مسئولیت محدود)): به معنای واقعی کلمه "شرکت کارآفرینی (با مسئولیت محدود)": یکسان با GMBH اما با حداقل سرمایه ۱ یورو (برابر تعداد سهام). بخشی از درآمد باید در شرکت باقی بماند تا به حداقل ارزش ۲۵۰۰۰ یورو برسد. کلمه مسئولیت محدود ("با مسئولیت محدود") ممکن است تولید نشود.
- Aktiengesellschaft (AG): به معنای واقعی کلمه "شرکت سهام" - شرکت محدود عمومی (PLC) (UK) , Inc. (ایالات متحده)؛ حداقل سرمایه ۵۰٬۰۰۰ یورو.
- تعاونی ثبت شده (به عنوان مثال): تعاونی ثبت شده
- شرکت حقوق عمومی: شرکت تحت قانون عمومی؛ هدف اصلی غیر تجاری، بخشی از مدیریت عمومی است
- دیگران
- بنیاد (خصوصی) بنیاد، اعتماد
- بنیاد حقوق عمومی: پایه و اساس حقوق عمومی؛ هدف اصلی غیر تجاری، بخشی از مدیریت عمومی است
- نهاد حقوق عمومی: نهاد تحت حقوق عمومی؛ هدف اصلی غیر تجاری، بخشی از مدیریت عمومی است

### یونان
- AE (Anónimi Etaireía / Ανώνυμη Εταιρεία, Α. E.): ≈ plc (بریتانیا)، حداقل سرمایه ۲۴۰۰۰ یورو
  - AVEE (Anónimi Viomichanikí Emborikí Etaireía / Ανώνυμη Βιομηχανική Εμπορική Εταιρεία, Α. ب. Ε. Ε.)
- EE (Eterórrithmi Etaireía / Ετερόρρυθμη Εταιρία, Ε. Ε.): مشارکت محدود
- EPE (Etaireía Periorisménis Efthínis / Εταιρεία Περιορισμένης Ευθύνης, Ε. Π. Ε.): ≈ Ltd. (بریتانیا)، بدون حداقل سرمایه
  - MEPE (Monoprósopi Etaireía Periorisménis Efthínis / Μονοπρόσωπη Ε. Π. Ε. , Μ. Ε. Π. Ε.): نوع EPE با یک عضو
- OE (Omórrithmi Etaireía / Ομόρρυθμη Εταιρεία, Ο. Ε.): مشارکت عمومی
  - OVEE (Omórrithmi Viomichanikí Emborikí Etaireía / Ομόρρυθμη Βιομηχανική Εμπορική Εταιρεία, Ο. ب. Ε. Ε.)
- IKE (Idiotiki Kefalaiouchiki Etaireía / Ιδιωτική Κεφαλαιουχική Εταιρεία) = شرکت خصوصی، حداقل سرمایه = ۰ یورو. سهام فقط به شکل سرمایه نیست، بلکه ضمانت نامه، پیشنهاد نیروی کار و غیره است. این فرم یک فرم ترکیبی بین AEEPE و OE است که به شدت تحت تأثیر اساسنامه شرکت است.
- atomikís epicheírisis / ατομικής επιχείρησης: مالکیت انحصاری

در بیشتر مواقع معمولاً شرکت‌ها هر یک از این نام‌ها را به زبان‌های غیریونانی به انجمن ترجمه فرانسوی ناشناس یا SA ترجمه می‌کنند.

### مجارستان
در مجارستان، نهادهای تجاری عمدتاً توسط قانون شرکت‌ها در سال ۲۰۰۶، ثبت شرکت‌ها در سال ۲۰۰۶ و قانون مدنی جدید ۲۰۱۳ تنظیم می‌شوند. تمامی شرکت‌ها موظفند نوع خود را در نام خود قید کنند.
| نام                                         | نوع                   | یادداشت                                                                      |
| ------------------------------------------- | --------------------- | ---------------------------------------------------------------------------- |
| ev (egyéni vállalkozó)                      | تاجر انحصاری          | باید شخص حقیقی باشد                                                          |
| ec (egyéni cég)                             | تنها سرمایه‌گذاری      | شرکتی که توسط یک تاجر انحصاری ثبت شده و متشکل از آن است                      |
| bt (بتتی تارساساگ)                          | مشارکت محدود          | به یک شریک عام با مسئولیت نامحدود و یک یا چند عضو با مسئولیت محدود نیاز دارد |
| kkt (közkereseti társaság)                  | مشارکت عمومی          | همه اعضا دارای مسئولیت نامحدود هستند                                         |
| kft. (کورلات felelősségű társaság)          | شرکت با مسئولیت محدود | شرکت بدون سهام، رایج‌ترین نوع شرکت در مجارستان                                |
| kht. (Közhasznú Társaság)                   | شرکت منافع جامعه      | در سال ۲۰۰۹ لغو شد، به جای آن باید به عنوان یک شرکت غیرانتفاعی فعالیت کند    |
| kv (közös vállalat)                         | سرمایه‌گذاری مشترک     | در سال ۲۰۰۶ لغو شد                                                           |
| rt. (részvénytársaság)                      | شرکت سهامی            | Zrt جایگزین شد. و نیرت. در سال ۲۰۰۶                                          |
| نیرت. (nyilvánosan működő részvénytársaság) | شرکت سهامی عام        | باید در بورس عرضه شود                                                        |
| زرت. (zártkörűen működő részvénytársaság)   | شرکت خصوصی            | در بورس اوراق بهادار درج نشده‌است وگرنه همان Nyrt است.                        |
| szöv. (szövetkezet)                         | تعاونی                |                                                                              |
| egyesülés                                   |                       | نسخه ملی گروه‌بندی منافع اقتصادی اروپا                                        |

### ایسلند
| نام                      | معادل تقریبی      | یادداشت                                                                                      |
| ------------------------ | ----------------- | -------------------------------------------------------------------------------------------- |
| ehf. einkahlutafélag     | Ltd. (انگلستان)   | - حداقل سرمایه: IKr 500000 (2750 پوند؛ ۳۲۶۰ یورو؛ ۴۲۵۰ دلار). - حداقل سهامداران: ۱.          |
| einstaklingsfyrirtæki    | مالکیت یگانه      |                                                                                              |
| hf. hlutafélag           | plc (بریتانیا)    | - حداقل سرمایه: IKr 4,000,000 (22,000 پوند؛ ۲۶٬۱۰۰ یورو؛ ۳۴٬۰۰۰ دلار). - حداقل سهامداران: ۲. |
| ohf. opinbert hlutafélag | شرکت دولتی        |                                                                                              |
| saf. samlagsfélag        | مشارکت محدود      |                                                                                              |
| sv. samvinnufélag        | تعاونی            |                                                                                              |
| sf. sameignarfélag       | مشارکت عمومی      |                                                                                              |
| sfs. sjálfseignarstofnun | سازمان غیرانتفاعی | - حداقل سرمایه: IKr 1,000,000 (5500 پوند؛ ۶۵۲۰ یورو؛ ۸۵۰۰ دلار).                             |

### ایرلند
وضعیت در ایرلند مشابه انگلستان در زیر است، البته بدون شرکت مورد علاقه جامعه. دو شکل شرکت با مسئولیت محدود با ضمانت وجود داشت، اما اکنون فقط از فرم بدون سرمایه استفاده می‌شود. ممکن است از نام‌های ایرلندی نیز استفاده شود، مانند cpt (cuideachta phoibli theoranta) برای plc، و Teo (Teoranta) برای Ltd.
- شرکت محدود - چهار نوع:
  - شرکت خصوصی محدود با سهام - اگر شرکت منحل شود، مسئولیت اعضا محدود به مبلغی است که در صورت وجود، در مورد سهامی که دارند پرداخت نشده‌است. حداکثر تعداد اعضا در جمهوری ایرلند ۹۹ نفر است.
  - شرکت محدود با ضمانت فاقد سرمایه سهام - سهامی عام. باید حداقل هفت عضو داشته باشد. مسئولیت اعضا محدود به مبلغی است که آنها برای مشارکت در دارایی‌های شرکت تعهد کرده‌اند. در صورت انحلال، بدهی از مقدار مشخص شده در تفاهم نامه تجاوز نمی‌کند. اگر شرکت ضامن دارای سرمایه سهام نباشد، اعضا ملزم به خرید سهام (مانند خیریه) نیستند.
  - شرکت محدود با ضمانت دارای سرمایه سهام - مانند شرکت خصوصی در صورتی که حداکثر تعداد اعضا ۹۹ نفر باشد. اعضا یا در قبال مبلغی که در اختیار دارند، در صورت وجود، که پرداخت نشده‌است، یا برای مبلغی که متعهد شده‌اند در دارایی‌های شرکت مشارکت کنند، در صورت انحلال، مسئولیت دارند.
  - یک شرکت سهامی عام. باید حداقل هفت عضو داشته باشد. مسئولیت محدود به مبلغی است که در صورت وجود، در مورد سهام آنها پرداخت نشده‌است. صدور هر شکلی از بروشور غیرقانونی است مگر در انطباق با قوانین شرکتها ۱۹۶۳–۲۰۰۶. ارزش اسمی سرمایه سهام تخصیصی شرکت باید حداقل‌های مشخصی را برآورده کند که باید قبل از شروع فعالیت شرکت یا اعمال هر گونه قدرت استقراض به‌طور کامل پرداخت شود.
- شرکت تک عضوی - شرکت خصوصی محدود با سهام یا شرکت تضمینی دارای سرمایه سهامی که با یک عضو تشکیل می‌شود یا عضویت آن به یک نفر کاهش می‌یابد. باید حداقل دو مدیر و یک منشی داشته باشد. تنها عضو می‌تواند از برگزاری مجامع عمومی از جمله مجامع عمومی سالانه خودداری کند.
- شرکت نامحدود - بدون محدودیت در مسئولیت اعضا. ممکن است طلبکاران برای بدهی‌های پرداخت نشده شرکت به سهامداران مراجعه کنند. باید حداقل دو سهامدار داشته باشد.
- تعهدات سرمایه‌گذاری جمعی در اوراق بهادار قابل انتقال (UCITS) - شرکت‌های سهامی عام که تحت مقررات اتحادیه اروپا و قوانین شرکت‌ها ۱۹۶۳–۲۰۰۶ تشکیل شده‌اند. تنها هدف UCIT، سرمایه‌گذاری جمعی در اوراق بهادار قابل انتقال سرمایه است که از عموم جمع‌آوری شده و بر اساس اصل پخش ریسک عمل می‌کند. بانک مرکزی ایرلند باید تمام ثبت نام UCITS را تأیید کند.
- یک شرکت فعالیت تعیین شده (ایرلندی: Cuideachta Ghníomhaíochta Ainmnithe) یا DAC شکلی از شرکت در ایرلند است که توسط قانون شرکت‌ها در سال ۲۰۱۴ ایجاد شده‌است. مانند یک شرکت محدود، شرکت‌های فعالیت تعیین شده دارای مسئولیت محدود هستند. علاوه بر این، آنها فقط می‌توانند فعالیت‌های ذکر شده در اسناد قانون اساسی خود را انجام دهند و بنابراین مفهوم ultra vires همچنان در مورد آنها اعمال می‌شود.
- ایرلندی بخش ۱۱۰ وسیله نقلیه هدف ویژه (SPV)

### ایتالیا
- Forme individuali (Individuals):
  - Stabilizzatore (Chief)
  - Artigiano (Artisan)
  - Lavoratore autonomo (Independent worker)
  - Libero professionista (Professional)
  - Imprenditore ≈ sole trader (UK), sole proprietorship (US)
- Società di persone (Partnerships):
  - S.s. (Società semplice): ≈ general partnership (non commercial)
  - S.n.c. (Società in nome collettivo): ≈ general partnership (commercial)
  - S.a.s. (Società in accomandita semplice): ≈ limited partnership
- Società di capitali (Corporations):
  - S.p.a. (Società per azioni):[۳۴] ≈ plc (UK), corporation (US)
  - S.a.p.a. (Società in accomandita per azioni): ≈ publicly traded partnership
  - S.c.p.a. (Società consortile per azioni)
  - S.c.a.r.l. (Società consortile a responsabilità limitata)
  - S.r.l. (Società a responsabilità limitata): ≈ Ltd. (UK), LLC (US)
  - S.r.l.s. (Società a responsabilità limitata semplificata [it]):
- Cooperative (Cooperatives):
  - S.c.r.l. (Società cooperativa a responsabilità limitata) cooperative limited (liability) company

### لتونی
- SIA (Sabiedrība ar ierobežotu atbildību): ≈ Ltd. (انگلستان)
- AS (Akciju sabiedrība): ≈ plc (بریتانیا)
- IK (Individuālais komersants): ≈ مالکیت انحصاری
- PS (Pilnsabiedrība) ≈ مشارکت عمومی، سرمایه‌گذاری مشترک
- KS (Komandītsabiedrība): ≈ مشارکت محدود
- ĀKF (Ārzemju komersanta filiāle): شعبه یک شرکت خارجی
- BO (Bezpeļņas organācija): ≈ سازمان غیرانتفاعی
- VSIA (Valsts sabiedrība ar ierobežotu atbildību): ≈ با مسئولیت محدود دولتی.

### لیتوانی
- UAB (Uždaroji akcinė bendrovė): ≈ Ltd. (انگلستان)
- AB (Akcinė bendrovė): ≈ plc (بریتانیا)
- VšĮ (Viešoji įstaiga): ≈ سازمان غیرانتفاعی
- IĮ (Individuali įmonė): ≈ شرکت شخصی
- Individuali veikla = مالکیت انحصاری (خود دارای شخصیت حقوقی نیست)
- TŪB (Tikroji ūkinė bendrija): ≈ تضامنی
- KŪB (Komanditinė ūkinė bendrija): ≈ مشارکت محدود
- مگابایت (Mažoji Bendrija): ≈ مشارکت با مسئولیت محدود

### لوکزامبورگ
- SA (انجمن ناشناس): ≈ plc (بریتانیا)
- SA RL (Société à Responsabilité Limitée): ≈ Ltd. (انگلستان)
- Société à Responsabilité Limitée Simplefiée (SARL-S) = شرکت با مسئولیت محدود ساده شده
- Société en commandite simple (SCS): ≈ مشارکت محدود
- Société en Commandite Spéciale (SCSp): بر خلاف SCS, SCSp شخصیت حقوقی جدا از شرکای خود ندارد. با توافقی بین شرکای خود شکل می‌گیرد و امکان ساختار انعطاف‌پذیرتر را فراهم می‌کند، بدون اینکه الزامات قانون شرکت را رعایت کند.
- Société en commandite par actions (SCA): ≈ مشارکت محدود شرکتی

### هلند
کلیه اشخاص حقوقی غیردولتی در دفتر ثبت شرکت‌های اتاق بازرگانی به ثبت رسیده‌اند.
- دوخت: ≈ فونداسیون. می‌تواند یک کسب و کار را اداره کند. عدم توزیع سود بین بنیانگذاران یا اعضای هیئت مدیره.
- انجمن‌های متقابل (انجمن‌هایی که مجاز به پرداخت سود سهام به اعضای خود هستند؛ مسئولیت ممکن است نامحدود (WA – wettelijke aansprakelijkheid)، محدود (BA – beperkte aansprakelijkheid) یا معاف (UA – uitsluiting van aansprakelijkheid) باشد:
  - Coöperatie: ≈ تعاونی
  - Onderlinge waarborgmaatschappij: ≈ شرکت بیمه متقابل
- پیوند ≈ Vereniging. می‌تواند یک تجارت را اداره کند، اما ممکن است سود را بین اعضای آن تقسیم نکند.
  - vve (Vereniging van Eigenaars) ≈ انجمن صاحب خانه
- Mts (Maatschap): ≈ تمرین گروهی (متشکل از متخصصان، به عنوان مثال پزشکان، حسابداران، وکلا). تسهیلات سهم و نه سود، اعضا به عنوان اشخاص حقیقی برای اهداف مالیاتی و بدهی رفتار می‌شوند.
- Eenmanszaak: ≈ تاجر انحصاری (بریتانیا)، مالکیت انحصاری (ایالات متحده)
- vof (vennootschap onder firma): ≈ GP
- cv (commanditaire vennootschap): ≈ LP
- bv (besloten vennootschap): ≈ Ltd. (بریتانیا)، LLC (ایالات متحده). سهام با نام خصوصی هستند و به صورت آزاد قابل انتقال نیستند. این نام به معنای «شرکت بسته» است، که از این واقعیت ناشی می‌شود که (گروه) سهامداران را نمی‌توان بدون رضایت اکثریت سهامداران تغییر داد.[۳۷]
- nv (naamloze vennootschap): ≈ plc (UK), Corp. (ایالات متحده). حداقل سرمایه سهام صادر شده پس از ثبت: ۴۵۰۰۰ یورو. در ترجمه تحت اللفظی، عنوان «شرکت بی‌نام» است، به دلیل این واقعیت که سهامداران به‌طور رسمی در اساسنامه شرکت و سایر اسناد قانونی به این عنوان شناخته نمی‌شوند.[۳۸]

### نروژ
- ASA (Allmennaksjeselskap): ≈ plc (UK). حداقل سرمایه NKr 1,000,000
- AS (Aksjeselskap): ≈ Ltd. (انگلستان). حداقل سرمایه NKr 30000.
- ANS (Ansvarlig selskap): مشارکت عمومی با مسئولیت متقابل
- BA (Selskap med begrenset ansvar): تعاونی‌ها و شرکت‌های ایجاد شده توسط قانون
- BL (Borettslag): شرکت سهام مسکن
- DA (Selskap med delt ansvar): مشارکت تضامنی با مسئولیت تقسیم شده
- Enkeltpersonforetak: مالکیت انحصاری
- Etat: سازمان ایالتی، شهرستانی یا شهرداری
- FKF (Fylkeskommunalt foretak): شرکت شهرستانی
- HF (helsefortak): شرکت بهداشتی فرعی
- IKS (Interkommunalt selskap): شرکت بین شهری (مسئولیت مالکان)
- KF (Kommunalt foretak): شرکت شهرداری (مسئولیت مالک)
- KS (Kommandittselskap): ≈ مشارکت محدود
- NUF (Norskregistrert utenlandsk foretak): شرکت خارجی ثبت شده در نروژ
- RHF (منطقه ای helsefortak): شرکت بهداشت منطقه ای
- SF (Statsforetak): شرکت دولتی
- Sparebank: بانک پس‌انداز
- Stiftelse: بنیادی با سرمایه اما بدون عضو یا سهامدار. کسب سود مجاز است، اما بیشتر برای اهداف غیر تجاری مناسب است.
- UB (Ungdomsbedrift): شرکت جوانان، فقط در آموزش استفاده می‌شود

### لهستان
هیچ تعریف جهانی از شرکت و تجارت در قانون لهستان وجود ندارد. استفاده از اصطلاحات معادل در سیستم حقوقی لهستان اغلب ممکن است گیج کننده باشد زیرا هر یک از آنها چندین تعاریف مختلف برای اهداف مختلف دارند.
Przedsiębiorca ("کارآفرین" یا "تعهد") - تا سال ۱۹۶۴ به عنوان kupiec ("بازرگان") شناخته می‌شد. jednostka gospodarcza ("واحد اقتصادی") از ۱۹۶۴ تا 1988. podmiot gospodarczy ("نهاد اقتصادی") از سال ۱۹۸۸ تا ۱۹۹۷ - نزدیکترین معادل شرکت است که به عنوان یک موجودیت شناخته می‌شود. از ژانویه ۲۰۲۱، حداقل سیزده تعریف مختلف از کارآفرین/تعهد وجود دارد که در قوانین زیر آمده‌است:
- قانون مدنی،
- قانون کارآفرینان،
- قانون ورشکستگی و تجدید ساختار،
- قانون حقوق مالکیت صنعتی،
- قانون زمین‌شناسی و معادن
- قانون ثبت دادگاه ملی،
- قانون حمایت از رقابت و مصرف‌کنندگان،
- قانون مبارزه با رقابت ناعادلانه،
- قانون مقابله با اقدامات ناعادلانه بازار،
- قانون اطلاع‌رسانی قیمت کالاها و خدمات،
- قانون حفاظت از اطلاعات طبقه‌بندی شده،
- مقررات کمیسیون (EU) در مورد اعمال مواد ۱۰۷ و ۱۰۸ معاهده عملکرد اتحادیه اروپا برای کمک‌های حداقلی،
- مقررات (EU) شماره ۹۵۲/۲۰۱۳ پارلمان اروپا و شورای ۹ اکتبر ۲۰۱۳ مبنی بر تعیین کد گمرکی اتحادیه.

Przedsiębiorstwo («بنگاه») در قانون مدنی به عنوان مجموعه ای سازمان یافته از اجزای مادی و غیر مادی که برای انجام فعالیت‌های اقتصادی تعیین شده‌اند تعریف شده‌است؛ بنابراین، معادل شرکت است که به عنوان مجموعه ای از دارایی‌های سازماندهی شده برای انجام تجارت شناخته می‌شود.
Działalność gospodarcza («فعالیت اقتصادی») نزدیکترین معادل تجارت است. از ژانویه ۲۰۲۱، حداقل شش تعریف مختلف از فعالیت اقتصادی وجود دارد که در قوانین زیر آمده‌است:
- قانون کارآفرینان،
- آیین‌نامه مالیاتی،
- قانون مالیات بر درآمد شخصی،
- قانون مالیات بر کالاها و خدمات (VAT)،
- قانون نظام تأمین اجتماعی
- قانون رویه‌های مربوط به کمک‌های عمومی (نسخه‌نویسی از تعریف توسعه‌یافته در رویه قضایی اتحادیه اروپا).

#### نهادهای ثبت شده به عنوان کارآفرین در ثبت مرکزی و اطلاعات کسب و کار (Centralna Ewidencja i Informacja o Działalności Gospodarczej, CEIDG)
- przedsiębiorca będący osobą fizyczną (یک کارآفرین که یک شخص طبیعی است)، که قبلاً به عنوان Osoba fizyczna sauiicive -rapnipnovioviovioviovioviovioviovioviovi quove działność gospodarcza osoby fibycznecznecznecznecznevive[۳۹] نام شرکت باید شامل نام و نام خانوادگی کارآفرین باشد.
- sc (spółka cywilna): «شرکت حقوق مدنی»، خود نه یک شخص حقوقی مناسب است و نه یک شخص حقوقی، زیرا این شرکا (اشخاص حقیقی) هستند که موقعیت جداگانه خود را به عنوان کارآفرین و اشخاص حقوقی حفظ می‌کنند، هرچند که به موجب توافق‌نامه ای در مورد تقسیم سود، زیان و مالکیت یک تجارت (مجموعه دارایی‌های مشترک). یک استثنا منحصراً به موضوعات قانون کار محدود می‌شود که در آن شراکت می‌تواند به عنوان کارفرما قراردادهای کاری منعقد کند و دارای ظرفیت قانونی باشد. به آن شماره NIP و REGON متمایز از شماره‌های متعلق به شرکا اعطا می‌شود. می‌توان آن را به یک انجمن داوطلبانه تشبیه کرد.[۴۰] نام شرکت باید شامل نام و نام خانوادگی کارآفرینان باشد.

#### نهادهای ثبت شده در دادگاه ملی (Krajowy Rejestr Sądowy, KRS)

##### نهادهای ثبت شده به عنوان کارآفرین در ثبت کارآفرینان (Rejestr przedsiębiorców)، به استثنای فرم‌های اتحادیه اروپا
به جز spółki osobowe (شرکت‌ها)، همه اشخاص حقوقی هستند.
- spółki handlowe مشارکت‌های تجاری/تجاری و شرکت ها/شرکت‌ها
  - مشارکت‌های spółki osobowe (شرکت های فاقد شخصیت حقوقی)
    - sp.j. (spółka jawna): ≈ مشارکت ثبت شده، در غیر این صورت مشارکت عمومی ترجمه شده‌است
    - sp.p. (spółka partnerska): ≈ مشارکت حرفه ای، که در غیر این صورت مشارکت با مسئولیت محدود ترجمه می‌شود ممکن است با اضافه کردن i partner(zy) ("و شریک(ها)") به نام شرکت نیز مشخص شود. فقط می‌تواند به‌عنوان یک حرفه‌ای دارای مجوز از یک نهاد نظارتی، در حرفه‌ای که در مقررات مربوط کد شرکت‌های تجاری فهرست شده‌است (مثلاً پزشکان، وکلای دادگستری) استفاده شود. شرکا مسئولیت کامل بدهی‌های مشارکت را دارند، به استثنای بدهی‌هایی که سایر شرکا که حرفه مجاز خود را انجام می‌دهند و کارمندان تحت سرپرستی آنها متحمل می‌شوند.
    - sp.k. (spółka komandytowa): ≈ مشارکت محدود
    - SKA (spółka komandytowo-akcyjna): مشارکت سهامی محدود، در غیر این صورت مشارکت ترجمه شده با سهام محدود. حداقل سرمایه سهام zl 50000 (تقریباً ۱۲۵۰۰ یورو).

  - spółki kapitałowe شرکت ها/شرکت‌ها
    - SA (spółka akcyjna): ≈ شرکت سهامی، در غیر این صورت plc (بریتانیا) ترجمه شده‌است. حداقل سرمایه سهام zl 100000 (تقریباً ۲۵۰۰۰ یورو).
    - PSA (prosta spółka akcyjna) = شرکت سهامی ساده، در غیر این صورت ساده plc ترجمه شده‌است، یک شرکت جدید نوع ۲۰۲۱، در واقع یک نسخه ساده شده از نوع سابق
    - Sp. z oo (spółka z ograniczoną odpowiedzialnością): ≈ Ltd. (انگلستان). حداقل سرمایه سهام zl 5000 (تقریباً ۱۲۵۰ یورو)
- spółdzielnia: ≈ تعاونی. همچنین ممکن است با صفت Spółdzielczy(-a/-e) در نام شرکت نشان داده شود. برخی از انواع زیرمجموعه تعاونی‌ها توسط قوانین اختصاصی اضافی در امتداد قانون تعاون عمومی اداره می‌شوند، این قوانین عبارتند از spółdzielcza kasa oszczędnościowo-kredytowa (اتحادیه اعتباری)، بانک spółdzielczy (بانک تعاونی)، spółdzielnia mieszkaniowa (یک تعاونی مسکن spółdzielnia mieszkaniowa) تعاونی تولید کشاورزی)، spółdzielnia kółek rolniczych (یک تعاونی جوامع کشاورزی، ارائه خدمات کشاورزی)، و spółdzielnia pracy (یک تعاونی کارگری)، از جمله spółdzielnia socjalna (یک تعاونی اجتماعی).
- pp (przedsiębiorstwo państwowe): شرکت‌های دولتی یا شرکت دولتی
- instytut badawczy: (مؤسسه تحقیقاتی دولتی، به استثنای آنهایی که توسط آکادمی علوم لهستان اداره می‌شوند)،
- instytut Sieci Badawczej Łukasiewicz (مؤسسه تحقیقاتی Łukasiewicz)
- przedsiębiorstwo zagraniczne (تعهد خارجی)،
- towarzystwo ubezpieczeń wzajemnych (جامعه بیمه متقابل)،
- towarzystwo reasekuracji wzajemnej (جامعه بیمه اتکایی متقابل)
- شعبه‌های شرکت‌های خارجی فعال در قلمرو لهستان،
- شعب اصلی شرکت‌های بیمه خارجی،
- شعبه‌های اصلی شرکت‌های بیمه اتکایی خارجی
- و همچنین هر یک از اشخاص حقوقی ثبت شده در ثبت انجمن‌ها، سایر سازمان‌های اجتماعی و حرفه ای، بنیادها و مؤسسات مستقل صحی دولتی (نگاه کنید به زیر) در صورتی که قصد انجام فعالیت‌های تجاری را داشته باشند (در صورت مجاز بودن آئین‌نامه آنها، به استثنای مؤسسات مستقل مراقبت‌های بهداشتی عمومی). از آنجایی که آنها مجاز به ثبت نام به عنوان کارآفرین و همچنین مستثنی از اشخاص حقوقی یا سایر اشخاص حقوقی هستند که در KRS منحصراً به منظور کسب وضعیت یک مؤسسه خیریه به رسمیت شناخته شده - سازمان عام‌المنفعه ثبت شده‌اند و در غیر این صورت انجام می‌دهند. از ثبت نام در KRS معاف باشید - زیر را ببینید)[۴۱]

##### نهادهای ثبت‌شده در ثبت انجمن‌ها، سایر سازمان‌های اجتماعی و حرفه‌ای، بنیادها و مؤسسات مستقل بهداشت عمومی (Rejestr stowarzyszeń, innych organizacji społecznych i zawodowych, fundacji oraz samodzielnych publicznych zakładów opieki zdrowotne)
تمام انواع زیر اشخاص حقوقی هستند:
- Fundacja [PL] (بنیاد)؛ قانون لهستان در حال حاضر فقط مبانی هدف عمومی را پیش‌بینی می‌کند
- Stowarzyszenie Rejestrowe (انجمن ثبت شده)
- Związek Stowarzyszeń (اتحادیه انجمن‌ها)،
- شاخه‌های سرزمینی یک انجمن که شخصیت حقوقی خود را دارند (در صورت مجاز بودن آئین‌نامه انجمن)،
- انجمن باغ خانواده Stowarzyszenie Ogrodowe
- Związek Stowarzyszeń Ogrodowych (اتحادیه انجمن‌های باغ خانوادگی)،
- Stowarzyszenie Kultury Fizycznej (انجمن فرهنگ فیزیکی)
- Związek Sportowy (اتحادیه ورزشی = اتحادیه انجمن‌های فرهنگ فیزیکی)،
- Polski Związek Sportowy (اتحادیه ورزشی لهستان)، یک شخص حقوقی Sui Generis که اقتدار هیئت مدیره ملی ورزشی را که به‌طور رسمی شناخته شده‌است در رشته‌هایی که توسط یک فدراسیون بین‌المللی شناخته شده IOC اداره می‌شوند (همه المپیک و برخی از رشته‌های غیر المپیک ایجاد شده، اما نه پارالمپیک، دومی به دلیل شخصیت غیر تجاری و اغلب خیرخواهانه خود موظفند تحت قوانین کلی به عنوان اتحادیه‌های انجمن‌ها فعالیت کنند). هر رشته همیشه توسط یک بدن فقط اداره می‌شود، فقط برخی از دومی رشته‌های مختلف را پوشش می‌دهند. این شکل حقوقی بسیار تنظیم شده ممکن است براساس اتحادیه انجمن‌های واگذار شده به وضعیت یک هیئت مدیره ملی ورزش به نمایندگی از فدراسیون بین‌المللی مربوط و مقامات دولتی توصیف شود، بنابراین برخی از ویژگی‌های یک مقام رسمی را نیز به نمایش می‌گذارد، بلکه همچنین از یک شرکت، همان‌طور که توسط قانون به عنوان مالک واجب و معامله گر حقوق انحصاری مربوط به حمایت مالی، تبلیغات و پخش رویدادهای ملی و تیم ملی تعیین شده‌است، بنابراین، به‌طور غیرمستقیم موظف است (در تمام موارد) نیز ثبت نام کند. یک کارآفرین؛ اختلاط آن فقط با تبدیل اتحادیه اتحادیه‌های موجود که عضویت مستقیم آنها به‌طور انحصاری از کلوپ‌های ورزشی فعال در یک ورزش خاص، و همچنین اتحادیه‌های فرعی آنها یا سایر افراد حقوقی فعال در رشته خاص و پیروی از پذیرش قبلی اجباری امکان‌پذیر است، امکان‌پذیر است. چنین اتحادیه ای با فدراسیون بین‌المللی مربوط و متعاقباً رضایت اجباری وزیر مسئول ورزش قبل از درخواست KRS. ثبت نام مترادف با شناخت رسمی به عنوان نهاد ملی یک رشته‌است و با تعدادی از حقوق و تعهدات اضافی همراه است
- Związek Zawodowy (اتحادیه کارگری) و همچنین فدراسیون‌ها و کنفدراسیون‌های آنها، و همچنین شعب سرزمینی یک اتحادیه کارگری که شخصیتی حقوقی خود را در صورت مجاز بودن آئین‌نامه اتحادیه کارگری دارند)
- سازمان‌های کارفرمایان (و اتحادیه‌های آنها، فدراسیون‌ها و کنفدراسیون‌ها)،
- سازمان‌های خود دولت اقتصادی (اتاق‌های صنعت و بازرگانی، اتاق بازرگانی لهستان، صنفی و اتاق‌های صنایع دستی، اتحادیه صنایع دستی و اتاق‌های کشاورزی)
- سازمان‌های خود دولت حرفه ای برخی از کارآفرینان (اتحادیه‌های تجارت و خدمات برای کارآفرینان فعال در تجارت، معده یا خدمات، به استثنای کسانی که به عنوان کاردستی شناخته می‌شوند یا افرادی که حرفه ای را اداره می‌کنند توسط یک کالج نظارتی اداره می‌شوند؛ اتحادیه‌های حمل و نقل برای کارآفرینان فعال در حمل و نقل؛ دو سابق)،
- انواع مختلف اتحادیه‌های کشاورزی (اتحادیه‌های کارگری کشاورزان خاص، جوامع کشاورزی و اتحادیه‌های آنها، سازمان‌های کشاورزی بخش و اتحادیه‌های آنها)
- Samodzielny Publiczny Zakład Opieki Zdrowotnej (مؤسسه مستقل بهداشت عمومی)-یک نوع Sui Generis از افراد حقوقی، اجباری برای اکثر نهادهای مراقبت‌های بهداشتی عمومی (بیمارستان‌ها، کلینیک‌ها و غیره) که توسط خزانه داری ایالتی، یک واحد خودمختاری سرزمینی یا یک واحد خودمختاری سرزمینی ایجاد شده‌است. مؤسسه آموزش عالی دولتی، به جز نهادهایی که به عنوان مشارکت تجاری فعالیت می‌کنند (یک شرکت با مسئولیت محدود یا یک شرکت سهام مشترک، که اکثریت مطلق سهام یا سهام آنها توسط خزانه داری دولتی، یک واحد خود سرزمینی یا یک مؤسسه آموزش عالی عمومی نگهداری می‌شود)، یا کسانی که به عنوان یک واحد بودجه فعالیت می‌کنند، به نمایندگی از هر یک از خزانه داری دولت (از جمله مراکز روان‌پزشکی پزشکی قانونی، واحدهای بازرسی بهداشتی دولتی و همچنین برخی از نهادهای بهداشت مراکز و خانه‌های سالمندان که مستقیماً توسط وزارت بهداشت، عمدتاً به دلایل تاریخی عمل می‌کنند) یا یک واحد خودگردان (همه V مراکز Oivodeship برای پزشکی حرفه ای، ده‌ها مرکز توانبخشی جمعی یا خانه‌های سالمندان و سه کلینیک عمومی عمومی).

علاوه بر این، هر شخص حقوقی یا سایر اشخاص حقوقی (از جمله آنهایی که در اصل یا به شکل دیگری از ثبت نام در KRS معاف هستند - به زیر مراجعه کنید) نیز باید ثبت نام کنند، در صورت درخواست و کسب وضعیت یک مؤسسه خیریه رسمی به رسمیت شناخته شده (organizacja pożytku publicznego = سازمان منافع عمومی)، در صورت واجد شرایط بودن؛ با این حال، به عنوان یک استثنا، ثبت نام صرفاً برای این منظور نه شخصیت حقوقی را به نهادهایی که فاقد آن هستند اعطا می‌کند و نه تعهد یا حقی برای ثبت نام به عنوان کارآفرین ایجاد می‌کند.

#### نهادهایی که از ثبت نام به عنوان کارآفرین حذف شده‌اند
انواع نهادهای مستثنی شده از ثبت به عنوان کارآفرین شامل موارد زیر است.

##### اشخاص حقیقی
- Działalność pozarejestrowa osoby fizycznej (فعالیت ثبت نشده یک شخص حقیقی): فعالیت غیرقانونی یک شخص حقیقی فعالیت اقتصادی «کاملاً» تلقی نمی‌شود، مگر اینکه به صراحت در یک قانون خاص بخش خاص ذکر شده باشد، بنابراین مستحق معافیت از ثبت در CEIDG، در صورتی که شخص در ۶۰ ماه گذشته فعالیت‌های تجاری انجام نداده باشد و درآمد ناخالص ماهانه حاصل از فعالیت از ۵۰٪ حداقل دستمزد تجاوز نکند. چنین فعالیتی همچنین از تعهد پرداخت حق بیمه اجتماعی آزاد است، با این وجود، همچنان مشمول مالیات و سهم بیمه سلامت است. روسپیگری انفرادی در همه موارد مستثنی از ثبت، بدون نظارت، بدون مالیات و مشمول بیمه اجتماعی یا درمانی اجباری نیست، در حالی که روسپیگری سازمان یافته غیرقانونی است.
- Kancelaria komornicza (دفتر یک افسر اجرای قضایی که معمولاً به عنوان ضابط دادگستری شناخته می‌شود) - ضابط دادگستری یک مقام دولتی (اما نه یک کارمند دولتی) است که مأمور اجرای اقدامات اجرایی در محدوده صلاحیت دادگاه منطقه ای واحد است. شخصی است که بنا به درخواست شخص ذیربط که با وساطت رئیس دادگاه تجدیدنظر بایگانی می‌شود و نامزد قصد دارد در محدوده آن اقدامات اجرایی را انجام دهد، توسط وزیر دادگستری منصوب می‌شود. وزیر دادگستری قبل از انتصاب، از شورای اتاق ضابطین دادگستری درخواست می‌کند تا نظر نامزد را اعلام کند. دادگستری علیرغم اقدام از طرف دادگاه توسط دادگاه به کار گرفته نمی‌شود، اما خوداشتغال است و دارای یک اداره کل (به نام دفتر اجرای احکام دادگاه منطقه ای در…) است که یک شرکت شبه از ثبت نام مستثنی شده‌است. به عنوان یک کارآفرین در CEIDG، اما برای بسیاری از اهداف دیگر، از جمله مالیات بر درآمد یا بیمه اجتماعی و درمانی، به عنوان کارآفرین رفتار می‌شود، موظف است شماره NIP و REGON را با ثبت نام در ثبت‌های مربوط به دست آورد و بر اساس درصدی از پول بازیابی شده و سایر هزینه‌ها پاداش دریافت می‌کند. مندرج در قانون ضابطان و اجرای احکام ۲۰ مرداد ۹۷. ضابط نیز متحمل هزینه‌هایی می‌شود که در صورت بی‌اثر بودن مراحل اجرائی، بر عهده بدهکار یا بستانکار است.
- Biuro poselskie, senatorskie lub posła do Parlamentu Europejskiego (یک دفتر حوزه انتخابیه از یک نماینده سجم، یک سناتور یا یکی از اعضای پارلمان اروپا) - این خود مقام منتخب است که شخصاً به عنوان کارفرمای کارکنان در دفتر عمل می‌کند. از شماره PESEL خود به جای دریافت NIP برای پرداخت مالیات بر درآمد کارمندان یا بیمه سلامت و بیمه اجتماعی استفاده می‌کند، اما موظف است شماره REGON را برای دفتر دریافت کند. هزینه این دفتر منحصراً از محل وجوهی که از طرف ریاست مجلس مربوط تعیین می‌شود تأمین می‌شود و نمی‌تواند فعالیت اقتصادی انجام دهد.
- Gospodarstwo rolne rolnika indywidualnego (مالکیت کشاورزی یک کشاورز انفرادی): فعالیت کشاورزی مناسب یک کشاورز انفرادی دامپروری ; شیلات داخلی؛ تولیدات گیاهی اعم از کشت زراعی، سبزی کاری، باغداری، باغداری، قارچ زنی، تولید بذر، نهالستان، جنگلداری) از ثبت نام به عنوان کارآفرین مستثنی است (اما کشاورز همچنان موظف است با ثبت نام در دفاتر مربوط شماره NIP و REGON را دریافت کند. و همچنین در اکثر موارد ثبت نام در ثبت نام تولیدکنندگان، مزارع کشاورزی و درخواست حقوق پرداخت، که این مورد برای همه دارندگان خوک، گاو، بز یا گوسفند الزامی است و پیش نیاز دریافت هر دولتی یا اتحادیه اروپا است. منابع مالی). فعالیت کشاورزی مناسب از مالیات بر درآمد و املاک معاف است و در عوض مشمول مالیات بسیار ملایم تری برای کشاورزی می‌شود. این کشاورز موظف به پرداخت حق بیمه اجتماعی و بهداشتی کشاورزی است که توسط دولت یارانه می‌شود، به جای پرداخت بیمه‌های اجتماعی و بهداشتی منظم بسیار بالاتر. یک کشاورز همچنین می‌تواند پس از ثبت نام در ثبت اختصاصی کشاورزان تولیدکننده سوخت‌های زیستی برای مصارف خود، و در ثبت مرکزی نهادهای مالیات غیر مستقیم به عنوان مالیات‌دهنده مالیات غیر مستقیم (مبلغ نمادی)، مقدار معینی از سوخت‌های زیستی مایع را برای استفاده شخصی تولید کند، اما بدون تعهد. برای ثبت نام به عنوان مالیات بر ارزش افزوده برخی دیگر از فعالیت‌های اقتصادی یک کشاورز که در مقیاس محدود انجام می‌شوند (گردشگری کشاورزی، فروش مستقیم به مصرف‌کننده محصولات خود در مزرعه یا بازارها، شراب‌سازی از محصولات خود) نیز ممکن است بدون ثبت نام به عنوان کارآفرین انجام شوند. مگر اینکه او تصمیم دیگری بگیرد و این درآمد از حدود معینی تجاوز نکند. این کشاورز همچنین می‌تواند حق شرکت در سیستم بیمه اجتماعی ترجیحی کشاورزی را در صورتی که حداقل سه سال قبل از شروع فعالیت اضافی تحت پوشش آن بوده و قصد ادامه تولید کشاورزی مناسب را داشته باشد، حفظ کند. با این حال، زمین و ساختمان‌های مورد استفاده برای چنین فعالیت‌های اضافی، به جای مالیات کشاورزی، مشمول مالیات استاندارد املاک و مستغلات هستند.
  - در صورت توریسم کشاورزی یا فروش مستقیم به مصرف‌کننده محصولات خود در مزرعه یا بازارها، کشاورز ممکن است از مالیات بر درآمد معاف بماند و می‌تواند انتخاب کند که مالیات بر ارزش افزوده شود یا خیر. در مورد گردشگری کشاورزی، محدودیت پنج اتاق نیز اعمال می‌شود.
  - در مورد شراب سازی، تولید مشمول مالیات بر درآمد، مالیات بر ارزش افزوده و مالیات غیر مستقیم (البته با نرخ‌های ترجیحی) است. سهمیه حجم تولید سالانه ۱۰۰۰۰ لیتر نیز اعمال می‌شود.
- Jednostka systemu oświaty prowadzona przez osobę fizyczną (مدرسه یا مؤسسه آموزشی غیر از مؤسسه آموزش عالی که توسط شخص حقیقی اداره می‌شود)

##### اشخاص حقوقی و سایر اشخاص حقوقی جمعی، به استثنای فرم‌های اتحادیه اروپا
انواع خاصی از اشخاص حقوقی یا سایر اشخاص حقوقی جمعی که به غیر از ثبت در KRS تأسیس شده‌اند، ممکن است در موارد معدودی توسط قانون مجاز به انجام فعالیت‌های تجاری (گاهی با دامنه و/یا مقیاس محدود، همراه با فعالیت‌های اصلی، اغلب فعالیت‌های غیرتجاری یا غیرانتفاعی هستند، علی‌رغم اینکه از تعهد ثبت نام در KRS مستثنی و معاف هستند، اما همچنان (به جز خزانه‌داری کل کشور) موظف هستند که شماره NIP و REGON را با ثبت نام در کشور دریافت کنند. ثبت‌های مربوط، و معمولاً همچنان مشمول قوانین مالیاتی عمومی (از جمله مالیات بر ارزش افزوده) هستند. نمونه‌هایی از چنین موقعیت‌هایی عبارتند از:
- spółka wodna (یک شرکت آب) - یک شرکت غیرانتفاعی حقوق آب و یک شخص حقوقی که برای ارائه خدمات آب به سهامداران خود، معمولاً در یک محیط روستایی یا حومه شهر، ثبت شده توسط starosta محلی، تشکیل شده‌است، در حالی که اتحادیه ای از این قبیل نهادها توسط voivode ثبت شده‌است.
- związek wałowy (اتحادیه ضامن دار) - یک شرکت غیرانتفاعی مشابه و یک شخص حقوقی که برای ساخت و مدیریت یک بارگیری تشکیل شده‌است که توسط starosta محلی ثبت شده‌است، در حالی که اتحادیه چنین نهادهایی توسط voivode ثبت شده‌است.
- شرکت dla zagospodarowania prawnej (یک شرکت مدیریت زمین مشترک) - یک شرکت غیرانتفاعی مشابه و یک شخص حقوقی که برای مدیریت زمین مشترک ثبت شده‌است و توسط starosta محلی ثبت شده‌است.
- koło łowieckie (یک باشگاه شکار) - یک شخص حقوقی که توسط اعضای آن برای مدیریت شکار در قلمرو معینی (مدار شکار) اجاره شده از ایالت، تشکیل شده‌است و به‌طور قانونی مجاز به انجام فعالیت‌های تجاری مرتبط با وظایف قانونی خود است. طبق قانون شکار، از طریق ثبت نام توسط هیئت منطقه مربوط Polski Związek Łowiecki (انجمن شکار لهستان، که خود نیز یک شخص حقوقی و یک quango است، در واقع یک اتحادیه اصلاح شده و بسیار تنظیم شده از انجمن‌ها که از ثبت نام معاف است، شخصیت حقوقی به دست می‌آورد. در KRS)
- koło gospodyń wiejskich (انجمن زنان روستایی) و اتحادیه‌های آنها - طبق یک قانون اختصاصی، با ثبت نام در ثبت ملی انجمن‌های زنان روستایی که توسط آژانس مدرن سازی و بازسازی کشاورزی نگهداری می‌شود، شخصیت حقوقی به دست می‌آورند.
- uczelnia (یک مؤسسه آموزش عالی، صرف نظر از اینکه دولتی یا خصوصی باشد) - ممکن است فعالیت تجاری سازماندهی شده به عنوان بخشی جداگانه از شخصیت حقوقی خود (یا به عنوان یک شخص حقوقی جداگانه به عنوان مثال یک مشارکت با مسئولیت محدود یا یک مشارکت سهامی) انجام دهد. طبق قانون آموزش عالی و علوم، مؤسسه خصوصی را می‌توان تنها توسط شخص حقیقی یا شخص حقوقی (غیر از شخص حقوقی دولتی یا خودگردان) تأسیس کرد. با ثبت وزیر علوم و آموزش عالی به وجود می‌آید و شخصیت حقوقی خود را متمایز از نهاد مؤسس کسب می‌کند. با این حال، یک رویه کمی متفاوت مربوط به مؤسسات کلیسایی خصوصی است که شخصیت حقوقی را مانند سایر اشخاص حقوقی ایجاد شده توسط یک کلیسا یا یک جامعه اعترافات دیگر به دست می‌آورند (به زیر مراجعه کنید) اما برای اعطای دیپلم‌های دولتی به تأیید وزارتخانه نیاز دارند. از سوی دیگر، مؤسسه عمومی با مصوبه مجلس یا به موجب آیین‌نامه وزیر علوم و آموزش عالی تأسیس می‌شود و وجود آن به‌عنوان شخص حقوقی در هیچ‌کجا منوط به ثبت نیست.
- osoby prawne i jednostki organizacyjne nieposiadające osobowości prawnej utworzone przez kościół lub inną wspólnotę wyznaniową (اشخاص حقوقی یا اشخاص حقوقی فاقد شخصیت حقوقی یا جامعه ای دیگر که توسط کلیسا ایجاد شده‌اند) از اشخاص حقوقی) از طریق مقررات وزیر صلاحیتدار اعترافات مذهبی، شخصیت حقوقی کسب می‌کنند، یا (در مورد مؤسسات سرزمینی یا شخصی کلیسای کاتولیک در لهستان) با اطلاع دادن به دولت لهستان توسط مرجع کلیسای مربوط، که یک مرجع قضایی کلیسایی شخص (مثل یک محله یا یک اسقف نشین) یا شخص حقوقی دیگر مطابق با قانون کانون تأسیس شده‌است. چنین نهادهایی ممکن است به موجب آیین‌نامه خود مجاز به انجام فعالیت‌های تجاری باشند و توسط وزارت کشور و اداره امور داخله در قسمت مشروح ثبت کلیساها و سایر جوامع اعترافاتی ثبت شده‌اند. استثنائات شامل بنیادهای مذهبی و انجمن‌های مذهبی افراد غیر روحانی است که هر دو تحت قوانین عمومی ثبت نام استاندارد KRS هستند، البته با وجود برخی از مقامات نظارتی که به یک کلیسا یا یک جامعه مذهبی دیگر اعطا می‌شود.
- instytut naukowy Polskiej Akademii Nauk (مؤسسه تحقیقاتی آکادمی علوم لهستان) - به عنوان یک شخص حقوقی با ثبت نام در ثبت اختصاصی که توسط آکادمی نگهداری می‌شود (خود نیز یک شخص حقوقی و یک quango - یک نهاد تنظیم شده که ویژگی‌های یک دانش‌آموخته را ترکیب می‌کند) ایجاد شده‌است. جامعه ای با سقف عضویت قانونی، یک کالج نظارتی و یک شرکت، که خود نیز از ثبت نام در KRS معاف است.
- partia polityczna (یک حزب سیاسی) - از طریق ثبت نام در فهرست احزاب سیاسی ایجاد می‌شود و به یک شخص حقوقی تبدیل می‌شود. این فهرست بخشی از KRS نیست و توسط دادگاه منطقه ای در ورشو نگهداری می‌شود. احزاب سیاسی در لهستان عموماً از انجام فعالیت‌های اقتصادی منع می‌شوند. با این حال، آنها ممکن است فعالیت‌های جزئی خاصی را انجام دهند، مانند خدمات اداری جزئی، فروش اقلام تبلیغاتی با آرم حزب، فروش نشریات مربوط به مانیفست، دستور کار سیاسی، آیین‌نامه‌ها و فعالیت‌های آن.
- fundusz emerytalny (صندوق بازنشستگی) - یا otwarty fundusz emerytalny (صندوق بازنشستگی باز)، pracowniczy fundusz emerytalny (صندوق بازنشستگی کارکنان) یا dobrowolny fundusz emerytalny (صندوق بازنشستگی داوطلبانه) - با مجوز سازمان نظارت مالی لهستان ایجاد شده و تبدیل به یک شخص حقوقی از طریق ثبت نام در دفتر ثبت صندوق‌های بازنشستگی. ثبت بخشی از KRS نیست و توسط دادگاه منطقه در ورشو نگهداری می‌شود.
- یک صندوق سرمایه‌گذاری - یا یک صندوق سرمایه‌گذاری باز، یک صندوق سرمایه‌گذاری باز تخصصی، یا یک صندوق سرمایه‌گذاری بسته. با مجوز سازمان نظارت مالی لهستان ایجاد می‌شود و از طریق ثبت نام در ثبت صندوق‌های سرمایه‌گذاری به یک شخص حقوقی تبدیل می‌شود. ثبت بخشی از KRS نیست و توسط دادگاه منطقه در ورشو نگهداری می‌شود.
- واحد مشاوره کشاورزی (یک واحد مشاوره مزرعه) - یک شخص حقوقی دولتی که توسط قانون واحدهای مشاوره مزرعه ایجاد شده‌است.
- wojewódzki ośrodek ruchu drogowego (مرکز استانی برای ترافیک جاده‌ای) - یک شخص حقوقی تابع اداره خودگردان یک شورا، مسئول انجام آزمایش‌های گواهینامه رانندگی در همه دسته‌ها، آزمون‌های صلاحیت‌های خاص ترافیکی، و همچنین آموزش ایمنی ترافیک و ارتقاء؛ آنها از نظر قانونی مجاز به انجام فعالیت‌های اقتصادی غیرانتفاعی هستند.
- پارک نارودوی (پارک ملی) - شخص حقوقی ایالتی که به موجب آیین‌نامه شورای وزیران تأسیس شده و به موجب قانون مجاز به انجام فعالیت‌های اقتصادی است، مگر اینکه مغایر با قانون حفاظت از طبیعت باشد.
- wspólnota mieszkaniowa (جامعه مالک خانه) - یک نهاد حقوقی فاقد شخصیت حقوقی یا ثبت اختصاصی، بدون هیچ گونه روش ثبتی در ساختمان‌ها یا مجتمع‌های ساختمانی با حداقل یک مالکیت مجزا محدود شده‌است. چنین جامعه ای ملزم به دریافت NIP و REGON و نگهداری اسناد حسابداری ساده و یک حساب بانکی است. بر خلاف مالیات املاکی که مستقیماً توسط اعضای آن پرداخت می‌شود، مشمول مالیات بر درآمد شرکت نیز می‌شود. می‌تواند فعالیت‌هایی خارج از محدوده مسئولیت‌های اصلی اجباری خود، از جمله فعالیت‌های مربوط به اعطای وام بخش‌هایی از مناطق مشترک املاک، یا بخش‌هایی از سطوح مناسب تبلیغاتی مانند کناره‌ها یا حصارکشی انجام دهد که در چنین شرایطی به مالیات‌دهنده مالیات بر ارزش افزوده تبدیل شود. یک جامعه در یک ساختمان یا یک مجتمع ساختمانی با چهار یا چند مالکیت مجزا برای انتخاب هیئت مدیره، یا انتخاب و قرارداد با یک مدیر حرفه ای املاک و مستغلات مورد نیاز است.
- wspólnota gruntowa (یک جامعه زمین مشترک) - یک شخص حقوقی مشابه فاقد شخصیت حقوقی یا ثبت اختصاصی است، به‌طور خودکار برای مدیریت زمین مشترک ایجاد کرده‌است، مگر اینکه به جای آن یک مشارکت اختصاصی مدیریت زمین مشترک (یک شخص حقوقی) ثبت شده باشد (به بالا مراجعه کنید).
- publiczna jednostka systemu oświaty (مدرسه دولتی یا مؤسسه آموزشی غیر از مؤسسه آموزش عالی) - یک شخص حقوقی فاقد شخصیت حقوقی است که توسط ارگانی از دولت یا یک واحد خودگردان سرزمینی تأسیس و ثبت شده‌است.
- stowarzyszenie zwykłe (یک انجمن مشترک/ساده/معمولی) – ثبت شده توسط starosta محلی، یک نهاد حقوقی فاقد شخصیت حقوقی، کمتر رسمی در مقایسه با یک انجمن ثبت شده (که یک شخص حقوقی ثبت شده در KRS است)
- uczniowski klub sportowy (یک باشگاه ورزشی دانش‌آموزان) و یک باشگاه ورزشی غیر از باشگاه ورزشی دانش‌آموزان مدرسه‌ای که در قالب انجمنی فعالیت می‌کنند که در اساسنامه آن پیش‌بینی نشده‌است (باشگاه ورزشی غیر از باشگاه ورزشی دانش‌آموزان که به‌عنوان یک انجمن فعالیت می‌کند. آیین‌نامه‌های آن‌ها فعالیت اقتصادی را پیش‌بینی نمی‌کنند) - هر دو از نظر فنی انجمن‌هایی هستند که به جای KRS توسط یک ستاره محلی ثبت شده‌اند، اما با این وجود به عنوان یک استثنا شخصیت حقوقی کسب می‌کنند، اگرچه مجاز به انجام فعالیت اقتصادی نیستند.
- samorząd zawodu zaufania publicznego (یک کالج نظارتی)، مؤسسه خودگردان حرفه‌ای، که به‌عنوان یک شخص حقوقی بر اساس قانون پارلمان تأسیس شده‌است (به‌طور کلی یا جداگانه به عنوان یک نهاد ملی و ارگان‌های سرزمینی، بسته به حرفه)،
- państwowa lub samorządowa instytucja kultury (یک ایالت یا یک مؤسسه فرهنگی خودگردان (سرزمینی) - یک شخص حقوقی مانند موزه، تئاتر، تئاتر موسیقی، باله، سالن اپرا، فیلارمونیک، دوربین یا سمفونی ارکستر، یک گروه آواز و رقص محلی، یک گالری هنری یا یک کتابخانه عمومی (که توسط وزیر یا یک واحد خودگردان سرزمینی ایجاد و ثبت شده‌است) - حتی اگر فعالیت اصلی (فرهنگی/هنری) یک مؤسسه فرهنگی عمومی قانوناً نباشد. مؤسسه ای که به عنوان فعالیت تجاری تلقی می‌شود، ممکن است مجاز به انجام فعالیت تجاری اضافی باشد، در صورتی که آیین‌نامه آن چنین باشد.
- واحد دولت محلی: gmina, powiat, voivodeship (واحد خودگردان سرزمینی: شهرداری = gmina، شهرستان = powiat)، استان = voivodeship) - یک شخص حقوقی است که به موجب مقررات یا (در مورد Voivodeship) به موجب قانون تأسیس شده‌است. مجلس؛
- związek międzygminny, międzypowiatowy lub powiatowo-gminny (اتحادیه بین شهری، بین شهرستانی یا بین گروهی شهرداری-شهرستانی) - شخص حقوقی ثبت شده توسط وزیر کشور، که برای انجام خدمات خاص از طرف شهرداری‌های عضو تشکیل شده‌است. / یا شهرستان‌ها)؛
- بانک państwowy (بانک دولتی) - به عنوان یک شخص حقوقی توسط آیین‌نامه شورای وزیران (در دوره بین دو جنگ، توسط رئیس‌جمهور جمهوری؛ نوع غالب بانک‌ها در زمان کمونیسم؛ امروزه این وضعیت محدود شده‌است. به بانک‌های توسعه ملی؛ تنها یکی از آنها تا ۱ دسامبر ۲۰۲۰ وجود دارد؛ بانک Gospodarstwa Krajowego؛
- Narodowy Bank Polski (بانک ملی لهستان) (تأسیس شده توسط قانون اساسی لهستان، که توسط قانون حاکم بر آن شخصیت حقوقی اعطا شده‌است)
- kluby i koła - گروه‌های حزبی در سجم و مجلس سنا (که در صورت گروه‌بندی ۱۵ تا ۱۴ عضو، کلوپ‌ها نامیده می‌شوند) - از نظر قانونی، آنها کوانگو هستند، نهادهایی فاقد شخصیت حقوقی هستند که از طرف خزانه‌داری دولتی فعالیت می‌کنند، اما ممکن است وارد شوند. قراردادهای کار را به عنوان کارفرما، شکایت و در دادگاه کار شکایت کنید و موظف به دریافت شماره NIP و REGON با ثبت نام در دفاتر ثبت مربوط هستند
  - کانون‌ها و محافل نمایندگان (سجم).
  - باشگاه‌ها و محافل سناتورها
  - kluby i koła parlamentarne – کلوپ‌ها و محافل پارلمانی (مشترک متقابل) – نمایندگان و سناتورهای (سجم)
- منتخب سایر اشخاص حقوقی ایالتی به عنوان مثال. واحدهای بازرسی فنی غیرنظامی (دفتر بازرسی فنی، نظارت فنی حمل و نقل)، هلدینگ ملی مدیریت آب آبهای لهستان؛ آژانس ناوبری هوایی لهستان، صندوق بهداشت ملی، مؤسسه بیمه اجتماعی، صندوق دولتی برای توانبخشی افراد معلول، صندوق ملی حفاظت از محیط زیست و صندوق‌های حمایت از محیط زیست، مؤسسه فیلم لهستان.
- منتخب ایالتی (statio fisci) یا اشخاص حقوقی خود دولتی غیر از اشخاص حقوقی: واحدهای بودجه: به عنوان مثال. هلدینگ ملی جنگل‌های دولتی جنگل‌ها، صندوق بیمه اجتماعی کشاورزی، دفاتر آمار و اداره آمار مرکزی، واحدهای خدمات مختلف دولتی، بازرسی‌های دولتی و آزمایشگاه‌های آنها - که از طرف خزانه‌داری دولتی یا واحد خودگردان سرزمینی مادر فعالیت می‌کنند.
- Skarb Państwa (خزانه داری دولتی) - شخص حقوقی که خود را به دولت و دستگاه دولتی آن معرفی می‌کند (به استثنای برخی از موارد ذکر شده در بالا)، که توسط قانون مدنی ایجاد شده‌است. به خودی خود، شماره NIP و REGON به آن اختصاص داده نمی‌شود، زیرا به واحدهای سازمانی آن اختصاص داده شده‌است (statio fisci)

برخی از انواع نهادهای یادشده (مانند باشگاه‌های شکار، نهادهای کلیسا)، به غیر از نهادهای دولتی یا خود دولتی، ممکن است مشمول ثبت نام در KRS منحصراً برای به رسمیت شناختن رسمی به عنوان یک مؤسسه خیریه باشند (سازمان منافع عمومی - به بالا مراجعه کنید)، اگر واجد شرایط هستند، درخواست دهید و آن را دریافت کنید.

### کشور پرتغال
- Cooperativa ≈ Cooperative: نام نهاد باید شامل عبارت "Cooperativa" یا "União de Cooperativas" یا "Federação de Cooperativas" یا "Confederação de Cooperativas" باشد
  - CRL (Cooperativa de Responsabilidade Limitada): تعاونی با مسئولیت محدود
- SA (Sociedade Anónima): ≈ plc (بریتانیا)، و این موارد بیشتر به عنوان طبقه‌بندی می‌شوند:
  - SA, Sociedade Aberta: ≈ شرکت سهامی عام (به معنای واقعی کلمه "شرکت باز").
  - SF, Sociedade Fechada: ≈ شرکت خصوصی (نزدیک) (به معنای واقعی کلمه "شرکت بسته")
- Lda. (Limitada): ≈ Ltd. (بریتانیا)، و اینها ممکن است:
  - Unipessoal Lda. : شرکت تک عضو (به معنای واقعی کلمه: "Unipersonal Ltd.")
- SGPS (Sociedade Gestora de Participações Sociais): شرکت هلدینگ (به معنای واقعی کلمه "شرکت مدیریت سهام")
- SUA (Sociedade Unipessoal Anónima): ≈ مالکیت انحصاری
- شرکت‌های سرمایه‌گذاری جمعی خودگردان[۴۳]
  - SGOIC (Sociedades Gestoras de Organismos de Investimento Coletivo) = شرکت‌های مدیریت سرمایه‌گذاری جمعی خودگردان
  - SIC (Sociedades de Investimento Coletivo) = شرکت‌های سرمایه‌گذاری جمعی خودگردان

### رومانی
Societăți Comerciale، به اختصار SC (شرکت‌ها):
1. Societăți de Persoane (شرکت‌های غیرشرکتی که شراکت نیز نامیده می‌شود)
  - Societatea în nume colectiv، مخفف SNC (شرکت عمومی، مخفف GP)
  - Societatea în comandită simplă، به اختصار SCS (شرکت محدود، به اختصار LP)
2. Societăți de Capitaluri (شرکت‌های ثبت شده که شرکت‌ها نیز نامیده می‌شوند)
  - Societatea în comandită pe acțiuni، به اختصار SCA (شرکت محدود شده توسط سهام)
  - Societatea pe acțiuni، مخفف SA (شرکت سهامی)
3. Societăți Hibride (شرکت‌های هیبریدی)
  - Societate cu răspundere limitată، به اختصار SRL (شرکت با مسئولیت محدود)
  - Societatea cu răspundere limitată cu proprietar unic، مخفف SRL cu proprietar unic
4. SA (Societate pe Acţiuni): ≈ plc (بریتانیا)
5. SCA (societate în comandită pe acţiuni): مشارکت محدود با سهام
6. SCS (societate în comandită simplă): ≈ مشارکت محدود
7. SNC (societate în nume colectiv): ≈ مشارکت عمومی
8. SRL (societate cu răspundere limitată): ≈ Ltd. (انگلستان)
9. PFA (persoana fizica autorizata): ≈ خوداشتغال (بریتانیا) مالکیت انحصاری (ایالات متحده)
10. ONG (Organizație Non-Guvernamentală): ≈ صندوق بازنشستگی غیردولتی (به معنای واقعی کلمه: سازمان غیردولتی) - به‌طور دقیق، ONG در قوانین رومانی وجود ندارد، آنها از نظر قانونی یا انجمن یا بنیاد نامیده می‌شوند.[۴۴] احزاب سیاسی، اتحادیه‌های کارگری و فرقه‌های مذهبی / کلیساها / معابد / کنیسه‌ها / مساجد ONG محسوب نمی‌شوند.[۴۴] و «صندوق بازنشستگی با مدیریت خصوصی» (اصطلاح قانونی) موضوع دیگری غیر از ONG است.[۴۵]

شرکت با مسئولیت محدود "societate cu raspundere limitata" (SRL); شرکت سهامی "societate pe actiuni" (SA);

### اسلواکی
- مانند (Akciová spoločnosť): ≈ plc (UK). حداقل سرمایه ۲۵۰۰۰ یورو علاوه بر هیئت مدیره باید یک هیئت نظارت داشته باشد.
- sro, spol. s ro (Spoločnosť s ručením obmedzeným): ≈ Ltd. (انگلستان)
- ks (Komanditná spoločnosť): ≈ LLP. یا مشارکت با مسئولیت محدود (بریتانیا). باید حداقل یک «شریک عام» با مسئولیت نامحدود داشته باشد.
- vos (Veejná obchodná spoločnosť): ≈ تضامنی یا مشارکت نامحدود
- družstvo: ≈ تعاونی
- živnosť: ≈ مالکیت انفرادی

### اسلوونی
- DD (Delniška družba): ≈ plc (بریتانیا)
- دوو (Družba z omejeno odgovornostjo): ≈ Ltd. (انگلستان)
- dno (Družba z neomejeno odgovornostjo): ≈ شرکت نامحدود (بریتانیا)
- kd (Komanditna družba): ≈ LP (بریتانیا)
- sp (Samostojni podjetnik): ≈ مالکیت انحصاری (بریتانیا)

### اسپانیا
- CB Comunidad de Bienes (مشارکت)
- SA (Sociedad Anónima): ≈ plc (بریتانیا)، حداقل سرمایه ۶۰۱۰۱٫۲۱ یورو
- SL (Sociedad Limitada): ≈ Ltd. (بریتانیا)، حداقل سرمایه ۳۰۱۲ یورو
- SLNE (Sociedad Limitada Nueva Empresa): مشابه SL، در سال ۲۰۰۳ برای سرعت بخشیدن به ثبت شرکت جدید معرفی شد (ثبت نام را می‌توان در یک روز تکمیل کرد)، حداقل سرمایه ۳۰۱۲ یورو
- SAD (Sociedad Anónima Deportiva): یک شرکت ورزشی با مسئولیت محدود
- SLL (Sociedad Limitada Laboral): یک شرکت محدود نیروی کار
- SC (Sociedad Colectiva): تقریباً یک مشارکت عمومی
- SCP (Sociedad Civil Privada): ¿؟
- S.Cra. (Sociedad Comanditaria): تقریباً یک مشارکت محدود
  - S.Com. پ. A. (Sociedad Commanditaria por Acciones)
  - S.Com ص. AP (Sociedad Commanditaria por Acciones Profesional)
- S.Coop. (Sociedad Cooperativa): تعاونی که معمولاً تحت مالکیت و کنترل دموکراتیک کارگران آن است.
  - سایر مقدمات اولیه برای تعاونی‌ها استفاده می‌شود. Sociedad Anónima Laboral (SAL);[۴۶] برخی از آنها خاص منطقه هستند Sociedad Cooperativa Catalana Limitada (SCCL)
- UTE (Unión Temporal de Empresas [es]) ≈ کنسرسیوم موقت یا سرمایه‌گذاری مشترک
- صندوق سرمایه‌گذاری خطرپذیر:
  - SCR (Sociedades de Capital Riesgo)
  - FCR (Fondos de Capital Riesgo), FCR-Pyme برای SME
  - SICC (Sociedades de inversión colectiva de tipo cerrado)
  - FICC (Fondos de inversión colectiva de tipo cerrado)
  - SGEIC (Sociedades Gestoras de Entidades de Inversión Colectiva de tipo cerrado)

### سوئد
- Aktiebolag – AB: شرکت سهامی خاص ≈ Ltd. (انگلستان). حداقل سرمایه SKr 25000.
- Publikt aktiebolag – AB (publ): شرکت سهامی عام ≈ plc (بریتانیا). حداقل سرمایه SKr 500000.
  - Bankaktiebolag: شرکت سهامی بانک
  - Försäkringsaktiebolag: شرکت سهامی بیمه
  - Tjänstepensionsaktiebolag: شرکت سهامی بازنشستگی شغلی
- Ekonomisk förening – Ek. برای: انجمن اقتصادی (حداقل سه عضو) ≈ تعاونی
  - Bostadsrättsförening: کاندومینیوم/انجمن مالکان خانه
  - Kooperativ hyresrättsförening: انجمن اجاره کنندگان خانه
  - Bostadsförening: انجمن مالکان آپارتمان (تأسیس قبل از ۱۹۳۰)
  - Sambruksförening: تعاونی کشاورزی یا انجمن باغبانی
  - Försäkringsförening: انجمن بیمه
- Enskild näringsidkare (معروف به enskild firma): تاجر انحصاری
- Handelsbolag – HB: مشارکت تجاری
- Kommanditbolag – KB: مشارکت محدود
- Enkelt bolag: مشارکت تنظیم شده بین دو بخش (شرکت‌ها یا اشخاص خصوصی)
- Ideell förening: سازمان غیرانتفاعی
- Samfällighetsförening: انجمن جامعه
- Stiftelse: بنیاد، دارای سرمایه یا دارایی است اما عضو یا مالک (سهامداران) ندارد.
- Trossamfund: سازمان مذهبی
- فرزندی: شعبه خارجی
  - Bankfilial: شعبه بانک خارجی
  - Försäkringsfilial: شعبه بیمه خارجی
- Sparbank: بانک پس‌انداز
- Medlemsbank: اتحادیه اعتباری
- Ömsesidigt försäkringsbolag: شرکت بیمه متقابل
- Ömsesidigt tjänstepensionsbolag: شرکت بازنشستگی متقابل شغلی
- Tjänstepensionsförening: انجمن بازنشستگی شغلی[۴۷]

## آلبانی
سرمایه گذاران خارجی و داخلی طیف وسیعی از فرصت‌ها را برای سازماندهی تجارت خود در آلبانی دارند. آنها می‌توانند یک سازمان تجاری ایجاد و ثبت کنند یا شعبه یا نمایندگی تأسیس و ثبت کنند. ثبت موسسات خارجی از اول شهریور ۱۳۸۶ در مرکز ثبت ملی انجام شده بود که هدف آن پیاده‌سازی سامانه «تک فروشگاه» بود. قانون شماره ۱۳۱/۲۰۱۵ مورخ ۲۶ نوامبر 2015 ایجاد مرکز ملی کسب و کار (QKB) را امکان‌پذیر کرد که هدف آن ساده‌سازی رویه‌های انجام تجارت در کشور از طریق فعال کردن مراحل ثبت و صدور مجوز در یک مؤسسه واحد بود. در نتیجه مرکز ثبت ملی و مرکز ملی صدور مجوز لغو شدند.
- Sh.pk (شوکری من محیط زیست): ≈ Ltd. (انگلستان)؛ یک نهاد تجاری که توسط یک یا چند شخص حقیقی یا حقوقی تأسیس شده‌است.
- ش. الف. (Shoqëri Aksionere): ≈ PLC (UK); شرکتی که سرمایه آن به سهامی با امضای مؤسسین آن تقسیم شده‌است.
- ش.ک. (شوکری کماندیت): ≈ تضامنی ; مسئولیت حداقل یک شریک به ارزش سهم آنها محدود می‌شود.
- Shoqëri kolektive: ≈ تضامنی ; مسئولیت شرکای شرکت در برابر طلبکاران نامحدود است.
- Degë: ≈ زیرمجموعه ; نهادهای ایجاد شده توسط شرکت مادر که دارای حضور قانونی مشابه شرکت هستند.
- Zyrë e esimit: ≈ نمایندگی؛ دفاتر تجاری که فعالیت‌های یک شرکت می‌تواند از آنجا فعالیت کند، برای ایجاد درآمد در نظر گرفته نشده‌است.

## آرژانتین
- SAS (Sociedades de Acciones Simplificadas)
- SA (Sociedad Anónima): ≈ plc (بریتانیا)
- SRL (Sociedad de Responsabilidad Limitada): ≈ Ltd. (بریتانیا): ≈ شرکت با مسئولیت محدود[۵۱] (ایالات متحده آمریکا)
- SCS (Sociedad en Comandita Simple): ≈ مشارکت محدود
- SCp الف. (Sociedad en Comandita por Acciones): مشارکت محدود با سهام
- Soc. سرهنگ (Sociedad Colectiva): ≈ مشارکت عمومی (ایالات متحده آمریکا)
- SCe I. (Sociedad de Capital e Industria)
- SE (Sociedad del Estado): ≈ شرکت دولتی
- SGR (Sociedad de Garantía Reciproca)[۵۲][۵۳]

## استرالیا
- LLP (شرکت با مسئولیت محدود): شراکت‌ها بر اساس ایالت به ایالت در استرالیا اداره می‌شوند. در کوئینزلند، شرکت با مسئولیت محدود حداقل از یک شریک عمومی و یک شریک با مسئولیت محدود تشکیل شده‌است؛ بنابراین مشابه چیزی است که در بسیاری از کشورها مشارکت محدود نامیده می‌شود.
- ILP (شرکت محدود ثبت شده): برای سرمایه‌گذاری‌های سرمایه‌گذاری خطرپذیر در چهار نوع استفاده می‌شود: مشارکت محدود سرمایه خطرپذیر (VCLP)، شراکت سرمایه‌گذاری خطرپذیر در مراحل اولیه (ESCVLP)، صندوق سرمایه‌گذاری خطرپذیر استرالیایی وجوه (AFOF)، مشارکت مدیریت سرمایه خطرپذیر. (VCMP).[۵۴]
- شرکت (تشکیل شده): محدود به انجمن‌های غیرانتفاعی
- Ltd. (محدود): ≈ plc (بریتانیا). پسوند Ltd. همچنین ممکن است توسط یک شرکت خصوصی محدود شده با ضمانت استفاده شود، مانند یک مؤسسه خیریه یا دانشگاه (اینها ممکن است از اداره ثبت شرکتها برای فعالیت بدون پسوند محروم شوند).
- NL (بدون تعهد): نوعی شرکت معدنی، سفته بازی یا تحقیقاتی که حق درخواست قیمت انتشار پرداخت نشده سهام را ندارد.
- Pty. Ltd. (شرکت سهامی خاص): ≈ با مسئولیت محدود. (بریتانیا) ATF Trust. در استرالیا شرکت‌ها می‌توانند به عنوان امانتدار یک تراست عمل کنند.
- Pty. (اختصاصی نامحدود) شرکت با سرمایه سهام: شرکتی مشابه با شرکت محدود خود (با مسئولیت محدود یا Pty. Ltd.) همتای خود، اما در جایی که مسئولیت اعضا یا سهامداران محدود نیست.
- اعتماد[۵۵]
- شرکت بومی تحت قانون شرکت‌ها (بومیان و جزیره‌نشینان تنگه تورس) ۲۰۰۶ ("قانون CATSI"),[۵۶] که توسط دفتر ثبت شرکت‌های بومی اداره می‌شود.

## بلاروس
| نام به بلاروسی                           | نام به روسی                                   | تایپ کنید                 | توجه داشته باشید  |
| ---------------------------------------- | --------------------------------------------- | ------------------------- | ----------------- |
| Адкрытае акцыянернае таварыства، ААТ     | Открытое акционерное общество, ОАО            | ≈ plc (بریتانیا)، باز     |                   |
| Закрытае акцыянернае таварыства, ЗАТ     | Закрытое акционерное общество, ЗАО            | ≈ plc (بریتانیا)، بسته شد |                   |
| Індывідуальны прадпрымальнік             | Individualьный شرکت کننده                     | مالکیت یگانه              | شخصیت حقوقی ندارد |
| Прыватнае унітарнае прадпрыемства, ПУП   | Частное унитарное претпријатие, ЧУП           | شرکت واحد خصوصی           |                   |
| تاواریاتایی با ابمژاونای адказнасцю, ТАА | Общество с ограниченной ответственностью, ООО | ≈ Ltd. (انگلستان)         |                   |

## بوسنی و هرزگوین
- dd (dioničko društvo): ≈ plc (بریتانیا) ≈ AG (آلمان)
- آگهی (akcionarsko društvo): ≈ plc (بریتانیا) ≈ AG (آلمان)
- dno (društvo s neograničenom solidarnom odgovornošću): ≈ مشارکت تضامنی
- دوو (društvo s ograničenom odgovornošću): ≈ Ltd. (بریتانیا) ≈ GmbH (آلمان)
- kd (komanditno društvo): ≈ مشارکت محدود
- sp (samostalni preduzetnik): ≈ مالکیت انحصاری (بریتانیا)

## برزیل
- Sociedade limitada (Ltda.): ≈ Ltd. (انگلستان)
- SA (Sociedade anônima): ≈ plc (بریتانیا)
- Sociedade simples: ≈ PLLC
- Sociedade em comandita simples: ≈ مشارکت محدود عادی
- Sociedade em nome coletivo: ≈ مشارکت تضامنی
- Sociedade em conta de participação: ≈ مشارکت عمومی
- Sociedade em comum: ≈ مشارکت عمومی
- Cooperativa ≈ تعاونی
- Empresa individual (firma individual): ≈ مالکیت فردی / مالکیت انفرادی
- Empresa Individual de Responsabilidade Limitada (EIRELI): مانند Ltd.، اما بدون شریک.
- Micro empreendedor individual: ≈ شرکت فردی
- Empresa pública: ≈ شرکت دولتی
- Sociedade de economia mista: ≈ شرکت دولتی
- Associação em sentido estrito (sem finalidade lucrativa): ≈ انجمن غیرانتفاعی
- Organização não دولتی: ≈ انجمن غیرانتفاعی
- Organização da sociedade civil de interesse público: ≈ انجمن غیرانتفاعی
- Organização social: ≈ انجمن غیرانتفاعی
- Serviços sociais autônomos: ≈ انجمن غیرانتفاعی
- Fundação privada: ≈ بنیاد خصوصی
- Fundação pública: ≈ بنیاد عمومی

## برونئی
سه نوع اصلی از نهاد تجاری در برونئی وجود دارد، یعنی مالکیت انحصاری، مشارکت و شرکت.
یک شرکت خصوصی حاوی عبارت "Sendirian Berhad" به معنای "Private Limited" یا "Sdn. Bhd.» به عنوان بخشی از نام آن؛ برای شرکت سهامی عام «برهاد» یا «bhd» استفاده می‌شود.

## کامبوج
SP (مالکیت شخصی)
GP (مشارکت عمومی)
LP (مشارکت محدود)
SM Pte Ltd. (شرکت محدود خصوصی مجرد):
Pte Ltd. (شرکت محدود خصوصی): ≈ [شرکت محدود خصوصی (آموزشی ویبولیتین)] (انگلستان)
PLC Ltd. (شرکت محدود عمومی): ≈ PLC (UK)
PEEC (تأسیس عمومی با خصوصیات اقتصادی)
شرکت دولتی: ≈ PLC
شرکت سرمایه‌گذاری مشترک ایالتی: ≈ PLC
شرکت صادرات واردات، با مسئولیت محدود

## کانادا
در کانادا، نهادها می‌توانند تحت قانون فدرال یا استانی (یا سرزمینی) ادغام شوند.
کلمه یا عبارت "محدود"، Limitée، "گنجانیده شده"، "شرکت"، "شرکت" یا Société Par Actions de Régime Fédéral یا مخفف مربوط "Ltd." , Ltée , "Inc." , "Corp." یا S.A.R.F. بخشی از نام هر نهاد موجود در قانون شرکتهای تجاری کانادا (R.S. ، ۱۹۸۵، ج. C-44). ≈ Ltd. یا PLC (UK)
به عنوان یک استثنا، نهادهای ثبت شده قبل از سال ۱۹۸۵ ممکن است همچنان به عنوان Société commerciale canadienne یا با علامت اختصاری SCC معرفی شوند.
بر اساس قانون تعاونی‌های کانادا (۱۹۹۸، ج. ۱)، یک تعاونی باید کلمه «تعاون»، «تعاون»، «تعاون»، «تعاون»، تعاونی، «متحد» یا «استخر» را داشته باشد. یا شکل دستوری دیگری از هر یک از آن کلمات، به عنوان بخشی از نام آن.
برخلاف بسیاری از کشورهای غربی دیگر، مشاغل کانادایی معمولاً فقط یک شکل از ادغام را در دسترس دارند. شرکت‌های با مسئولیت نامحدود می‌توانند در آلبرتا "AULC"، بریتیش کلمبیا "BCULC" و نوا اسکوشیا "NSULC" تشکیل شوند. شرکت‌های با مسئولیت نامحدود فوق معمولاً به عنوان ساختارهای تجاری مورد استفاده قرار نمی‌گیرند، بلکه در عوض برای ایجاد موقعیت‌های مالیاتی مطلوب برای آمریکایی‌هایی که در کانادا سرمایه‌گذاری می‌کنند یا بالعکس استفاده می‌شوند. برای اهداف مالیاتی ایالات متحده، ULC به عنوان یک نهاد نادیده گرفته شده طبقه‌بندی می‌شود.
در عوض، مشاغل کانادایی به‌طور کلی تحت یکی از ساختارهای زیر تشکیل می‌شوند:
- SP (Sole Proprietorship): هیچ ساختار تجاری رسمی ایجاد نشده‌است
- GP (شرکت عمومی): یا ساختار رسمی با قرارداد مشارکت، یا ساختار غیررسمی، که در این صورت قانون مشارکت برای استان اعمال خواهد شد.
- LP (شرکت محدود): یک ساختار سرمایه‌گذاری که هم مسئولیت و هم مشارکت سرمایه‌گذار را محدود می‌کند. سرمایه‌گذاری که نقش فعالی را ایفا می‌کند، شریک عمومی تلقی می‌شود و در معرض مسئولیت نامحدود قرار می‌گیرد.
- شرکت
- جوینت ونچر: یک فعالیت تجاری مشترک بین دو یا چند واحد تجاری. فعالیت‌های سرمایه‌گذاری مشترک باید از نظر زمان یا محدوده محدود باشد.

## شیلی
- SpA (Sociedad por acciones): نهاد نادیده گرفته شده با سهام (سهامدار انحصاری)
- SRL (Sociedad de Responsabilidad Limitdada) – LLC (مشارکت) اهداف ایالات متحده
- EIRL (Empresa Individual de Responsabilidad Limitada): شرکت فردی با مسئولیت محدود
- SA (Sociedad Anónima): ≈ plc (بریتانیا)
- SGR (Sociedad de Garantia Reciproca)[۶۱]
- LTDA. (Sociedad de responsabilidad limitada): ≈ Ltd. (انگلستان)

## چین
شرکت‌ها شامل دو نوع هستند
- شرکت با مسئولیت محدود، 有限责任公司 (有限责任公司): ≈ Ltd. (انگلستان).
- شرکت، شرکت شرکتی، 股份有限公司 (Gǔfèn Yǒuxiàn Gōngsī): ≈ plc (بریتانیا)، شرکت سهامی، شرکت.

به غیر از شرکت‌ها، شرکت‌های معمولی شامل دو نوع دیگر هستند: (همچنین به مشارکت (چین) مراجعه کنید.
- تاجر انحصاری 个人独资企业
- مشارکت 合伙制企业

در استان چین تایوان:
- 無限公司 (شرکت نامحدود)
- 有限公司 (شرکت محدود، yǒuxiàn gōngsī[۶۲])
- 兩合公司 (شرکت با مسئولیت محدود)
- 股份有限公司 (شرکت یا شرکت سهامی عام، gǔfèn yǒuxiàn gōngsī[۶۲])

## کلمبیا
- SA (Sociedad Anónima): ≈ plc (بریتانیا)، شرکت (ایالات متحده)
- SAS (Sociedades por Acciones Simplificada): مشابه SAS فرانسوی (societé par actions simplificada)[۶۳]
- Ltda. (Sociedad de Responsabilidad Limitada): ≈ Ltd. (بریتانیا)، LLC (ایالات متحده)
- SC (Sociedad Colectiva): مشارکت عمومی
- S. en C. (Comandita Simple): مشارکت محدود
- SCA (Comandita por Acciones): شراکت سهامی عام
- اتحادیه اروپا (Empresa Unipersonal): مالکیت انحصاری

## کاستاریکا
- SA (Sociedad Anónima): ≈ plc (بریتانیا)، شرکت (ایالات متحده)
- SRL یا Ltda. (Sociedad de Responsabilidad Limitada): ≈ Ltd. (بریتانیا)، LLC (ایالات متحده)[۶۴]

## جمهوری دومینیکن
- C. por A. (Compañía por Acciones)، همچنین به اختصار CXA[۶۵]
- SA (Sociedad Anónima): ≈ شرکت سهامی عام
- SAS (Sociedad Anónima Simplificada): ≈ [(شرکت سهامی عام ساده شده)]
- SRL. (Sociedad de Resposabilidad Limitada): ≈ شرکت با مسئولیت محدود
- EIRL. (Empresa Individual de Responsabilidad Limitada): ≈ [(شرکت با مسئولیت محدود مالک انفرادی)]
- Sociedad En Comandita Simple.

## اکوادور
- SA یا CA (Sociedad Anónima): ≈ شرکت سهامی عام
- SAS (Sociedad por Acciones Simplificada): شرکت سهامی عام
- سیا Ltda. (Compañía Limitada): ≈ شرکت با مسئولیت محدود
- EP (Empresa Pública): نهاد حقوقی متعلق به دولت.

## مصر
- SAE (شریکات المصاحمه) ≈ plc (بریتانیا). حداقل سرمایه LE 250000.
- LLC (شرکت با مسئولیت محدود) ≈ Ltd. (انگلستان). بدون حداقل سرمایه
- شریکات تدمون ≈ شرکة تضامن تضامنی
- شرکات توصیة بسیطة مشارکت محدود
- شریکت تاوسیه بلاشوم ≈ LLP

## اتیوپی
- PLC (شرکت با مسئولیت محدود آمهری ሃላፊነቱ የተወሰነ የግል ማህበር)
- SC (به اشتراک گذاری شرکت Amharic አክሲዩን ማህበር)
- CS (انجمن‌های تعاونی آمهری ህብረት ስራ ማህበራት)
- PE یا PC (شرکت‌های دولتی یا شرکت‌های عمومی آمهری የመንግስት ልማት ድርጅቶች یا ኮርፖሬሽን)

## غنا
- مالکیت یگانه
- خصوصی محدود شده توسط اشتراک
- خصوصی نامحدود با اشتراک گذاری
- خصوصی محدود با ضمانت
- شرکت سهامی عام
- شرکت خارجی
- شرکت سهامی عام
- عمومی با ضمانت محدود
- شراکت
- نام تجاری فرعی[۶۶]

## گواتمالا
| نام                                               | معادل تقریبی          | یادداشت |
| ------------------------------------------------- | --------------------- | ------- |
| y Cía. S. C. (Sociedad Colectiva)                 | مشارکت عمومی          |         |
| y Cía. S. en C. (Sociedad en Comandita Simple)    |                       |         |
| Cía. Ltda. (Sociedad de Responsabilidad Limitada) | شرکت با مسئولیت محدود |         |
| S. A. (Sociedad Anónima)                          | شرکت محدود            |         |
| Cía. S. C. A (Sociedad en Comandita por Acciones) |                       |         |

## هائیتی
- شرکت استاندارد؛ فرم حقوقی، Sociedad Anónima (SA) – سهام شرکت؛ حداقل سرمایه مورد نیاز، G 25000

## هنگ کنگ
- با مسئولیت محدود (Limited/有限公司): ممکن است به یک شرکت خصوصی یا دولتی محدود شده توسط سهام یا یک شرکت محدود شده توسط ضمانت اشاره کند. بر اساس مقررات شرکت‌ها، نام یک شرکت ثبت شده در هنگ کنگ ممکن است به زبان انگلیسی، چینی یا هر دو ثبت شود.
- Unltd یا Ultd (نامحدود/無限公司): شبیه به یک شرکت با مسئولیت محدود (Ltd) اما در صورتی که شرکت به‌طور رسمی انحلال شود، اعضا یا سهامداران آن از مسئولیت محدود بهره نمی‌برند. طبق قانون شرکت، اضافه کردن یا ذکر کلمه یا نام نامحدود (無限公司) یا مخفف‌های آن (Unltd یا Ultd) در انتهای نام شرکت قانونی آن الزامی نیست، و اکثر شرکت‌های نامحدود این کار را نمی‌کنند.

## هندوستان
- مالکیت انحصاری - شرکت مالکیت انفرادی ساده‌ترین شکل نهاد تجاری در هند است که توسط یک شخص واحد اداره می‌شود. این ساده‌ترین راه برای ثبت نام و راه اندازی کسب و کار است. این توسط هیچ قانونی اداره نمی‌شود و از این رو ساده‌ترین شکل تجارت در هند است. تمام تصمیمات و مدیریت کسب و کار در دست یک نفر است. مدارک مورد نیاز برای ثبت یک شرکت انفرادی در هند عبارتند از کارت Aadhar، کارت PAN، حساب بانکی و مدرک ثبت شده.[۶۷]
- مشارکت - مسئولیت مشترک و نامحدود است. ثبت نام اجباری نیست و می‌تواند از طریق ثبت شرکت‌ها انجام شود.[۶۸] شرکای فعال علاوه بر سرمایه‌گذاری در آن، در عملیات روزمره کسب و کار نیز شرکت می‌کنند. شرکای فعال حق دریافت سهمی از سود شرکت را دارند. شرکای خواب در کسب و کار سرمایه‌گذاری می‌کنند و حق دریافت سهمی از سود آن را دارند، اما در عملیات روزانه شرکت نمی‌کنند.
- مشارکت با مسئولیت محدود - مسئولیت محدود است و مشابه مشارکت به جز ثبت اجباری و مسئولیت محدود است. حداقل دو شریک «شریک تعیین شده» (معادل مدیران در شرکت) هستند که کارهای روزمره را مدیریت می‌کنند. توسط دولت اتحادیه تنظیم می‌شود.
- شرکت
  - شرکت سهامی خاص: دارای ۲ تا ۲۰۰ سهامدار. سهام به صورت خصوصی نگهداری می‌شود و نمی‌توان آن را به عموم عرضه کرد. دارای مسئولیت محدود و ثبت نام الزامی است. توسط دولت اتحادیه تنظیم می‌شود.
  - شرکت سهامی عام: بیش از ۲۰۰ سهامدار دارد. می‌تواند در بورس یا غیر بورسی در بازار سهام باشد.
  - شرکت تک نفره - نوعی شرکت خصوصی است که فقط می‌تواند یک مدیر و عضو داشته باشد.
  - شرکت نامحدود - شرکتی مشابه شرکت با مسئولیت محدود خود (با مسئولیت محدود یا Pvt Ltd)، اما مسئولیت اعضا یا سهامداران محدود نیست.
- تعهدات بخش عمومی (PSU) - به‌طور متناوب به عنوان شرکت بخش عمومی (PSE) شناخته می‌شود. این ممکن است یک شرکت سهامی عام باشد که در بورس اوراق بهادار با مالکیت عمده توسط دولت ایالتی، دولت مرکزی یا دولت محلی فهرست شده‌است، یا ممکن است یک نهاد ثبت نشده با مالکیت عمده توسط دولت ایالتی، دولت مرکزی یا دولت محلی باشد. برخی از این نهادها به عنوان نهادهای تجاری از طریق قوانین خاص تشکیل می‌شوند، جایی که این نهادها تحت قوانین این قانون هستند و ممکن است مانند یک نهاد تجاری معمولی تحت قوانین شرکت باشند یا نباشند.
- شرکت‌های تعاونی
  - به عنوان مثال فدراسیون بازاریابی شیر تعاونی گجرات با مسئولیت محدود. (GCMMF) صاحب برند آمول
- NGO - یک سازمان غیردولتی (NGO)، شرکت بخش ۸، یا یک شرکت غیرانتفاعی یک سازمان تحت رهبری شهروندان است که به‌طور جداگانه از دولت عمل می‌کند، معمولاً برای پیشبرد برخی اهداف اجتماعی.[۶۹]

## اندونزی
بیشتر انواع اشخاص حقوقی در نسخه اصلاح شده نسخه اصلی هلندی Burgerlijk Wetboek تنظیم شده‌است.
- یایاسان: بنیاد
- UD (اندونزیایی: Usaha Dagang): مالکیت انحصاری (شرکت تجاری).
  - گاهی این نوع شخصیت حقوقی perusahaan dagang یا به اختصار PD نامیده می‌شود، که گاهی با نام قبلی شرکت‌های قانونی متعلق به شهرداری، Perusahaan Daerah، که به اختصار PD نیز نامیده می‌شود (امروزه به آنها Perusahaan Umum Daerah ("عمومی منطقه ای" نامیده می‌شود، اشتباه می‌شود. شرکت ها") و به اختصار Perumda)
- vof/Fa (هلندی: vennootschap onder firma) که در محلی به عنوان just firma شناخته می‌شود: مشارکت عمومی
- کپراسی: تعاونی
- mts (maatschap) (اندونزیایی: Persekutuan Perdata: ≈ تمرین گروهی (متشکل از متخصصان، به عنوان مثال پزشکان، حسابداران، وکلا). تسهیلات سهم و نه سود، اعضا به عنوان اشخاص حقیقی برای اهداف مالیاتی و بدهی رفتار می‌شوند.
- cv (هلندی: Commanditaire vennootschap , اندونزیایی: Perusahaan/Persekutuan Komanditer) ≈ LP (US), Kommanditgesellschaft (آلمان)؛ یک نوع رایج تر برای مشاغل کوچکتر
- PT (اندونزیایی: Perseroan Terbatas: ≈ شرکت خصوصی محدود با سهام (بریتانیا)
  - PT متعلق به دولت (چه در مالکیت اکثریت و چه در مالکیت کامل) به "(Persero)" ختم می‌شود.
- PT Tbk (Perseroan Terbatas Terbuka یا Perseroan Terbuka) (همچنین در هلندی: Naamloze vennootschap , NV): ≈ plc (بریتانیا) فهرست شده در بورس اندونزی

## ایران
- شرکت سهامی عام (Sherkat Sahami Am): ≈ plc (UK), public
- شرکت سهامی خاص (Sherkat Sahami Khas): ≈ plc (UK), private
- شرکت با مسئولیت محدود (Sherkat ba Masouliyat Mahdoud): ≈ Ltd. (انگلستان)
- شرکت مختلط غیر سهامی (Sherkat Mokhtalet Gheyr Sahami): ≈ مشارکت محدود.
- شرکت مختلط سهامی (Sherkat Mokhtalet Sahami): مشارکت مختلط
- شرکت تضامنی (شرکت تضامنی): ≈ تضامنی
- شرکت نسبی (Sherkat Nesbi): مشارکت مسئولیت متناسب
- شرکت تعاونی تولید و مصرف (شرکت تعاونی تولید و مصراف): تعاونی تولید و مصرف

## اسرائیل
- شرکت (khevra, חברה) - نهاد انتفاعی که ممکن است در هر فعالیت قانونی شرکت کند. اکثر شرکت‌ها مسئولیت سهامداران خود را محدود می‌کنند. در آن صورت عبارت "Limited" یا مخفف "Ltd." باید به عنوان بخشی از نام کامل شرکت ظاهر شود. اصطلاح "BM"/"BM" (בע"מ)، به معنای واقعی کلمه: با مسئولیت محدود/ضمانت، معمولاً به عنوان "Ltd" در انگلیسی ترجمه می‌شود و در عبری "ba'AM" تلفظ می‌شود. شرکت‌ها توسط قانون شرکت‌ها، ۵۷۵۹–۱۹۹۹ (חוק החברות، תשנ"ט-۱۹۹۹) اداره می‌شوند. بخش‌های کمی از فرمان شرکت‌ها [فرم جدید]، ۵۷۴۳–۱۹۸۳ (פקודת החברות [נוסח חדש]، תשמ"ג-۱۹۸۳) هنوز معتبر هستند.
  - شرکت خصوصی - هر شرکتی که یک شرکت دولتی نیست.
  - شرکت سهامی عام - هر شرکتی که سهام آن در بورس پذیرفته شده‌است یا به عموم عرضه شده‌است و در اختیار عموم است.
  - شرکت خیریه (khevra le'to'ellet ha'tzibur، חברה לתועלת הציבור) - شرکتی که عموماً توسط قانون شرکت‌ها اداره می‌شود، به جز اینکه غیرانتفاعی است. یک شرکت خیریه باید اهداف از پیش تعریف شده داشته باشد، نه اینکه درگیر هر گونه فعالیت قانونی باشد. برخی از مقررات قانون شرکت‌ها به‌طور خاص برای شرکت‌های خیریه اعمال می‌شود. حروف "CC" (חל"צ) باید به نام چنین شرکتی اضافه شود.
- شراکت (shutafut، שותפות) - به‌طور پیش فرض ایجاد می‌شود، حتی بدون ثبت نام، زمانی که دو یا چند نفر یک کسب و کار را با هم برای کسب سود اداره می‌کنند. مسئولیت شخصی شرکا محدود نیست، مگر اینکه شرکای محدود شرکت تضامنی باشند. شراکت‌ها تحت فرمان شراکت‌ها [فرم جدید]، ۵۷۳۵–۱۹۷۵ (פקודת השותפויות [נוסח חדש]، תשל"ה-۱۹۷۵) اداره می‌شوند.
- تعاونی (aguda shitufit، אגודה שיתופית) - نهادی که ممکن است به دنبال سود باشد، اما دارای ویژگی‌های قانونی خاص است که به منظور تسهیل مشارکت بیشتر هر سهامدار یا عضو در امور واحد تجاری است. سهامداران معمولاً یک رابطه اضافی با تعاونی مانند کارمندان یا مصرف‌کنندگان دارند. این نوع موجودیت عمدتاً در کشاورزی یافت می‌شود (کیبوتس یا موشاو اغلب یک تعاونی است)، حمل‌ونقل یا انواع خاصی از عملیات بازاریابی مرتبط با محصولات کشاورزی. تعاونی‌ها توسط آیین‌نامه تعاونی‌ها (פקודת האגודות השיתופיות) اداره می‌شوند.
- انجمن داوطلبانه (amuta، עמותה) - نهاد غیرانتفاعی، که باید اهداف خود را در توافقنامه تأسیس خود تعریف کند. شامل موسسات دانشگاهی، بیمارستان‌ها و سازمان‌های خیریه مختلف می‌شود. انجمن‌های داوطلبانه توسط قانون انجمن‌های داوطلبانه، ۵۷۴۰–۱۹۸۰ (חוק העמותות، תש"מ-۱۹۸۰) اداره می‌شوند.

## ژاپن
شرکت‌های تجاری به عنوان کایشا (会社) شناخته می‌شوند و تحت قانون شرکت‌ها در سال ۲۰۰۵ تشکیل شده‌اند. در حال حاضر (۲۰۱۵) ۴ نوع وجود دارد و هر کدام دارای شخصیت حقوقی هستند:
- 株式会社 (kabushiki gaisha یا kabushiki kaisha , "KK" (معمولاً در نام شرکت به عنوان "Company, Limited"/"Co. , Ltd" ترجمه می‌شود)) - روشن می‌شود. "شرکت سهام" معمولی‌ترین شکل شرکت تجاری.
- 合同会社 (gōdō gaisha یا gōdō kaisha , "GK") - روشن. "شرکت ادغام شده"، یک فرم شرکت نزدیک شبیه به American LLC، که در سال ۲۰۰۶ معرفی شد.
  - 有限会社 (yūgen gaisha یا yūgen kaisha , "YK") - روشن. "شرکت محدود"، یک فرم شرکت نزدیک برای مشاغل کوچکتر، که در سال ۲۰۰۶ لغو شد و با GK در بالا جایگزین شد.
- 合名会社 (gōmei gaisha یا gōmei kaisha , "GMK") - شرکتی شبیه به یک مشارکت عمومی
- 合資会社 (gōshi gaisha یا gōshi kaisha , "GSK") - شرکتی مشابه با مشارکت محدود

شراکت‌ها به عنوان kumiai (組合) شناخته می‌شوند. هر یک از این ۴ نوع شخصیت حقوقی ندارند، اما سایر شرکت‌ها که در نام خود " کومیایی " را شامل می‌شود، دارای:
- 任意組合 (nin'i kumiai , "NK") - مشارکت عمومی (قانون مدنی)
- 匿名組合 (tokumei kumiai , "TK") - مشارکت ناشناس، یک قرارداد دوجانبه سرمایه‌گذاری (کد تجاری، کتاب ۲ فصل ۴ ماده ۵۳۵ و بعد)
- 投資事業有限責任組合 (tōshi jigyō yūgen sekinin kumiai) - مشارکت محدود برای سرمایه‌گذاری (قانون مشارکت محدود برای سرمایه‌گذاری ۱۹۹۸، Rev.2004)
- 有限責任事業組合 (yūgen sekinin jigyō kumiai) - شبیه به مشارکت با مسئولیت محدود (قانون مشارکت با مسئولیت محدود ۲۰۰۵)

## اردن
- تضامنی (شرکت تضامنی).
- با مسئولیت محدود (شرکت با مسئولیت محدود).
- مسئولیت محدود در سهام (مسئولیت محدود در سهام).
- سهامی عام (شرکت سهامی عام).
- شرکتهای سهامی خاص (شرکت سهامی خاص).
- شرکت خارجی (شرکت غیر اردنی فعال در اردن).

## قزاقستان
- АО (Aktsionernoe obschestvo/ Акционерное общество [ru]): شرکت سهامی
- ТОО (Tovarishchestvo s ogranichennoy otvetstvennostyu/ Товарищество с ограниченной ответственностью [ru]): مشارکت با مسئولیت محدود
- TDO/ТДО (Tovarishchestvo s dopolnitelnoyu otvetstvennostyu/Товарищество с дополнительной ответственностью) مشارکت مسئولیت اضافی
- GP/GP (Gosudarstvenoe predpriyatie/ Государственное предприятие [ru][۷۰]): شرکت دولتی
- КТ (Komanditnoe Tovarishchestvo; Comanditnoe товарищество)
- ОО (Obshestvennoe Obedinenie / Общественное объединение) انجمن اجتماعی
- PT/PT (Polnoe Tovarishchestvo / Полное товарищество) مشارکت کامل
- PtK/ПтК (Potrebibitelskii Kooperativ / Потребительский кооператив)
- PrK/ПрК (Proizvodstvenni Kooperativ / Производственный кооператив)
- РО (Relitioznoe Obedinenie / Религиозное объединение)
- Uchr/Uchr (Uchrezhdenie/Учреждение)

## کره جنوبی
- 주식회사 [ko] or 株式會社 (jusik hoesa): ≈ kabushiki gaisha (Japan); plc (UK)
- 유한회사 [ko] or 有限會社 (yuhan hoesa): ≈ yūgen gaisha/gōdō gaisha (Japan); Ltd. (UK); GmbH (Germany)
- 유한책임회사 [ko] or 有限責任會社 (yuhan chaeg-im hoesa): limited liability company; ≈ gōdō gaisha (Japan)
- 합자회사 [ko] or 合資會社 (hapja hoesa): gōshi gaisha (Japan); corporation similar to a limited partnership
- 합명회사 [ko] or 合名會社 (hapmyeong hoesa): gōmei gaisha (Japan); corporation similar to a general partnership

## کوزوو
- کسب و کار فردی (BI)
- مشارکت عمومی (OP)
- مشارکت (SH. KM)
- شرکت‌های با مسئولیت محدود (SH. PK با مسئولیت محدود)
- شرکت‌های سهامی (JSC, SH. آ)
- شرکت خارجی ("DEGA NË KOSOVË"، "شعبه KOSOVO")
- شرکت‌های اجتماعی
- شرکت‌های دولتی
- تعاونی‌های کشاورزی[۷۱]

## لبنان
- سال (Societe Anonyme Libanaise): شکلی از شرکت سهامی
- SARL (Société à Responsabilité Limitée): شکلی از شرکت با مسئولیت محدود
- شراکت

1. SNC (Société en Nom Collectif): مشارکت عمومی
2. SCS (Société en Commandite Simple): مشارکت در کامندام

- شرکت هلدینگ
- شرکت فراساحلی RR
- شعبه شرکت خارجی
- دفتر نمایندگی

## مالزی
- PLT (Perkongsian Liabiliti Terhad): ≈ LLP
- Bhd. (برهاد): ≈ plc (بریتانیا)
- Sdn Bhd. (سندریان برهاد): ≈ با مسئولیت محدود. (انگلستان)

## مکزیک
واحدهای تجاری بر اساس "Ley General de Sociedades Mercantiles" (قانون عمومی واحدهای تجاری)
- Persona Física
- SA (Sociedad Anónima): ≈ plc (بریتانیا)
- S. de RL (Sociedad de Responsabilidad Limitada): ≈ Ltd. (انگلستان)
- نام همکاران و "y compañía" یا نام همکاران و "y sucesores" (Sociedad en Nombre Colectivo): ≈ مشارکت عمومی
- S. en C. (Sociedad en Comandita Simple): ≈ مشارکت محدود
- S. en C. por A. (Sociedad en Comandita por Acciones): ≈ مشارکت محدود ارشد

توجه: هر یک از این نهادها را می‌توان به عنوان یک نهاد "متغیر سرمایه" ادغام کرد، در این صورت باید پسوند "de CV" را به نام شرکت خود اضافه کند. مثال: "SA de CV", "S. de RL de CV"
نهادهای تجاری بر اساس "Ley del Mercado de Valores" (قانون بورس)
- SAB (Sociedad Anónima Bursátil)
- SAPI (Sociedad Anónima Promotora de Inversión)

## موناکو
- سام (Société Anonyme Monégasque): ≈ شرکت سهامی
- SARL (Société à Responsabilité Limitée): ≈ Ltd. (بریتانیا)، LLC (ایالات متحده آمریکا)
- SNC (Societe en Nom Collectif): ≈ مشارکت عمومی
- SCS (Societe En Commandite Simple): ≈ مشارکت محدود
- SCA (Société en Commandite par Actions): ≈ مشارکت محدود با سهام
- تاجر انحصاری

## مغولستان
- ХК (Khuvitsaat Kompani/Хувьцаат Компани): ≈ plc (بریتانیا) سهام شرکت
- ХХК (Khyazgaarlagdmal Khariutslagatai Kompani/ Хязгаарлагдмал Хариуцлагатай Компани): ≈ ltd (UK) با مسئولیت محدود
- ТББ (Töriin Bus Baiguullaga/Төрийн Бус Байгууллага):≈ سازمان غیردولتی
- ГХО ХХК (Gadaadiin khurungu oruulalttai khyazgaarlagdmal khariutslagatai kompani / Гадаадын хөрөнгө оруулалттай хязгаарлагдмал хариуцлагатай компани): ≈ شرکت با مسئولیت محدود با سرمایه‌گذاری خارجی

## مونته‌نگرو
- Preduzetnik (Preduzetnik): ≈ مالکیت انفرادی (بریتانیا) ≈ Einzelunternehmen/Eingetragener Kaufmann (D)
- OD (Ortačko Društvo): ≈ مشارکت عمومی (بریتانیا) ≈ Offene Handelsgesellschaft ≈ OHG (D)
- KD (Komanditno Društvo): ≈ مشارکت محدود (بریتانیا) ≈ KG (D)
- AD (Akcionarsko Društvo): ≈ شرکت سهامی، plc (بریتانیا) ≈ AG (D)
- DOO (Društvo sa Ograničenom Odgovornošću): ≈ شرکت‌های محدود خصوصی (با مسئولیت محدود) (بریتانیا) ≈ GmbH (D)
- Dio stranog društva (Dio stranog društva):
  - به معنای واقعی کلمه بخشی از یک شرکت خارجی این نوع نهاد تجاری حاوی نام اصلی، فرم سازمانی قانونی از کشور مبدأ است که به

یکی از فرم‌های فوق (Preduzetnik; OD; KD; AD; DOO) به این ترتیب در ثبت مرکزی شرکت‌ها ثبت شده‌است. این فرم کمی خاص است و برای شرکت‌هایی ایجاد شده‌است که در کشورهای دیگر اقامت دارند و بخشی از آن در مونته‌نگرو هستند.

## مراکش
- SA (جامعه ناشناس): ≈ شرکت سهامی عام (PLC) (بریتانیا)، شرکت (US/Can)
- SAS (Société Anonyme Simplifiée): ≈ شرکت سهامی عام فهرست نشده (Au), Close Corporation (CC) (S. Africa), Private Corporation (Can); اغلب برای شرکت‌های تابعه استفاده می‌شود. حداقل یک مدیر و دو عضو/سهامدار؛ بدون محدودیت در سرمایه سهام؛ مسئولیت را می‌توان به مدیر محدود کرد. اصل «یک سهم - یک رای» وجود ندارد
- SARL (Société à Responsabilité Limitée): ≈ شرکت محدود خصوصی (Ltd.) (بریتانیا)، شرکت با مسئولیت محدود (ایالات متحده)
- GIE (Groupement d'Intérêt Economique): گروه‌بندی منافع اقتصادی
- SNC (Société en Nom Collectif): ≈ مشارکت عمومی (GP)
- SCS (Société en Commandite Simple): ≈ مشارکت محدود (LP)
- SCA (Société en Commandite par Actions): ≈ مشارکت عمومی (PTP) (ایالات متحده)

## نامیبیا
- شرکت نزدیک*
- شرکت‌ها (خصوصی، عمومی و بخش ۲۱)*
- تاجر انحصاری*
- شراکت*
- اعتمادها*
- تعاونی ها*

## نپال
- شرکت با مسئولیت محدود: مسئولیت محدود به سهام. نام، نمی‌تواند به‌طور فریبنده ای مشابه شرکت ثبت شده دیگری باشد. مدیریت، حداقل ۱ مدیر؛ سهامداران محدود به ۱ تا ۵۰ نفر به استثنای افرادی که در شرکت استخدام می‌شوند، ممنوعیت هرگونه دعوت از عموم برای پذیره نویسی سهام؛ بنیانگذاران، ۱–۵۰; ملیت، شرکت نپالی؛ هدف شرکت، هر هدف قانونی به جز صنعت در فهرست منفی؛ تشکیل، پرونده تفاهم نامه و اساسنامه با اداره ثبت شرکتها.
- شرکت سهامی عام: مسئولیت محدود به سهام. نام، نمی‌تواند به‌طور فریبنده ای مشابه شرکت ثبت شده دیگری باشد. مدیریت، حداقل ۳ مدیر؛ سهامداران، حداقل ۷، بدون حداکثر، اشتراک سهام توسط عموم بر اساس یک دفترچه منطبق با قانون شرکت‌ها در سال ۲۰۰۷ و قانون اوراق بهادار. یک شرکت سهامی خاص می‌تواند با رعایت قانون شرکت‌ها در سال ۲۰۰۷ به شرکت سهامی عام تبدیل شود. بنیانگذاران، حداقل ۷; ملیت، شرکت نپالی؛ هدف شرکت، هر هدف قانونی به جز صنعت در فهرست منفی؛ تشکیل، پرونده تفاهم نامه و اساسنامه با اداره ثبت شرکتها.
- شعبه: مسئولیت، شرکت اصلی مسئول باقی می‌ماند. نام، همان شرکت اصلی؛ ملیت، شرکت خارجی؛ هدف شرکت، هر هدف قانونی به جز صنعت در فهرست منفی؛ تشکیل، پرونده تفاهم نامه و اساسنامه با مدیر ثبت شرکت‌ها، به علاوه اجازه کار در نپال توسط مقامات مربوط؛ بنیانگذاران، شعبه اصلی.

## نیوزلند
- با مسئولیت محدود (محدود): ≈ plc یا Ltd. (انگلستان). نام شرکت‌های با مسئولیت محدود که تحت قانون شرکت‌ها ۱۹۹۳ ثبت شده‌اند (اما نه شرکت‌هایی که تحت قانون شرکت‌ها ۱۹۵۵ ثبت شده‌اند) باید با کلمه "Limited"، عبارت "Tāpui (Limited)" یا پسوند "Ltd" ختم شوند. .
- نگاه از طریق شرکت

## نیکاراگوئه
قانون تجارت انواع زیر را تشکیل می‌دهد:
- SA: Sociedad Anónima
- Cia. : Sociedad en Nombre Colectivo
- سیا Ltda. : Sociedad en Nombre Colectivo de Responsabilidad Limitada
- SCS: Sociedad en Comandita Simple
- SCA: Sociedad en Comandita por Acciones

## نیجریه
- شرکت سهامی خاص (با مسئولیت محدود): یک شرکت خصوصی محدود به سهام
- شرکت سهامی عام (PLC): یک شرکت سهامی عام با سهام
- محدود شده توسط گارانتی (با مسئولیت محدود. /Gte.): یک شرکت با مسئولیت محدود (شرکت غیرانتفاعی)
- نامحدود (ULtd. : شرکتی با سرمایه سهامی مشابه با شرکت‌های محدود خود (با مسئولیت محدود یا PLC.) اما در آن مسئولیت اعضا یا سهامداران محدود نیست.
- مشارکت با مسئولیت محدود (LLP): فقط در ایالت لاگوس، نیجریه مجاز است.
- شراکت: ترتیبی که در آن طرفین توافق می‌کنند برای پیشبرد منافع متقابل خود همکاری کنند.

## مقدونیه شمالی
- AD/A. Д. (Akcionersko Društvo / Акционерско друштво): ≈ plc (بریتانیا) یا شرکت سهامی
- DOO/Д. О. О. (Društvo so Ograničena Odgovornost / Друштво با مسئولیت محدود): ≈ Ltd. (انگلستان)
- DOOEL/Д. О. О. Е. Л. نوع DOO با یک عضو
- KD/K. Д. (Komanditno Društvo / Comanditno company): ≈ مشارکت محدود
- KDA/К. Д. А. (Komanditno Društvo so Akcie / Командитно друштво со سهام): ≈ مشارکت محدود با سهام
- JTD/Ј. Т. Д. (Javno Trgovsko Društvo / Javno Trgovsko Company): ≈ مشارکت عمومی

## عمان
- SAOG (Société Anonyme Omanaise Générale) شرکت سهامی عام[۷۲]
- شرکت سهامی بسته SAOC (Société Anonyme Omanaise Close)[۷۳]

## پاکستان
سه شکل اصلی تجارت وجود دارد:
(الف) مالکیت انفرادی (ب) مشارکت (ج) شرکت
- مالکیت یگانه

در یک شرکت انفرادی، یک فرد به حساب خود کسب و کار یا حرفه را انجام می‌دهد. برای راه اندازی یک شرکت اختصاصی انحصاری، هیچ روش رسمی یا رسمی لازم نیست.
- شراکت

شراکت یک رابطه تجاری است که با توافق رسمی بین دو یا چند شخص یا شرکتی که تجارت مشترکی را انجام می‌دهند منعقد می‌شود. سرمایه شرکت تضامنی توسط شرکایی تأمین می‌شود که مسئول کل بدهی شرکت‌ها هستند و طبق شرایط قرارداد مشارکت در سود و زیان فعالیت تجاری شریک هستند.
تعداد شراکت‌ها (غیر از شرکت‌های بانکی) عموماً به بیست شریک محدود می‌شود. منافع شریک فقط با رضایت قبلی شریک یا شرکا قابل انتقال است. با این حال، حق شریک به سهمی از درآمد مشارکت ممکن است به صورت امانی برای شخص دیگری دریافت شود.
برای مقاصد مالیاتی، مشارکت‌ها به موارد زیر طبقه‌بندی می‌شوند:
1. شرکت‌های ثبت شده
2. شرکت‌های ثبت نشده

درآمد شرکت ثبت شده قبل از تقسیم به شرکا مشمول مالیات فوق‌العاده می‌باشد. همچنین درآمد انفرادی شرکا مشمول مالیات بر درآمد با نرخ‌های معمول است.
برای شرکت‌های ثبت نشده، مالیات بر درآمد از درآمد شرکت اخذ می‌شود و شرکا مکلف به پرداخت مالیات بر سهام سود دریافتی از شرکت یا شرکت‌های ثبت نشده نیستند.
- شرکت

شرکت یک شخص حقوقی است که بر اساس قانون شرکتها در سال ۱۹۸۴ تشکیل شده‌است. می‌تواند دارای سرمایه سهام باشد یا بدون سرمایه تشکیل شود.
یک شرکت با سرمایه سهام ممکن است به صورت زیر تشکیل شود:
1. شرکتی با سهام محدود.
2. شرکتی با ضمانت محدود.
3. یک شرکت نامحدود.

- شرکت محدود با سهام

مسئولیت اعضای آن محدود به میزان سهام آنها در سرمایه پرداخت شده شرکت است. این شرکت‌ها را می‌توان به عنوان شرکت‌های سهامی عام و سهامی خاص طبقه‌بندی کرد.
- شرکت‌های سهامی عام می‌توانند حداقل از هفت نفر با عضویت نام آنها در "فضانامه و اساسنامه" شرکت تشکیل شوند. کلمه "Limited" به عنوان آخرین کلمه نام آن استفاده می‌شود.
- شرکت‌های سهامی خاص ممکن است توسط حداقل دو نفر با عضویت نام آنها در "فضانامه و اساسنامه" شرکت تشکیل شود. شرکت سهامی خاص به موجب اساسنامه خود:

(i) حق انتقال سهام خود را محدود می‌کند. (ii) تعداد اعضای خود را به پنجاه محدود می‌کند. و (iii) هر گونه دعوت از عموم را برای پذیره نویسی برای سهام یا اوراق قرضه شرکت ممنوع می‌کند.
شرکت سهامی خاص موظف است از عبارت «(خصوصی) محدود» به عنوان آخرین کلمه نام خود استفاده کند.
- شرکت محدود با ضمانت

به معنای شرکتی است که مسئولیت اعضای خود به موجب تفاهم نامه محدود به مبالغی است که اعضا به ترتیب متعهد می‌شوند در صورت انحلال آن در سرمایه شرکت مشارکت کنند. یک شرکت محدود با ضمانت معمولاً بر اساس "غیر انتفاعی" تشکیل می‌شود. شرکت‌های محدود شده با ضمانت از عبارت (Guarantee) Limited" به عنوان آخرین کلمات n شرکت نامحدود خود استفاده می‌کنند.
به معنای شرکتی است که مسئولیت نامحدود اعضای خود را دارد

## پرو
- SA (Sociedad Anónima): ≈ plc (بریتانیا)
- Sociedad Anónima Abierta (SAA): برای واجد شرایط ثبت نام به عنوان SAA، یک شرکت باید یک یا چند شرط مندرج در ماده ۲۴۹ قانون شرکت‌های عمومی پرو را داشته باشد. این شرایط بیان می‌کند که باید یک عرضه عمومی اولیه سهام یا اوراق قرضه قابل تبدیل در سهامی وجود داشته باشد که توسط بیش از ۷۵۰ سهامدار نگهداری می‌شود، بیش از ۳۵ درصد سرمایه آن متعلق به ۱۷۵ سهامدار است، یا اینکه همه سهامداران دارای حق رأی، تعدیل سهام را تأیید کنند. شمای. سپس SAA توسط Comisión Nacional Supervisora de Empresas y Valores (CONASEV) حسابرسی می‌شود.[۷۵]
- Sociedad Anónima Cerrada (SAC):[۷۶] این شرکت‌ها باید حداقل ۲ و حداکثر ۲۰ سهامدار داشته باشند. این سهام را نمی‌توان در سازمان ثبت عمومی ثبت کرد.

## فیلیپین
همه اشخاص حقوقی در فیلیپین، از جمله شرکت تک نفره اخیراً تأیید شده (OPC)، در کمیسیون بورس و اوراق بهادار ثبت شده‌اند.
- شرکت‌ها:
  - Corporation (Corp.) و Incorporated (Inc. : ≈ Ltd and plc (بریتانیا)، شرکت (ایالات متحده).
  - شرکت دولتی و تحت کنترل (GOCC): ≈ شرکت قانونی (بریتانیا)، GSE و FOE (ایالات متحده). اینها از پسوندهای Corp. and Inc مانند سایر شرکت‌ها استفاده می‌کنند.
  - شرکت تک نفره (OPC): ≈ LLC (ایالات متحده). معادل شرکتی که به تازگی تأیید شده‌است.[۷۷]
- شراکت:
  - شرکت (شرکت): ≈ مشارکت عمومی (بریتانیا، ایالات متحده). همچنین از لحاظ تاریخی توسط شرکت‌ها و سایر اشخاص حقوقی مانند شرکت راه‌آهن مانیل استفاده می‌شود.[۷۸][۷۹]
  - شرکت محدود (با مسئولیت محدود، با مسئولیت محدود شرکت): ≈ مشارکت محدود (بریتانیا، ایالات متحده). نباید با شرکت سهامی خاص منسوخ زیر اشتباه شود.
  - شراکت با مسئولیت محدود (LP, LLP): ≈ مشارکت محدود و مشارکت با مسئولیت محدود (بریتانیا، ایالات متحده)
- دیگران:
  - تعاونی (Coop.) ≈ تعاونی‌ها.
  - شرکت (Ent.): توسط برخی از شرکت‌های انفرادی استفاده می‌شود اما اشخاص حقوقی واقعی نیستند.
- منسوخ شده:
  - Compañía (Cía): برای شراکت و سایر اشکال تجارت در دوران حکومت اسپانیا.
  - Sociedad Anónima (SA, SA): تحت حاکمیت اسپانیا تشکیل شد. با شرکت سهامی خاص جایگزین شد.
  - شرکت با مسئولیت محدود (با مسئولیت محدود، شرکت با مسئولیت محدود، یا شرکت، با مسئولیت محدود. ≈ Ltd (UK), LLC (US).[۷۸] در ابتدا در اوایل دوره استعمار آمریکا مورد استفاده قرار گرفت، Corp. and Inc جایگزین شد.

## روسیه
طبق قانون مدنی فدراسیون روسیه، نهادهای شرکتی زیر ممکن است ایجاد شوند: قسمت ۱
- NGO یا NPO (روسی: НКО ' Некоммерческая организация '

): سازمان غیرانتفاعی. در روسیه انواع مختلفی از غیرانتفاعی وجود دارد. نوع آن به مالکیت دارایی‌ها بستگی دارد (صندوق بازنشستگی سازمان‌های غیردولتی)
- IP (روسی: ИП): یک شرکت انحصاری کارآفرینی خوداشتغالی.

### شرکت‌های دولتی
- GP یا GUP (روسی: ГУП رومیزی): تصدی دولتی (واحد).
- MP یا MUP (روسی: МУП رومیزی: تصدی شهرداری (واحد).

### شرکت‌های سهامی
شرکت‌های سهامی:: قسمت ۱
- OOO (روسی: Общество с Ограниченной Ответственностью رمان): شرکت با مسئولیت محدود (مانند ایالات متحده)
- AO (روسی: Акционерное Общество): شرکت سهامی خاص (با مسئولیت محدود) (بریتانیا)، سهام خصوصی (شبیه به یک شرکت نزدیک، یا شرکت نزدیک در ایالات متحده) (حداکثر پنجاه «صاحبان سرمایه» (نه سهامداران)؛ اگر بیش از پنجاه باشد. «صاحبان سرمایه»، آنها یک سال فرصت دارند تا به یک PAO تبدیل شوند)
- PAO (public plc) (روسی: Публичное Акционерное Общество: plc (بریتانیا)، سهام قابل معامله عمومی (مشابه یک شرکت در ایالات متحده)
- НПАО (شرکت خصوصی) (روسی: Непубличное Акционерное Общество رمان ' شرکت خصوصی '

)

### شراکت
- تعاونی (روسی: Кооператив): اینها انواع زیادی را شامل می‌شوند که بر اساس نوع فعالیت متفاوت هستند، مثلاً کشاورزی یا سایر انواع تولید

این موارد کمتر رایج هستند:
- Prostoye tovarishestvo / Простое товарищество [ru] (general partnership)
- Kommanditnoe tovarishestvo / Коммандитное товарищество [ru] (limited partnership). These types of business entities are not popular (approximately 0.5% of the total number of business entities in Russia[نیازمند منبع]).
- Hozyaystvennoye partnyorstvo [ru] (روسی: Хозяйственные общества)

## عربستان سعودی
- شرکت سهامی خاص (شرکة ذات مسئولیة محدودة)
- شرکت سهامی (شرکة مساهمة)
- شرکت تضامنی (شرکة تضامن)
- مشارکت محدود (شرکة التوصیة البسیطة)
- شرکت خارجی (شرکة أجنبیة)
- مؤسسه فردی (موسسة فردیة)

## صربستان
- doo / д. о. о. (društvo sa ograničenom odgovornošću / شرکت са محدودом پاسخношћу): ≈ مشارکت با مسئولیت محدود ≈ Ltd. (بریتانیا) ≈ GmbH (آلمان).
- dd / д. д. یا آگهی / a. д. (deoničarsko (deoničko) društvo / деоничарско (деоничко) company or akcionarsko društvo / aкционарско company) ≈ شرکت سهامی، plc (بریتانیا) ≈ AG (آلمان)
- preduzetnik (preduzetnik / предузетник): ≈ مالکیت انحصاری (بریتانیا)
- od / о. д. (ortačko društvo / ортачко друштво): ≈ مشارکت عمومی (بریتانیا)
- kd / к. д. (komanditno društvo / komanditno company): ≈ مشارکت محدود (بریتانیا)
- jp / ј. п. (javno preduzeće / عمومی предузеће): ≈ شرکت دولتی

## سنگاپور
شرکت‌های محدود خصوصی، مالکیت انفرادی و مشارکت انواع غالب کسب و کار هستند که در سنگاپور یافت می‌شوند.
- LLP (مشارکت با مسئولیت محدود): مالکان انعطاف‌پذیری دارند تا به عنوان یک مشارکت عمل کنند و در عین حال از مسئولیت محدود برخوردار باشند.[نیازمند منبع] یک LLP می‌تواند شکایت کند و مورد شکایت قرار گیرد، دارایی را به دست آورد و نگه دارد و دارای مهر مشترک باشد.
- Pte Ltd/Sdn Bhd (شرکت سهامی خاص/سندریان برهاد): ≈ Ltd. (انگلستان). حداکثر ۵۰ سهامدار همچنین «شرکت‌های خصوصی معاف» وجود دارند که یا در اختیار بیش از ۲۰ سهامدار غیرشرکتی نیستند یا کاملاً دولتی هستند و توسط وزیر دارایی به عنوان معاف تعیین شده‌اند.
- Ltd/Bhd (شرکت سهامی عام/برهاد): ≈ plc (بریتانیا). همچنین شرکت‌های دولتی محدود به ضمانت وجود دارند که فعالیت‌های غیرانتفاعی انجام می‌دهند. وزیر دارایی می‌تواند ثبت این شرکت‌ها را بدون افزودن کلمه «محدود» یا «برهاد» به نام تأیید کند.
- شرکت تابعه سنگاپور یک اصطلاح محبوب است که برای شکلی از نهاد تجاری سنگاپور استفاده می‌شود. یک شرکت تابعه می‌تواند ساختارهای متفاوتی داشته باشد اما اساساً یک شرکت سهامی خاص است و بنابراین یک شخص حقوقی جداگانه است. ویژگی‌های یک شرکت زیرمجموعه سنگاپور عبارتند از: i) 100% مالکیت خارجی مجاز است، ۲) شرکت از مشوق‌های مالیاتی پایین بر اساس یک شرکت مقیم برخوردار است، ۳) بازگرداندن سود مجاز است و iv) حداقل سرمایه پرداخت شده ۱ دلار سنگاپور است. . v) شرکت زیرمجموعه به عنوان یک شخص حقوقی می‌تواند اقامه دعوا کند و توسط دیگران مورد شکایت قرار گیرد.[نیازمند منبع]
- اشکال دیگر از جمله Pte وجود دارد

## آفریقای جنوبی
- مالکیت انحصاری/Alleeneienaar
- اعتماد/اعتماد تجاری
- مشارکت/Vennootskap
- شرکت ها/Maatskappye
  - شرکت با ضمانت محدود
    - انجمن گنجانده شده برای کسب سود/vereniging sonder winsoogmerk (بخش ۲۱ شرکت/artikel 21-maatskappy): ≈ انجمن غیرانتفاعی.

  - شرکت‌هایی که دارای سرمایه سهام هستند
    - شرکت خصوصی/مسئولیت خصوصی: ≈ شرکت محدود خصوصی (بریتانیا)، شرکت با مسئولیت محدود (ایالات متحده); دارای ۱ یا چند سهامدار، یک یا چند مدیر. نام باید به "(Pty) Ltd" ختم شود. شماره ثبت به پایان می‌رسد /۰۷. شماره ثبت و نام مدیران باید در تمام مکاتبات ذکر شود.
      - بخش ۵۳ (ب) شرکت (شرکت با مسئولیت نامحدود): ≈ شرکت با مسئولیت محدود حرفه ای (PLLC) (ایالات متحده)

    - شرکت عمومی/publieke maatskappy (Ltd.): ≈ شرکت سهامی عام (بریتانیا)، شرکت (ایالات متحده); دارای حداقل ۷ سهامدار (مگر اینکه تماماً شرکت تابعه شرکت دیگری باشد) و حداقل دو مدیر. نام شرکت باید به "LTD" ختم شود. شماره ثبت آن به ۰۶/ ختم می‌شود.
- CC/BK (Close Corporation/beslote korporasie): دارای ۱–۱۰ عضو غیر شرکتی است. نام باید به «CC» یا «BK» ختم شود. شماره ثبت به پایان می‌رسد /۲۳. شماره ثبت نام و نام اعضا باید در تمام مکاتبات ذکر شود. در ۱ مه ۲۰۱۱ قانون جدید شرکت‌ها (قانون ۷۱ سال ۲۰۰۸) لازم الاجرا شد و هرگونه شرکت جدید تحت این فرم را ممنوع می‌کند.[۸۲]

## سوئیس
| AG (Aktiengesellschaft)                      | SA (انجمن ناشناس)                       | SA (Società Anonima)               | ≈ plc (UK) یا Inc. (ایالات متحده). حداقل سرمایه سهام SFr 100000. سهام بانام یا با نام، به ارزش اسمی حداقل. SFr هر کدام ۰٫۰۱ جزئیات سهامداران عموماً در دسترس عموم نیست (به استثنای سهامداران اصلی و سهام مدیریتی شرکت‌های سهامی عام). |
| GmbH (Gesellschaft mit beschränkter Haftung) | Sàrl (Société à Responsabilité Limitée) | ساگل (Società a Garanzia limitata) | ≈ Ltd. (بریتانیا)، LLC (ایالات متحده). حداقل سرمایه SFr 20000. فقط سهام با نام، به ارزش اسمی حداقل. SFr هر کدام ۱۰۰ نام، آدرس و سهم هر مالک (و هرگونه تغییر) که به‌طور عمومی در ثبت رسمی تجارت ثبت شده‌است.                           |

- Stiftung / fondation / fondazione:≈ فونداسیون
- صندوق سرمایه‌گذاری (Anlagefonds / fonds de placement / fondo di investnto)
  - Investmentgesellschaft mit festem Kapital / SICAF (société d'investissement à Capital fixed) / SICAF (società di investnto a capitale fisso):≈ اعتماد سرمایه‌گذاری (بریتانیا)، شرکت پایان بسته (ایالات متحده)
  - Investmentgesellschaft mit variablem Kapital / SICAV (société d'investissement à capital variable) / SICAV (società di investnto a capitale variabile):≈ OEIC (شرکت سرمایه‌گذاری با پایان باز) (بریتانیا)، شرکت باز (ایالات متحده)
- Verein / Association / associazione:≈ انجمن غیرانتفاعی
- wIG (wirtschaftliche Interessengemeinschaft) / GIE (گروه اقتصادی اقتصادی) / gruppo di interesse Economico:≈ EIG (گروه‌بندی منافع اقتصادی)
- Einzelunternehmen / RI (raison individuelle) / ditta individuale :≈ تاجر انحصاری (بریتانیا)، مالکیت انحصاری (ایالات متحده)
- Gesellschaft «موجودات تجاری»
  - مشارکت (Rechsgemeinschaft / société de personnes / società di persone)
    - eG (einfache Gesellschaft) / société simple / società semplice:≈ مشارکت با قرارداد
    - KolG (Kollektivgesellschaft) / SNC (société en nom collectif) / società in nome collettivo:≈ GP
    - KG (Kommanditgesellschaft) / SC (société en commandite) / società in accomandita:≈ LP

  - شرکت‌های تجاری (Körperschaft / société de capitaux / società di capitale)
    - KomAG (Kommanditaktiengesellschaft) / SCA (انجمن با اقدامات همتراز فرماندهی) / società in accomandita per azioni:≈ مشارکت سهامی عام (PTP)
    - GmbH (Gesellschaft mit beschränkter Haftung) / Sàrl (société à responsabilité limitée) / Sagl (società a garanzia limitata):≈ Ltd. (بریتانیا)، LLC (ایالات متحده)
    - AG (Aktiengesellschaft) / SA (société anonyme) / SA (società anonima):≈ plc (UK), Corp. (آمریکا/قابلیت)
- Genossenschaft / Scoop (société coopérative) / società cooperativa:≈ تعاونی
- Zweigniederlassung / sucursale / succursale:≈ شعبه (یک شرکت)

## تایلند
- บริษัทมหาชนจำกัด، قالب نام บริษัท نام شرکت จำกัด (มชpl) (มชpl) حداقل ۱۵ سهامدار
- บริษัทเอกชนจำกัด (قالب نام บริษัท نام شرکت จำกัด): Ltd. (انگلستان). حداقل سه سهامدار
- ห้าง หุ้นส่วน จำกัด จำกัด จำกัด จำกัด จำกัด ห้าง ห้าง ห้าง หุ้นส่วน نام شرکت จำกัด): مشارکت محدود دو نوع مشارکت وجود دارد: مشارکت محدود که مسئولیت محدودی در مورد مشارکت و شریک نامحدودی دارد که مسئولیت نامحدودی نسبت به شخص ثالث برای شریک زندگی دارد. مشارکت نامحدود حق کنترل مشارکت را دارد. از طرفی شرکت تضامنی حق تصمیم‌گیری در شرکت تضامنی را ندارد.
- ห้างหุ้นส่วนสามัญนิติบุคคล (قالب نام مشارکت عمومی ห้างง

## ترکیه
به موجب قانون تعهدات (دفتر پنجم قانون مدنی) (قانون شماره ۶۰۹۸):
- آدی شیرکت: ≈ مشارکت ساده (شخصیت حقوقی ندارد)

طبق قانون تجارت (قانون شماره ۶۱۰۲):
Şahıs şirketleri ≈ مشارکت (برخلاف شراکت در حقوق انگلیس و آمریکا، آنها نیز مانند شرکت‌ها دارای شخصیت حقوقی هستند)
- کول. Şti. (Kolektif شرکت): ≈ مشارکت جمعی
- کوم. Şti (Komandit şirket) ≈ Commandite مشارکت می‌تواند به صورت مشارکت فرماندهی ساده یا به صورت شرکت فرماندهی تقسیم شده به سهام (Sermayesi paylara bölünmüş komandit شرکت) ایجاد شود.

Sermaye şirketleri ≈ شرکتها
- مانند. / AO (Anonim Şirket / Anonim Ortaklık): ≈ شرکت سهامی حداقل سرمایه لیر است ۵۰۰۰۰. سهام بانام یا با نام، حداقل ارزش اسمی لیر هر کدام ۰٫۰۱ تنها نوع شرکتی که در قوانین ترکیه قابل معامله عمومی است.
- Ltd. Şti. / L. Ş. / LO (شرکت محدود / Limited Ortaklık) ≈ شرکت محدود حداقل سرمایه TL است ۱۰۰۰۰. فقط سهام ثبت شده، با حداقل ارزش اسمی هر کدام 25 TRY.

طبق قانون بازار سرمایه (قانون شماره: ۶۳۶۲):
- HAAO (Halka Açık Anonim Ortaklık) ≈ شرکت سهامی عام این اساساً نوع خاصی از AO است این نوع شرکت‌ها فقط می‌توانند به عنوان AO تأسیس شوند. زمانی که قوانین خاصی تحت قوانین بازار سرمایه وجود نداشته باشد، قوانین AO تحت قانون تجارت ترکیه برای HAAO اعمال می‌شود.

طبق قانون تعاون (قانون شماره ۱۱۳۶):
- کوپ. (Kooperatif Şirket) ≈ تعاونی

سایر نهادها:
- (irtibat bürosu): ≈ دفتر ارتباط
- Şahıs Firması: ≈ مالکیت انفرادی
- Şb. (Şube): ≈ شعبه

## تونس
- شرکة فردیة (Entreprise individualuelle)
- شّرکة ذات مسؤولیّات محدودة ش.م.م. (Société à Responsabilité Limitée- SARL)
- شّرکة فردیة ذات مسؤولیّات محدودة (Société unipersonnelle à responsabilité limitée SAURL)
- شرکة خفیة الإسم (انجمن ناشناس - SA)
- الشرکات ذات رأس المال المتغیّر

## اوکراین
- DAT/DAT (Державне акціонерне товариство / Derzhavne aktsionerne tovarystvo): ≈ plc (بریتانیا)، ملی
- FOP/FOP (Фізична особа підприємець / Fizychna osoba pidpryyemets): مالکیت انحصاری
- KT/KT (Командитне товариство / Komandytne tovarystvo): ≈ مشارکت محدود
- PT/PT (Повне товариство / Povne tovarystvo): ≈ مشارکت تضامنی
- TDV/TDV (Tovarystvo z dodatkvoiu vidpovidalnistiu): «شرکت با مسئولیت اضافی»
- TOV/TOB (Tovarystvo z обмеженою відповідальністю / Tovarystvo z obmezhenoiu vidpovidalnistiu): ≈ Ltd. (انگلستان). بدون حداقل سرمایه
- PP/PP (Privatne pіdpriємство / Pryvatne pidpryyemstvo): ≈ Ltd. (انگلستان). بدون حداقل سرمایه
- PAT/PAT (Publічne акціонерне товариство / Publichne aktsionerne tovarystvo) (قبل از ۲۹ مه 2009 – VAT/VAT(Vidcrite акцiонерне товариство / Vidkryte aktsionerne tovarystvo): ≈ plc. public (UK) حداقل سرمایه - ۱۲۵۰ حداقل دستمزد (۷٬۵۰۰٬۰۰۰ UAH از ۲۷ اکتبر 2021).[۸۴][۸۵]
- PrAT/ПрАТ (Приватне акціонерне товариство / Prytvatne aktsionerne tovarystvo) (قبل از ۲۹ مه 2009 – ZAT/ZAT (ضربط акцiонерне товариство / Zakryte Aktsionerne Tovarystvo)): (UK), private pl.c. حداقل سرمایه - مانند PAT.
- AT/AT (Акціонерне товариство / Aktsionerne tovarystvo): ≈ JSC. حداقل سرمایه - مانند PAT.

تشکیل شرکت توسط قانون مدنی اوکراین و قانون تجارت، قانون انجمن‌های تجاری، قانون در مورد شرکت‌های سهامی، قانون شرکت‌های با مسئولیت محدود و شرکت‌های با مسئولیت اضافی تنظیم می‌شود.

## امارات متحده عربی
در مناطق آزاد امارات متحده عربی، یک شرکت منطقه آزاد (FZE) یا شرکت منطقه آزاد (FZC) یک شرکت با مسئولیت محدود است که توسط قوانین و مقررات منطقه مربوط که در آن تأسیس شده‌است، اداره می‌شود.

## انگلستان
- CIC (شرکت منافع جامعه)
- CIO (سازمان خیریه ثبت شده)
- جامعه صنعتی و تأمینی: به عنوان مثال یک تعاونی (که شامل شرکت با مسئولیت محدود در انتهای نام خود می‌شود) یا خیریه
- شراکت
  - مشارکت عمومی
  - LLP (شرکت با مسئولیت محدود)
  - SLP (شرکت محدود اسکاتلندی)
  - LP (شرکت محدود)
- شرکت‌ها[۹۲]
  - شرکت‌های محدود خصوصی (با مسئولیت محدود یا محدود یا ولز Cyfyngedig (Cyf))
    - شرکت خصوصی محدود با سهام، مسئولیت محدود به مبلغی است که در صورت وجود، در مورد سهام آنها پرداخت نشده‌است. سهام آن قابل معامله عمومی نیست.
    - شرکت خصوصی محدود با ضمانت. این مسئولیت محدود به مبلغی است که اعضا متعهد می‌شوند در صورت انحلال شرکت در دارایی‌های شرکت مشارکت کنند.

  - شرکت سهامی عام (PLC یا ولز Cwmni Cyfyngedig Cyhoeddus (CCC)): یک شرکت محدود است که سهام آن ممکن است به صورت عمومی معامله شود. به حداقل سرمایه مجاز ۵۰۰۰۰ پوند نیاز دارد.[۹۳] که باید سهامی را به ارزش حداقل ۵۰۰۰۰ پوند تخصیص داده باشد و حداقل ۲۵ درصد آن باید به‌طور کامل قبل از شروع تجارت پرداخت شود.
  - شرکت نامحدود (یا ولزی (cwmni) anghyfyngedig). هیچ محدودیتی در مسئولیت اعضای آن وجود ندارد. طبق قانون شرکت، افزودن یا ذکر کلمه یا نام Unlimited یا اختصارات آن (Unltd.، یا Ultd.) در انتهای نام شرکت قانونی آن الزامی نیست، و اکثر این شرکت‌ها این کار را انجام نمی‌دهند. شرکت‌های نامحدود از ثبت حساب در اداره ثبت شرکت‌ها برای افشای عمومی معاف هستند، مشروط بر چند استثنا (مگر اینکه شرکت یک شرکت تابعه واجد شرایط یا مادر یک شرکت محدود در طول دوره حسابداری باشد).
- مالکیت انحصاری (تجار انحصاری)

## ایالات متحده
در ایالات متحده، اکثر اشخاص حقوقی تحت قوانین یک ایالت خاص ثبت شده‌اند. دولت فدرال عموماً نهادها را ترکیب نمی‌کند (به جای آن از فعل " منشور " استفاده می‌شود)، با چند استثناء محدود، چه شرکت‌های تحت حمایت دولت یا شرکت های دولتی.
آن نهادهای موجود در سطح ایالتی دو هویت جداگانه دارند: نوع شخصیت حقوقی آنها، به عنوان مثال، شراکت، شرکت، یا LLC، و طبقه‌بندی مالیاتی آنها، آنچه برای اهداف مالیات بر درآمد فدرال در نظر گرفته می‌شود. یک راه دیگر برای طبقه‌بندی یک واحد تجاری این است که آیا یک شرکت انتفاعی یا غیرانتفاعی است، هر طبقه‌بندی با طبقه‌بندی خاص خود و پیامدهای آن بر قانون مالیات بر درآمد فدرال. نهادهای انتفاعی به منظور تولید سود برای صاحبان خود وجود دارند در حالی که نهادهای غیرانتفاعی برای هدفی غیر از سود وجود دارند.

### طبقه‌بندی مالیاتی
برای اهداف مالیاتی فدرال، خدمات درآمد داخلی قوانین طبقه‌بندی نهاد جداگانه دارد، به‌طور کلی بسته به اینکه یک نهاد یک سازمان انتفاعی یا غیرانتفاعی است. نهادهای انتفاعی را می‌توان به‌طور جمعی به عنوان "سازمان‌های مشمول مالیات" در نظر گرفت در حالی که نهادهای غیرانتفاعی به‌طور جمعی به عنوان " سازمان‌های معاف از مالیات " یا به سادگی "سازمان‌های معاف" در نظر گرفته می‌شوند.

#### سازمان‌های مشمول مالیات
بر اساس کد درآمد داخلی، یک نهاد انتفاعی ممکن است به عنوان یک شرکت، یک مشارکت، یک تعاونی یا یک نهاد نادیده گرفته شده طبقه‌بندی شود. یک شرکت به عنوان یک شرکت C مشمول مالیات می‌شود، مگر اینکه شرایط را برای مالیات گرفتن به عنوان یک شرکت S انتخاب کند و برآورده کند. یک نهاد نادیده گرفته شده دارای یک مالک (یا یک زوج متأهل به عنوان مالک) است که برای مقاصد مالیاتی به عنوان یک نهاد مجزا از مالک آن شناخته نمی‌شود، بنابراین مالک در سطح فردی مشمول مالیات می‌شود. انواع نهادهای نادیده گرفته شده عبارتند از LLC‌های تک عضو. زیرمجموعه‌های واجد شرایط زیر فصل S و شرکت‌های تابعه اعتماد سرمایه‌گذاری املاک واجد شرایط. وضعیت مالیات شفاف یک نهاد نادیده گرفته شده بر وضعیت آن تحت قوانین ایالتی تأثیری ندارد. به عنوان مثال، برای اهداف مالیاتی فدرال، یک LLC (SMLLC) تنها عضو نادیده گرفته می‌شود، به طوری که تمام دارایی‌ها و بدهی‌های آن به عنوان متعلق به یک عضو واحد آن تلقی می‌شود. اما طبق قوانین ایالتی، یک SMLLC می‌تواند به نام خود قرارداد ببندد و مالک آن معمولاً شخصاً مسئول بدهی‌ها و تعهدات نهاد نیست. تعاونی‌ها برای شناسایی به عنوان تعاونی برای اهداف مالیاتی باید از قوانین خاصی تحت فصل T کد درآمد داخلی پیروی کنند.

#### سازمان‌های معاف از مالیات
سازمان‌های غیرانتفاعی در سطح ایالتی برای اکثر انواع درآمد از مالیات بر درآمد فدرال معاف هستند. دو نوع اصلی از سازمان‌های معاف از مالیات بر اساس کد درآمد داخلی وجود دارد: سازمان‌های 501(c) و ۵۲۷ سازمان. معافیت مالیاتی دارای دو جزء است: معافیت از مالیات بر درآمد و اجازه کسر در اظهارنامه مالیاتی خیرین.
بخش ۵۰۱ (ج) بیشتر انواع نهادهای غیرانتفاعی غیر از آنهایی را که عمدتاً در فعالیت سیاسی درگیر هستند، در بر می‌گیرد. ۲۹ زیرنوع از سازمان‌های 501(c) وجود دارد. به عنوان مثال، بخش 501(c)(۱۰) شامل "جوامع، سفارش‌ها یا انجمن‌های برادر داخلی که تحت سیستم لژ فعالیت می‌کنند"، در حالی که بخش 501(c)(۶) شامل "لیگ‌های تجاری، اتاق‌های بازرگانی، املاک و مستغلات می‌شود." هیئت‌های مدیره، هیئت‌های تجاری، یا لیگ‌های حرفه‌ای فوتبال» تحت شرایط خاص. رایج‌ترین نوع 501(c) سازمان‌های 501(c)(۳) هستند که به‌طور گسترده به عنوان " سازمان‌های خیریه " شناخته می‌شوند، کسانی که هدف آنها خیریه (یعنی رهایی از فقر)، آموزشی، علمی، مذهبی یا وکالتی است. از جمله، تا زمانی که چنین سازمانی در فعالیت سیاسی قابل توجهی شرکت نکند یا سود خالص سود را نصیب سهامداران یا افراد دیگر نکند. این وضعیت مالیاتی ترجیحی است زیرا تنها 501(c) است که هم معافیت مالیاتی بر درآمد و هم کمک‌های مالی قابل کسر مالیات را دریافت می‌کند. همه انواع 501(c) دیگر فقط از معافیت مالیاتی برخوردار می‌شوند. بخش 501(c)(۳) را می‌توان به بنیادهای خصوصی، خیریه‌های عمومی و بنیادهای عملیاتی خصوصی با بنیادهای خصوصی با کمترین نرخ کسر مطلوب تقسیم کرد. انجمن‌های غیرانتفاعی غیرانتفاعی، مؤسسات خیریه و شرکت‌های غیرانتفاعی ممکن است بسته به هدف و فعالیت‌هایی که در آن انجام می‌دهند، در هر یک از دسته‌های 501(c) قرار گیرند.
سازمان‌های بخش ۵۲۷ که «سازمان‌های سیاسی» نیز نامیده می‌شوند، هر غیرانتفاعی هستند که اساساً در «فعالیت‌های سیاسی» مانند تبلیغات انتخاباتی یا لابی‌گری درگیر هستند. اینها سازمان‌هایی مانند احزاب سیاسی و کمیته‌های مبارزات انتخاباتی هستند که اغلب کمیته‌های اقدام سیاسی (PACs) یا Super-PAC نامیده می‌شوند. این سازمان‌ها نسبت به سازمان‌های 501(c) مشمول مقررات سخت گیرانه تری هستند و فقط معافیت مالیاتی دریافت می‌کنند. کمک‌های مالی به ۵۲۷ کسر نمی‌شود. هر نوع نهاد غیرانتفاعی موجود در سطح ایالتی در صورتی که به‌طور عمده در فعالیت سیاسی شرکت کند به عنوان ۵۲۷ در نظر گرفته می‌شود.

### منشور فدرال
از چند نوع شرکتی که ممکن است تحت یک منشور صادر شده توسط فدرال وجود داشته باشد، عمده آن بانک‌ها، اتحادیه‌های اعتباری و موسسات سپرده گذاری مشابه هستند. این موسسات با گنجاندن یک کلمه کلیدی در نام رسمی خود از بانک‌های رسمی دولتی متمایز می‌شوند. برای یک بانک، کلمه کلیدی «ملی» است. بانکی که توسط اداره کنترل ارز (OCC) اجاره شده‌است باید کلمه «ملی» را در نام خود داشته باشد. بانکی که توسط یک ایالت اجاره می‌شود، نمی‌تواند به نام خود «ملی» داشته باشد.
برای یک بانک پس‌انداز (که قبلاً انجمن پس‌انداز و وام نامیده می‌شد) یا اتحادیه اعتباری، کلمه کلیدی «فدرال» است و همان قوانین اعمال می‌شود. یک بانک پس‌انداز یا اتحادیه اعتباری فدرال باید کلمه «فدرال» را در نام خود داشته باشد، در حالی که یک بانک پس‌انداز رسمی یا اتحادیه اعتباری نمی‌تواند «فدرال» را در نام خود داشته باشد.
- بانک پس‌انداز فدرال (FSB): قبلاً انجمن پس‌انداز و وام فدرال نامیده می‌شد
- انجمن ملی (NA): نامی که توسط بانک‌های مجاز توسط دفتر کنترل ارز (OCC) استفاده می‌شود.
- انجمن ملی اعتماد و پس‌انداز (NT&SA): نامی که کمتر رایج است توسط بانک‌های ملی استفاده می‌شود
- اتحادیه اعتباری فدرال: توسط انجمن ملی اتحادیه اعتباری (NCUA) تأیید شده‌است.

بسیاری از واحدهای دولتی فدرال، شرکت‌های دولتی ویژه تشکیل شده‌اند (که برای اهداف مالیاتی نیز معمولاً سازمان‌های 501(c)(۱) هستند) و شرکت‌های تحت حمایت دولت، در حالی که برخی از سازمان‌های خصوصی منشور کنگره را دریافت کرده‌اند.

### ایالت، قلمرو یا مشترک المنافع؛ ثبت نشده
ساختارهای موجودی که می‌توانند بدون مجوز توسط دولت ایجاد شوند، یا به عبارت دیگر «غیرشرکت» هستند، به شرح زیر است:
- مالکیت انحصاری: کسب و کاری متشکل از یک مالک واحد (که ممکن است به نوبه خود یک نهاد تجاری باشد)، نه در شکل تجاری جداگانه شناخته شده.

#### اعتمادها
- تراست: یک رابطه حقوقی که در آن یک شخص («محل سکونت») ملک دیگری را به نفع یک یا مقدار محدودی از اشخاص ثالث («ذینفعان») به دیگری («امین») اعطا می‌کند.
- امانت خیریه: امانتی که ذینفع آن عموم مردم است.

#### شراکت
- تضامنی تضامنی: انجمنی متشکل از دو یا چند نفر به منظور تولید سود برای اعضای شرکت تضامنی (به نام "شرکای عام" یا صرفاً "شرکاء"). کلیه شرکا به‌طور مشترک و جداگانه مسئول بدهی‌های شرکت هستند. در اکثر ایالت‌های ایالات متحده، می‌توان آن را با توافق بدون نیاز به تشکیل پرونده عمومی یا هرگونه توافق‌نامه کتبی ایجاد کرد، تا زمانی که همه طرف‌ها باید قصد ایجاد یک رابطه تجاری با یکدیگر را داشته باشند. شرکا ممکن است خود اشخاص حقیقی یا حقوقی باشند (در این صورت عموماً به آن سرمایه‌گذاری مشترک گفته می‌شود).

برای تعیین اینکه آیا یک شرکت تضامنی وجود دارد، دادگاه‌ها چند عامل را تجزیه و تحلیل می‌کنند: (۱) قصد طرفین، (۲) تقسیم سود و زیان (۳) اداره مشترک و کنترل عملیات تجاری، (۴) سرمایه‌گذاری سرمایه توسط هر یک از شرکا، و (۵) مالکیت مشترک اموال.

#### انجمن‌های ثبت نشده
- انجمن غیرانتفاعی غیرانتفاعی: انجمنی متشکل از دو یا چند نفر به منظور دستیابی به هدفی مشترک غیر از سود؛ این معادل غیرانتفاعی شرکت‌های تضامنی است.

### ایالت، قلمرو یا مشترک المنافع؛ گنجانده شده‌است

#### شراکت
- مشارکت محدود (LP): مشارکتی که در آن حداقل یک شریک (شریک ضامن که ممکن است خود یک شخص یا یک شخص باشد) مسئولیت نامحدودی در قبال بدهی‌های LP دارد و یک یا چند شریک (شرکای با مسئولیت محدود) دارای مسئولیت محدود (که ممکن است خود شخص یا شخص باشد) به این معنی که آنها در قبال بدهی‌های LP بیش از مبلغی که برای سرمایه‌گذاری توافق کرده‌اند، مسئولیتی ندارند). شرکای محدود معمولاً در مدیریت واحد تجاری یا تجارت آن شرکت نمی‌کنند.
- مشارکت با مسئولیت محدود (LLP): مشارکتی است که در آن مسئولیت شریک در قبال بدهی‌های مشارکت محدود است به جز در مورد مسئولیت اعمال قصور حرفه ای یا قصور. در برخی از ایالت‌ها، LLPها ممکن است فقط برای انجام یک حرفه دارای مجوز، معمولاً وکلا، حسابداران و معماران تشکیل شوند. این اغلب تنها شکل مشارکت محدود مجاز برای شرکت‌های حقوقی است (بر خلاف شرکت‌های تضامنی).
- مشارکت محدود با مسئولیت محدود (LLLP): ترکیبی از LP و LLP که در برخی ایالت‌ها موجود است.

#### شرکت‌های با مسئولیت محدود
- شرکت با مسئولیت محدود (LLC, LC, Ltd. یا Co.): شکلی از کسب و کار که صاحبان آن از مسئولیت محدود برخوردار هستند، اما شرکتی نیستند. اختصارات مجاز بسته به ایالت متفاوت است. توجه داشته باشید که در برخی از ایالت‌ها Ltd. به خودی خود مخفف معتبری برای LLC نیست، زیرا در برخی ایالت‌ها (مثلا تگزاس)، ممکن است به جای آن نشان دهنده یک شرکت باشد. سری LLC را نیز ببینید. برای اهداف مالیاتی فدرال ایالات متحده، به‌طور کلی، یک LLC با دو یا چند عضو به عنوان یک مشارکت و LLC با یک عضو به عنوان یک مالک انحصاری تلقی می‌شود.
- شرکت با مسئولیت محدود حرفه ای (PLLC): برخی از ایالت‌ها به متخصصان خاصی اجازه تشکیل LLC را نمی‌دهند که مسئولیت ناشی از خدماتی را که متخصصان ارائه می‌دهند مانند پزشکان، مراقبت‌های پزشکی محدود می‌کند. وکلا، مشاوره حقوقی؛ و حسابداران، خدمات حسابداری؛ معماران، خدمات معماری؛ زمانی که شرکت تشکیل شده خدمات حرفه ای‌ها را ارائه می‌دهد. در عوض، این ایالت‌ها به یک PLLC اجازه می‌دهند یا در اساسنامه LLC، محدودیت مسئولیت فقط برای بخش تجاری، مانند طلبکاران شرکت، در مقابل خدمات مشتری/مشتری، سطح مراقبت‌های پزشکی، خدمات حقوقی یا حسابداری اعمال می‌شود. به مشتریان ارائه می‌شود. هدف از این کار حفظ استانداردهای اخلاقی بالاتری است که این متخصصان با دریافت مجوز در حرفه خود به آن متعهد شده‌اند و از مصونیت آنها (یا حداقل محدود کردن مصونیت آنها) به شکایات غیرقانونی جلوگیری می‌کند.
- شرکت با مسئولیت محدود کم سود (L3C): یک نهاد ترکیبی انتفاعی و غیرانتفاعی موجود در برخی ایالت‌ها. این یک LLC است که مجاز است یک هدف غیرانتفاعی اولیه و یک هدف انتفاعی ثانویه داشته باشد.

#### شرکت‌ها

##### برای سود
- شرکت (Corp. , Inc. یا Incorporated): یک نهاد حقوقی که متعلق به سهامداران است و توسط مدیران و افسران اداره می‌شود که همگی از مسئولیت محدود برخوردار هستند. یک شرکت می‌تواند یک شرکت دولتی یا خصوصی باشد. در برخی از ایالت‌ها ممکن است پسوندهای دیگری برای شناسایی یک شرکت استفاده شود، مانند Ltd. , Co. /Company یا اصطلاح ایتالیایی Sp. الف. (در کانکتیکات؛ زیر ایتالیا را ببینید). برخی از ایالت‌هایی که استفاده از «شرکت» را مجاز می‌دانند، استفاده از «و شرکت»، «و شرکت»، «و شرکت» یا «و شرکت» را ممنوع می‌کنند. در اکثر ایالت‌ها، شرکت‌ها و شرکت‌های انحصاری ممکن است یک نام ساختگی «در حال انجام کسب‌وکار» را با کلمه «شرکت» در آن ثبت کنند. برای فهرست کامل نامگذاری‌های مجاز بر اساس ایالت، جدول زیر را ببینید.
- شرکت منفعت (PBC): یک شرکت انتفاعی است که علاوه بر سود به عنوان اهداف تعریف شده قانونی خود، تأثیر مثبت بر جامعه، کارگران، جامعه و محیط زیست را نیز شامل می‌شود، به طوری که تعریف «بهترین منافع شرکت» مشخص شده‌است. تا آن تأثیرات را دربر گیرد. برخی از ایالت‌ها از شرکت می‌خواهند که «شرکت سود عام» یا «PBC» را در نام خود داشته باشد، در حالی که برخی دیگر هرگونه پیشوند مجاز توسط یک شرکت (مانند Corp. یا Inc.) را مجاز می‌دانند، اما از سهامداران می‌خواهند که به سرمایه گذاران و سایر طرف‌ها اطلاع داده شود که این شرکت یک شرکت سهامی عام است.
- شرکت‌های حرفه ای (PC یا PC): آن دسته از نهادهای شرکتی که بسیاری از اساسنامه‌های شرکت برای آن‌ها مقررات خاصی را برای استفاده از فرم شرکت توسط متخصصان دارای مجوز مانند وکلا، معماران، حسابداران و پزشکان تنظیم می‌کند.

##### غیرانتفاعی
- شرکت غیرانتفاعی: شرکتی که هدف اصلی آن خدمت به یک هدف اجتماعی به جای تولید سود برای سهامداران است. به این ترتیب، شرکت‌های غیرانتفاعی سهامدارانی ندارند، اما ممکن است همچنان مدیران و افسرانی داشته باشند که هنوز از مسئولیت محدود برخوردار هستند. قراردادهای نامگذاری برای شرکت‌های غیرانتفاعی متفاوت است، زیرا برخی از ایالت‌ها به دال مانند Corporation, Incorporated, Limited، یا Corp. , Inc.، یا Ltd. نیاز دارند، در حالی که برخی دیگر اصلاً به دال نیاز ندارند.[۱۰۱] شرکت‌های غیرانتفاعی به‌طور کلی به سه زیر دسته تقسیم می‌شوند:
  - شرکت غیرانتفاعی عام‌المنفعه: یک شرکت غیرانتفاعی که به منظور بهره‌مندی عموم مردم از قبیل موسسات خیریه، موسسات آموزشی و تحقیقاتی و بیمارستان‌ها تشکیل شده‌است.
  - شرکت غیرانتفاعی با سود متقابل: یک شرکت غیرانتفاعی که با هدف سود بردن اعضای خود، مانند اتحادیه‌ها، انجمن‌های حرفه‌ای یا مالکان خانه، و باشگاه‌های اجتماعی تشکیل شده‌است.
  - شرکت مذهبی: یک شرکت غیرانتفاعی که به منظور انجام یک دین یا تبلیغ دینی، مانند یک جماعت سازمان یافته یا سازمان تبلیغی، تشکیل شده‌است.

#### تعاونی‌ها
- تعاونی (Co-Op, Coop یا CP): یک نهاد انتفاعی متعلق به گروهی از مردم که دارای یک هدف اقتصادی مشترک هستند، مانند تعاونی‌های کارگری، تعاونی‌های کشاورزی، یا تعاونی‌های خدماتی. در اکثر ایالت‌ها، تعاونی باید یک دال در نام خود داشته باشد که نشان دهنده تعاونی بودن آن باشد، مانند تعاونی، تعاونی، CP یا تعاونی.

#### دیگر
- انجام کسب و کار به عنوان (DBA یا نام ساختگی): نام تجاری که توسط شخص یا نهادی استفاده می‌شود که با نام قانونی واقعی آن شخص یا نهاد متفاوت است. DBAها نهادهای جداگانه ای نیستند و شخص یا نهادی را که از DBA به عنوان نام تجاری استفاده می‌کند از مسئولیت بدهی‌ها یا دعاوی محافظت نمی‌کند. الزامات تشکیل پرونده متفاوت است و برای برخی از انواع مشاغل یا فعالیت‌های حرفه ای مجاز نیست.

#### جدول نامگذاری‌های مورد نیاز برای شرکت‌های انتفاعی، بر اساس ایالت، قلمرو یا مشترک المنافع ایالات متحده
| ایالت، قلمرو یا مشترک المنافع    | در نام شرکت مورد نیاز است | تحت |
| آلاباما                          | "شرکت" یا "تشکیل شده" یا مخفف یکی از این کلمات یا اگر شرکت بانکی کلمات "بانک"، "بانکداری" یا "بانکداران" باشد. | § 10-2B-۴٫۰۱(الف)(۱) کد آلاباما ۱۹۷۵                                                                                                |
| آلاسکا                           | "شرکت"، "شرکت"، "شرکت شده"، یا "محدود" یا مخفف یکی از این کلمات؛ ممکن است حاوی کلمه "شهر"، "شهرستان"، یا "روستاً نباشد یا به نحوی دلالت کند که شرکت یک شهرداری است. | § ۱۰٫۰۶٫۱۰۵ (الف) و (ب)، کد شرکت‌های آلاسکا                                                                                          |
| آریزونا                          | «انجمن»، «بانک»، «شرکت»، «شرکت»، «محدود» یا «تشکیل شده» یا مخفف یکی از این کلمات یا معادل آن در یک زبان خارجی. شرکت نمی‌تواند از «بانک»، «سپرده»، «اتحادیه اعتباری»، «امنیتی» یا «شرکت اعتماد» استفاده کند، مگر اینکه مجوز فعالیت داشته باشد. نباید از «شرکت با مسئولیت محدود» یا «شرکت محدود» یا اختصارات «L.L.C.", "L.C.", "LLC» یا «LC» استفاده کند. | § ۱۰–۴۰۱ اساسنامه تجدید نظر شده آریزونا                                                                                             |
| آرکانزاس                         | "شرکت"، "شرکت"، یا "شرکت"، "محدود" یا باید دارای مخفف یکی از آن کلمات باشد. اما ممکن است نام با کلمه "شرکت" یا مخفف "شرکت" ختم نشود. اگر کلمه پایانی یا مخفف بلافاصله قبل از "و" یا هر علامتی برای "و" باشد. | § ۴-۲۶-۴۰1 (1)، کد آرکانزاس |
| کالیفرنیا                        | "شرکت"، "تشکیل شده" یا "محدود" یا مخفف یکی از این کلمات لازم است و برای شرکت‌های نزدیک قانونی برای اعمال مقررات شرکتی لازم است. ممکن است حاوی «بانک»، «اعتماد»، «امین» یا «اتحادیه اعتباری» نباشد مگر اینکه توسط کمیسر مؤسسات مالی تأیید شود. | § 202 (a)، کد شرکت‌های کالیفرنیا |
| کلرادو                           | "شرکت"، "شرکت"، "شرکت"، "محدود"، "شرکت."، "شرکت"، "شرکت." یا "با مسئولیت محدود"؛ اگر شرکت یک شرکت حرفه‌ای است، باید عبارت یا مخفف «شرکت حرفه‌ای»، «p.c.» یا «pc» را داشته باشد. | § ۷-۹۰-۶۰۱، اساسنامه تجدید نظر شده کلرادو                                                                                           |
| کنتیکت                           | "شرکت"، "شرکت"، "شرکت"، "Societa per Azioni" یا "Limited"، یا مخفف "corp.", "inc.", "co.", "S.p.A." یا "با مسئولیت محدود." | § ۳۳–۶۵۵ اساسنامه عمومی کانکتیکات                                                                                                   |
| دلاور (ایالت)                    | "انجمن"، "شرکت"، "شرکت"، "باشگاه"، "بنیاد"، "صندوق"، "تشکیل شده"، "موسسه"، "جامعه"، "اتحادیه"، "سندیکا"، یا "محدود"، (یا اختصارات آن، با یا بدون نقطه گذاری)، یا کلمات (یا اختصارات آن، با یا بدون نقطه گذاری) مشابه واردات کشورهای خارجی یا حوزه‌های قضایی (به شرطی که با حروف یا حروف رومی نوشته شده باشند) | عنوان ۸، § ۱۰۲، کد دلاور |
| واشینگتن، دی.سی.                 | "شرکت"، "شرکت"، "تشکیل شده"، یا "محدود" یا باید دارای مخفف ۱ از این کلمات باشد. | § ۲۹–۱۰۱٫۰۸ کد رسمی منطقه کلمبیا |
| فلوریدا                          | "شرکت"، "شرکت"، یا "تشکیل شده" یا مخفف "Corp.", "Inc."، یا "Co."، یا نام "Corp", "Inc" یا "Co" | § ۶۰۷٫۰۴۰۱ اساسنامه فلوریدا |
| جورجیا                           | «شرکت»، «تشکیل شده»، «شرکت» یا «محدود»، یا مخفف «شرکت»، «شرکت»، «شرکت» یا «شرکت با مسئولیت محدود» یا کلمات یا اختصارات مشابه واردات در دیگری زبان؛ نباید بیشتر از ۸۰ کاراکتر باشد | O.C.G.A. § ۱۴-۲-۴۰۱ |
| گوآم                             | "شرکت"، "تشکیل شده"، "شرکت"، یا "محدود"، یا مخفف "corp.", "inc.", "co."، یا "ltd."، یا کلمات یا اختصارات واردات مشابه در دیگری زبان؛ در صورت استفاده از کلمه "شرکت" یا مخفف آن، نباید بلافاصله قبل از کلمه "و" یا علامت اختصاری یا نمادی که نشان دهنده کلمه "و" باشد، قرار گیرد. | عنوان ۱۸، § ۲۱۱۰، مشروح کد گوام |
| هاوایی                           | "شرکت"، "تشکیل شده"، یا "محدود"، یا مخفف "corp.", "inc."، یا "ltd." | § ۴۱۴–۵۱ اساسنامه تجدید نظر شده هاوایی                                                                                              |
| آیداهو                           | "شرکت"، "تشکیل شده"، "شرکت"، "محدود"، یا مخفف "corp.", "inc.", "co."، یا "ltd."، یا کلمات یا اختصارات وارداتی مشابه در زبان دیگری؛ با این حال، در صورت استفاده از کلمه "شرکت" یا مخفف آن نباید بلافاصله قبل از کلمه "و" یا علامت اختصاری یا نمادی که کلمه "و" را نشان می‌دهد، استفاده شود. | § ۳۰-۱-۴۰۱ اساسنامه آیداهو |
| ایلینوی                          | "شرکت"، "شرکت"، "شرکت شده"، یا "محدود" یا مخفف یکی از این کلمات | 805 ILCS ۵/۴٫۰۵ اساسنامه تدوین شده ایلینوی                                                                                          |
| ایندیانا                         | "شرکت"، "تشکیل شده"، "شرکت"، یا "محدود"، یا مخفف "corp.", "inc.", "co."، یا "ltd."، یا کلمات یا اختصارات واردات مشابه در دیگری زبان | § ۲۳-۱-۲۳-۱ کد ایندیانا |
| آیووا                            | "شرکت"، "تشکیل شده"، "شرکت"، یا "محدود"، یا مخفف "corp.", "inc.", "co."، یا "ltd."، یا کلمات یا اختصارات واردات مشابه در دیگری زبان | § ۴۹۰٫۴۰۱ اعمال آیووا |
| کانزاس                           | (به جز بانک‌ها) "انجمن"، "کلیسا"، "کالج"، "شرکت"، "شرکت"، "باشگاه"، "بنیاد"، "صندوق"، "تشکیل شده"، "موسسه"، "جامعه"، " اتحادیه، "دانشگاه"، "سندیکاً یا "محدود"، یا یکی از اختصارات "co.", "corp.", "inc.", "ltd."، یا کلمات یا اختصارات مشابه import در زبان‌های دیگر اگر با حروف یا حروف رومی نوشته شده باشند | § ۱۷–۶۰۰۲ اساسنامه کانزاس |
| کنتاکی                           | "شرکت"، "تشکیل شده" یا مخفف "Inc."، یا کلمه "شرکت" یا مخفف "شرکت"؛ اما اگر کلمه "شرکت" یا مخفف "شرکت". استفاده می‌شود، ممکن است بلافاصله قبل از کلمه "and" یا مخفف "&" نباشد. | § ۲۷۳٫۱۷۷ اساسنامه تجدید نظر شده کنتاکی                                                                                             |
| لوئیزیانا                        | (به استثنای شرکت‌های راه‌آهن، تلگراف و تلفن) "شرکت"، "تشکیل شده" یا "محدود"، یا مخفف هر یک از آن کلمات، یا ممکن است به جای آن کلمه "شرکت" یا مخفف "شرکت" باشد. اگر کلمه یا مخفف اخیر بلافاصله با کلمه "و" یا علامت "&" نباشد. هیچ نام شرکتی نباید حاوی عبارت "doing business as" یا مخفف "d/b/a" باشد. فقط یک بانک یا شرکت هلدینگ بانکی مجاز به استفاده از هر یک از عبارت‌های «بانک»، «بانکدار»، «بانکداری»، «پس‌انداز»، «سپرده امن»، «امنیتی»، «امین»، «ساختمان و وام»، «خانه‌دار» است. "، "اتحادیه اعتباری"، "بیمه"، "تلفات جانی"، "شرکت توسعه مجدد" یا "تعاونی برق". | § ۱۲:۲۳ اساسنامه تجدید نظر شده لوئیزیانا                                                                                            |
| مین (ایالت)                      | کلمات یا اختصارات کلماتی که ماهیت واحد تجاری را توصیف می‌کند، از جمله "انجمن حرفه ای"، "شرکت"، "شرکت"، "تشکیل شده"، "چارتر"، "شرکت محدود"، "شرکت با مسئولیت محدود"، "شرکت با مسئولیت محدود"، "شرکت با مسئولیت محدود حرفه ای"، "شرکت با مسئولیت محدود"، "شرکت با مسئولیت محدود ثبت شده"، "شرکت خدماتی" یا "شرکت حرفه ای"؛ از اول ژوئیه ۲۰۰۷، ممکن است شامل "شرکت با مسئولیت محدود" نیز باشد | برای شرکت‌های تجاری: عنوان 13-C § ۴۰۱ اساسنامه اصلاح شده مین؛ برای شرکت‌های غیرانتفاعی: عنوان 13-B § 301-A اساسنامه تجدید نظر شده مین |
| مریلند                           | برای شرکت‌ها: "شرکت"، اگر قبل از آن کلمه "و" یا نمادی برای کلمه "و" نباشد. "Corporation", "Incorporated" یا "Limited" یا اختصارات؛ برای شرکت‌های با مسئولیت محدود: "شرکت با مسئولیت محدود"، "L.L.C.", "LLC", "L.C."، یا "LC"؛ برای شرکت‌های با مسئولیت محدود: "شرکت با مسئولیت محدود"، "L.L.P." یا "LLP"؛ برای شرکت‌های با مسئولیت محدود: "شرکت محدود"، "L.P."، یا "LP"؛ برای شرکت‌های با مسئولیت محدود: "شرکت با مسئولیت محدود"، "L.L.L.P."، یا "LLLP"؛ برای شرکت‌های حرفه ای: "چارتر"، "chtd."، "انجمن حرفه ای"، "P.A."، "شرکت حرفه ای" یا "P.C." | کد مریلند - شرکت‌ها و انجمن‌ها § ۱–۵۰۲                                                                                                |
| ماساچوست                         | هر اسمی که به تشخیص منشی حاکی از شرکتی بودن آن باشد | قوانین عمومی ماساچوست - فصل ۱۵۵: بخش ۹                                                                                              |
| میشیگان                          | "corporation", "company"، "تشکیل شده"، یا "محدود" یا باید شامل ۱ مورد از اختصارات زیر باشد، corp. , co. , inc. , or ltd. | قانون ۲۸۴ از ۱۹۷۲ بخش ۴۵۰٫۱۲۱۱ قانون شرکت تجاری میشیگان                                                                             |
| مینه‌سوتا                         | شرکت‌های غیرانتفاعی ملزم به استفاده از هیچ‌یک از این کلمات نیستند. برای شرکت‌های تجاری، آنها باید از "شرکت"، "تشکیل شده" یا "محدود" استفاده کنند، یا باید دارای مخفف یک یا چند مورد از این کلمات، یا کلمه "شرکت" یا مخفف "شرکت" باشند. اگر بلافاصله قبل از آن کلمه یا علامت اختصاری کلمه "and" یا کاراکتر "&" وجود نداشته باشد. | فصل 302A، بخش 302A.۱۱۵ اساسنامه مینه سوتا (برای شرکت‌های تجاری)؛ فصل 317A، بخش 317A.۱۱۵ اساسنامه مینه سوتا (برای شرکت‌های غیرانتفاعی) |
| میسیسیپی                         | "شرکت"، "تشکیل شده"، "شرکت" یا "محدود"، یا مخفف "شرکت"، "inc.", "co." یا "با مسئولیت محدود." یا کلمات یا اختصارات مشابه import در زبان دیگری | § ۷۹-۴-۴٫۰۱ کد می‌سی‌سی‌پی |
| میزوری                           | "شرکت"، "شرکت"، "تشکیل شده"، یا "محدود"، یا با اختصار یکی از کلمات گفته شده به پایان می‌رسد. | فصل ۳۵۱ بخش ۳۵۱٫۱۱۰ اساسنامه تجدید نظر شده میسوری                                                                                   |
| مونتانا                          | "شرکت"، "تشکیل شده"، "شرکت"، یا "محدود"؛ مخفف "corp.", "inc.", "co."، یا "ltd."؛ یا کلمات یا اختصارات به معنای مشابه در زبان دیگر | ۳۵-۱-۳۰۸ کد مونتانا مشروح |
| نبراسکا                          | شرکت، ثبت شده، شرکت، یا محدود، یا مخفف شرکت، شرکت، شرکت، یا با مسئولیت محدود، یا کلمات یا اختصارات مشابه واردات در زبان دیگر، به جز اینکه شرکتی سازماندهی شده برای انجام یک تجارت بانکی تحت بانکداری نبراسکا قانون ممکن است از نامی استفاده کند که شامل کلمه بانک بدون استفاده از چنین کلمات یا اختصاری باشد | بخش ۲۱–۲۰۲۸ اساسنامه ایالت نبراسکا                                                                                                  |
| نوادا                            | هیچ الزام خاصی ذکر نشده‌است به جز اینکه نامی که به نظر می‌رسد نام یک شخص حقیقی باشد و حاوی نام یا حروف اول باشد نباید به عنوان نام شرکت استفاده شود مگر با یک کلمه یا کلمات اضافی مانند "Incorporated", "Limited", "Inc" .، "با مسئولیت محدود."، "شرکت"، "شرکت"، "شرکت"، "شرکت."، یا کلمه دیگری که آن را به عنوان یک شخص حقیقی معرفی نمی‌کند. | ۷۸٫۰۳۵ اساسنامه تجدید نظر شده نوادا                                                                                                 |
| نیوهمپشایر                       | حاوی کلمه "شرکت"، "تلفیق شده"، یا "محدود" یا مخفف "corp.", "inc."، یا "ltd" باشد. | اساسنامه اصلاح شده نیوهمپشایر – عنوان XXVII; بخش 293-A:۴٫۰۱ برای شرکت‌های تجاری                                                      |
| نیوجرسی                          | باید حاوی کلمه "شرکت"، "شرکت"، "تشکیل شده"، یا حاوی مخفف یکی از آن کلمات باشد، یا شامل اختصار Ltd. | اساسنامه نیوجرسی 14A:۲–۲ |
| نیومکزیکو                        | حاوی کلمه جداگانه "شرکت"، "شرکت"، "تشکیل شده" یا "محدود" یا باید دارای مخفف جداگانه یکی از این کلمات باشد. | اساسنامه نیومکزیکو بدون حاشیه ۵۳-۱۱-۷                                                                                               |
| نیویورک (ایالت)                  | باید حاوی کلمه "شرکت"، "تلفیق شده" یا "محدود" یا مخفف یکی از این کلمات باشد. همچنین فهرست بلندبالایی از کلمات وجود دارد که یک شرکت تجاری مجاز به استفاده از آن بدون تأیید اضافی از سایر آژانس‌ها از جمله «هیئت تجاری»، «پلیس ایالتی»، «توسعه شهری»، «اتاق بازرگانی»، «نیروهای دولتی»، «جابه‌جایی شهری»، «تجدید جامعه»، «جابه‌جایی مستأجر»، «قبول»، «وقف»، «وام»، «سالیانه»، «وفاداری»، «رهن»، «تضمین»، «مالی»، «پس‌انداز» و خیلی‌های دیگر | قوانین تلفیقی ایالت نیویورک، قانون شرکت‌های تجاری § ۳۰۱; قانون شرکت‌های غیرانتفاعی، § ۳۰۱                                             |
| کارولینای شمالی                  | یک شرکت باید حاوی کلمه "شرکت"، "تشکیل شده"، "شرکت"، یا "محدود" یا مخفف "شرکت"، "inc.", "co."، یا "ltd." باشد. یک شرکت با مسئولیت محدود باید شامل عبارت "شرکت با مسئولیت محدود" یا مخفف "L.L.C" باشد. یا "LLC"، یا ترکیب "شرکت با مسئولیت محدود."، "شرکت با مسئولیت محدود."، یا "شرکت با مسئولیت محدود"؛ شرکت تضامنی که با مسئولیت محدود نیست باید عبارت "شرکت با مسئولیت محدود"، مخفف "L.P." یا "LP"، یا ترکیب "شرکت با مسئولیت محدود". یک شرکت تضامنی با مسئولیت محدود باید شامل کلمات "شرکت با مسئولیت محدود ثبت شده" یا "شرکت با مسئولیت محدود محدود" یا مخفف "L.L.L.P."، "R.L.L.L.P.", "LLLP"، یا "RLLLP" باشد. نام شرکت با مسئولیت محدود ثبت شده باید حاوی کلمات "شرکت با مسئولیت محدود ثبت شده" یا "شرکت با مسئولیت محدود" یا مخفف "L.L.P.", "R.L.L.P.", "LLP" یا "RLLP" باشد. | اساسنامه عمومی کارولینای شمالی § 55D-۲۰                                                                                             |
| داکوتای شمالی                    | باید حاوی کلمه "شرکت"، "شرکت"، "تشکیل شده"، "محدود" یا مخفف یک یا چند مورد از این کلمات باشد. ممکن است حاوی کلمات "شرکت با "limited liability company", "limited partnership", "limited liability partnership", "limited liability limited partnership" یا هر گونه مخفف این کلمات نباشد. | کد قرن داکوتای شمالی ۱۰–۱۹٫۱–۱۳ |
| اوهایو                           | باید با یا شامل کلمه یا مخفف "company", "co.", "corporation", "corp.", "incorporated", or "inc." پایان یابد. | کد تجدید نظر شده اوهایو § ۱۷۰۱٫۰۵                                                                                                   |
| اکلاهما                          | نام شرکت که حاوی یکی از کلمات «انجمن»، «شرکت»، «شرکت»، «باشگاه»، «بنیاد»، «صندوق»، «مؤسسه»، «جامعه»، «اتحادیه» باشد. "، "سندیکا"، یا "محدود" یا اختصارات آنها، با یا بدون نقطه گذاری | اساسنامه اوکلاهما § ۱۸–۱۰۰۶ |
| اورگن                            | برای شرکت‌های خصوصی باید شامل یک یا چند کلمه «شرکت»، «تشکیل شده»، «شرکت» یا «محدود» یا مخفف یک یا چند کلمه از آن کلمات باشد. حاوی کلمه "تعاونی" نباشد. برای شرکت‌های غیرانتفاعی شرط خاصی وجود ندارد، مگر اینکه نام نمی‌تواند دلالت بر هدفی داشته باشد که در اساسنامه آن دیکته نشده‌است و نمی‌تواند حاوی کلمه "تعاونی" یا عبارت "شرکت با مسئولیت محدود" باشد. | اساسنامه اصلاح شده اورگان ۶۰٫۰۹۴ برای شرکت‌های خصوصی. ORS 65.094 برای شرکت‌های غیرانتفاعی                                             |
| پنسیلوانیا                       | Corporation, Corp. , Company, Co. , Incorporated, Inc. , Limited, Ltd. , Association. , Fund. , Syndicate یا کلمات یا اختصارات واردات مشابه در زبانهایی غیر از انگلیسی | کد پنسیلوانیا، فصل ۱۹، § ۲۳٫۳ |
| پورتوریکو                        | Corporation, Corp. یا Inc.، یا کلمات یا اختصارات مشابه import در زبان‌های دیگر، مشروط بر اینکه با حروف یا حروف رومی نوشته شده باشند. | عنوان ۱۴، زیرنویس ۴، § ۲۶۰۲، قوانین پورتوریکو.                                                                                      |
| رود آیلند                        | "شرکت"، "شرکت"، "شرکت شده"، یا "محدود" یا مخفف یکی از این کلمات | قوانین عمومی رود آیلند § ۷–۱٫۲–۴۰۱                                                                                                  |
| کارولینای جنوبی                  | "شرکت"، "تشکیل شده"، "شرکت"، یا "محدود"، مخفف "corp.", "inc.", "co."، یا "ltd."، یا کلمات یا اختصارات وارداتی مشابه در زبان دیگری | قانون کارولینای جنوبی بخش ۳۳-۴-۱۰۱                                                                                                  |
| داکوتای جنوبی                    | شرکت، ثبت شده، شرکت، یا محدود، یا مخفف، شرکت، شرکت، شرکت، یا با مسئولیت محدود، یا شرایط یا اختصارات واردات مشابه به زبان دیگر | قوانین مدون داکوتای جنوبی 47-1A-۴۰۱                                                                                                 |
| تنسی                             | "شرکت"، "تشکیل شده"، "شرکت"، یا مخفف "corp.", "inc.", "co."، یا کلمات یا اختصارات مشابه وارداتی در زبان دیگر (به شرطی که با حروف یا حروف رومی نوشته شده باشند) شرکت‌های موجود که فقط با استفاده از "Limited" یا "ltd" تشکیل شده‌اند، نیازی به تغییر نام ندارند | § ۴۸-۱۴-۱۰۱ کد تنسی |
| تگزاس                            | "شرکت"، "شرکت"، "شرکت شده"، یا "محدود" یا مخفف یکی از آن کلمات. | کد سازمان‌های تجاری تگزاس § ۵٫۰۵۴ |
| جزایر ویرجین ایالات متحده آمریکا | نام باید به گونه ای باشد که نشان دهد شرکتی است که از یک شخص حقیقی یا مشارکت متمایز است. | عنوان سیزدهم، § ۲، کد جزایر ویرجین                                                                                                  |
| یوتا                             | "corporation", "incorporated", "company"؛ مخفف: "corp.", "inc." یا "همکار" یا کلمات یا اختصارات مشابه واردات به کلمات یا اختصارات فهرست شده در زبان دیگر؛ بدون رضایت کتبی کمیته المپیک ایالات متحده، نباید حاوی کلمات "Olympic", "Olympiad" یا "Citius Altius Fortius" باشد. بدون موافقت کتبی بخش حمایت از مصرف‌کننده نمی‌تواند شامل کلمات "دانشگاه"، "کالج" یا "موسسه" باشد. | § 16-10a-۴۰۱ کد یوتا |
| ورمانت                           | "شرکت"، "تشکیل شده"، "شرکت"، یا "محدود"، یا مخفف "corp.", "inc.", "co."، یا "ltd."، یا کلمات یا اختصارات واردات مشابه در دیگری زبان؛ نباید کلمه "تعاونی" یا هر گونه مخفف آن را به عنوان بخشی از نام خود داشته باشد مگر اینکه شرکت یک شرکت تعاونی کارگری باشد. | عنوان 11A، § ۴٫۰۱ اساسنامه ورمونت                                                                                                   |
| ویرجینیا                         | "شرکت"، "تشکیل شده"، "شرکت"، یا "محدود"، یا مخفف "corp.", "inc.", "co."، یا "ltd." | § ۱۳٫۱–۶۳۰. کد ویرجینیا |
| واشینگتن (ایالت)                 | "شرکت"، "تشکیل شده"، "شرکت"، یا "محدود"، یا مخفف "corp.", "inc.", "co."، یا "ltd."؛ نباید شامل «بانک»، «بانکداری»، «بانکدار»، «امنیتی»، «تعاونی» یا ترکیبی از واژه‌های «صنعتی» و «وام» یا ترکیبی از دو یا چند کلمه «ساختمان» باشد. "، "پس انداز"، "وام"، "خانه"، "انجمن" و "جامعه" | § 23B.۰۴٫۰۱۰ کد تجدید نظر شده واشینگتن                                                                                              |
| ویرجینیای غربی                   | "شرکت"، "تشکیل شده"، "شرکت" یا "محدود"، یا مخفف "شرکت"، "inc.", "co." یا "ltd."، یا کلمات یا اختصارات مشابه import در زبان دیگری | § 31D-۴–۴۰۱ کد ویرجینیای غربی |
| ویسکانسین                        | "corporation", "incorporated", "company" یا "محدود" یا مخفف "corp.", "inc.", "co." یا "با مسئولیت محدود." یا کلمات یا اختصارات مشابه import در زبان دیگری | § ۱۸۰٫۰۴۰۱ اساسنامه ویسکانسین (برای شرکت‌های سهامی) و § ۱۸۱٫۰۴۰۱ اساسنامه ویسکانسین (برای شرکت‌های غیر سهامی)                         |
| وایومینگ                         | غیر واضح؛ ظاهراً هر یک از "شرکت"، "شرکت"، "تشکیل شده"، و احتمالاً اختصارات معمول "Corp". "شرکت." و "Inc." | § ۱۷-۱۶-۴۰۱ اساسنامه وایومینگ |

## اروگوئه
- SA (Sociedad Anónima). شرکت بر اساس سهام
- SAS (Sociedad por Acciones Simplificada). نسخه ساده شده SA
- SRL (Sociedad de Responsabilidad Limitada). شرکت با مسئولیت محدود.
- SCI (Sociedad de Capital e Industria). شرکتی با سهام تفکیک شده بین سرمایه و نیروی کار.
- SC (Sociedad Colectiva). شرکتی با مسئولیت نامحدود بین اعضای خود.

## ازبکستان
- MChJ (Mas'uliyati Cheklangan Jamiyat/Masъuliyati Checlangan Zhamiyat): شرکت با مسئولیت محدود
- QMJ (Qo'shimcha ma'suliyatli jamiyat/Қўшимча масъулиятли жамият): شرکت با مسئولیت اضافی
- ای جی (Aksiyadorlik jamiyati/Акциядорлик жамияти): شرکت سهامی
  - OAJ (Ochiq aksiyadorlik jamiyati/Очиқ акциядорлик жамияти): شرکت سهامی عام
  - YoAJ (Yopiq aksiyadorlik jamiyati/Ёпиқ акциядорлик жамияти): شرکت سهامی بسته
- XK (Xususiy korxona/Хусусий корхона): شرکت خصوصی
- XT (Xususiy tadbirkorlik/Хусусий тадбиркорлик): مالکیت انحصاری
- خوب (Oilaviy korxona/Оилавий корхона): شرکت خانوادگی
- انگلستان (Unitar korxona/Унитар корхона): شرکت واحد
- QK (Qo'shma korxona/Қўшма корхона): سرمایه‌گذاری مشترک

## ونزوئلا
- SA (Sociedad Anónima): ≈ plc (بریتانیا)
- SRL (Sociedad de Responsabilidad Limitada): ≈ Ltd. (بریتانیا): ≈ شرکت با مسئولیت محدود[۵۱] (ایالات متحده آمریکا)
- SCS (Sociedad en Comandita Simple): ≈ مشارکت محدود
- Soc. سرهنگ (Sociedad Colectiva): ≈ مشارکت عمومی (ایالات متحده آمریکا)

## ویتنام
- Cty TNHH (Công ty trách nhiệm hữu hạn / "شرکت با مسئولیت محدود"): شرکت با مسئولیت محدود
- Cty TNHH MTV (Công ty trách nhiệm hữu hạn một thành viên/ "شرکت با مسئولیت محدود با یک عضو واحد") از سال ۲۰۰۵
- Cty CP (Công ty cổ phần / "شرکت با سهام مشترک"): شرکت سهامی
- Công ty hợ danh / "شرکت شرکا": مشارکت
- Doanh nghiệp hợ danh / "Enterprise Partnership": مشارکت
- DNNN (Doanh nghiệp nhà nước / "شرکت دولتی"): شرکت دولتی
- DNTN (Doanh nghiệp tư nhân / "شرکت خصوصی"): مالکیت
- DTNN (Doanh nghiệp có vốn đầu tư nước ngoài "شرکت با سرمایه گذاری خارجی"): شرکت سرمایه‌گذاری خارجی
- HTX (Hợ tác xã/ Co-operation)
- چی نهان: شرکت شعبه
- Nhóm Cty (Công Ty / "شرکت گروه"): شرکت هلدینگ

## یادداشت
1. ↑  "Choose a legal structure for a new business". GOV.UK. Archived from the original on 2013-01-15. Retrieved 19 December 2012.
2. ↑  http://www.ejustice.just.fgov.be/cgi_loi/change_lg.pl?language=fr&la=F&table_name=loi&cn=2019032306 (French)
3. ↑  http://www.ejustice.just.fgov.be/cgi_loi/change_lg.pl?language=nl&la=N&cn=2019032306&table_name=wet (Dutch)
4. ↑  Trade Associations Act (in Croatian) http://narodne-novine.nn.hr/clanci/sluzbeni/2011_12_152_3144.html بایگانی‌شده  در ۲۰۱۵-۰۵-۰۸ توسط Wayback Machine
5. ↑  Trade Associations Act, article 389, section 2 (in Croatian) http://narodne-novine.nn.hr/clanci/sluzbeni/2011_12_152_3144.html بایگانی‌شده  در ۲۰۱۵-۰۵-۰۸ توسط Wayback Machine
6. ↑  Trade Associations Act – Addendum (in Croatian) http://narodne-novine.nn.hr/clanci/sluzbeni/2012_10_111_2392.html بایگانی‌شده  در ۲۰۱۵-۰۵-۰۸ توسط Wayback Machine
7. ↑  Cooperatives Act (in Croatian) http://narodne-novine.nn.hr/clanci/sluzbeni/2011_03_34_764.html بایگانی‌شده  در ۲۰۱۵-۰۴-۱۵ توسط Wayback Machine
8. ↑  Sole proprietorship Act (in Croatian) http://narodne-novine.nn.hr/clanci/sluzbeni/2013_12_143_3065.html بایگانی‌شده  در ۲۰۱۵-۰۶-۳۰ توسط Wayback Machine
9. ↑  "Cottage industry and secondary occupation – portor.hr" (به انگلیسی). Retrieved 2020-01-27.
10. ↑  Agriculture Act (in Croatian) http://narodne-novine.nn.hr/clanci/sluzbeni/2015_03_30_612.html بایگانی‌شده  در ۲۰۱۵-۰۶-۳۰ توسط Wayback Machine
11. ↑  "Registar udruga". uprava.gov.hr. Retrieved 2020-01-27.
12. ↑  "§ 154 a následující Obchodního zákoníku". Obchodni-zakonik.eu. Archived from the original on 2017-12-11. Retrieved 2018-09-18.
13. ↑  "§ 105 a následující Obchodního zákoníku". Obchodni-zakonik.eu. Archived from the original on 2017-10-24. Retrieved 2018-09-18.
14. ↑  Religious Freedom Act (453/2003) بایگانی‌شده  در ۲۰۱۲-۰۵-۱۹ توسط Wayback Machine, Chapter 2
15. ↑  Laki Suomen Punaisesta Rististä (453/2003) بایگانی‌شده  در ۲۰۱۲-۰۵-۱۹ توسط Wayback Machine. Retrieved 31-05-2012.
16. ↑  The decision of the Ministry of Justice to approve the bylaws of the general bar association (191/1959) بایگانی‌شده  در ۲۰۱۲-۰۸-۲۷ توسط Wayback Machine. Retrieved 31-05-2012
17. ↑  "INARIN PALISKUNNAT - Poronhoidon organisaatio". Archived from the original on 2007-09-27. Retrieved 2008-02-12.
18. ↑  Asunto-osakeyhtiölaki (1599/2009) بایگانی‌شده  در ۲۰۱۲-۰۵-۱۲ توسط Wayback Machine. Retrieved 31-05-2012.
19. 1 2  Vakuutusyhtiölaki بایگانی‌شده  در ۲۰۱۲-۰۶-۱۲ توسط Wayback Machine, Article 10. Retrieved 31-05-2012
20. ↑  Asunto-osakeyhtiölaki (1599/2009) بایگانی‌شده  در ۲۰۱۲-۰۵-۱۲ توسط Wayback Machine, Chapter 28. Retrieved 31-05-2012.
21. ↑  Finnish Sea Act (674/1994) بایگانی‌شده  در ۲۰۱۲-۰۴-۰۱ توسط Wayback Machine, Chapter 5 "Laivaisännistöyhtiö". Retrieved 31-5-2012.
22. ↑  Säästöpankkilaki (1502/2001) بایگانی‌شده  در ۲۰۱۲-۰۶-۱۲ توسط Wayback Machine. Retrieved 31-05-2012.
23. ↑  Vesilaki (587/2011) بایگانی‌شده  در ۲۰۱۲-۰۶-۰۴ توسط Wayback Machine, Chapter 6. Retrieved 31-05-2012
24. 1 2  Vesilaki (587/2011) بایگانی‌شده  در ۲۰۱۲-۰۶-۰۴ توسط Wayback Machine, Chapter 7. Retrieved 31-05-2012
25. ↑  Laki yksityisistä teistä (358/1962), §50 بایگانی‌شده  در ۲۰۱۲-۰۷-۱۷ توسط Wayback Machine. Retrieved 31-5-2012
26. ↑  Vesilaki (587/2011) بایگانی‌شده  در ۲۰۱۲-۰۶-۰۴ توسط Wayback Machine, Chapter 9. Retrieved 31-05-2012
27. ↑  Vesilaki (587/2011) بایگانی‌شده  در ۲۰۱۲-۰۶-۰۴ توسط Wayback Machine, Chapter 12. Retrieved 31-05-2012
28. ↑  Yhteisaluelaki (758/1989) بایگانی‌شده  در ۲۰۱۲-۰۶-۲۹ توسط Wayback Machine. Retrieved 31-05-2012
29. ↑  Yhtesimetsälaki (109/2003) بایگانی‌شده  در ۲۰۱۲-۰۳-۰۴ توسط Wayback Machine. Retrieved 31-05-2012
30. ↑  "Act IV of 2006 on Business Associations". Ministry of Foreign Affairs. Archived from the original on 2015-12-08. Retrieved 28 December 2015.
31. ↑  "Changes in Hungarian corporate law in the new Civil Code". Eversheds. Archived from the original on 2015-12-08. Retrieved 28 December 2015.
32. ↑  "A kft. a legnépszerűbb cégforma". 24.hu. 20 January 2012. Archived from the original on 2015-12-08. Retrieved 28 December 2015.
33. ↑  "Kht helyett nonprofit gazdasági társaság". Vállalkozói negyed. Archived from the original on 8 December 2015. Retrieved 28 December 2015.
34. ↑  it:  (به ایتالیایی) – via Wikisource
35. ↑  "Inschrijven". KVK (به هلندی). Archived from the original on 2 November 2022. Retrieved 2021-07-11.
36. ↑  "Overzicht rechtsvormen". ondernemersplein.kvk.nl (به هلندی). Retrieved 2021-07-11.
37. ↑  "All You Need To Know About Dutch Besloten Vennootschap (B.V)". ODINT (به انگلیسی). 2021-09-15. Retrieved 2022-02-07.
38. ↑  "Public limited company (NV)". business.gov.nl (به انگلیسی). Retrieved 2022-02-07.
39. ↑  (Polish) Civil Code of 23 April 1964 (Dz.U. No 16 item 93 as amended)
40. ↑  "CEIDG – Przed wypełnieniem wniosku, wniosek o zawieszenie działalności gospodarczej, własna działalność, własna firma". prod.ceidg.gov.pl (به انگلیسی). Retrieved 6 July 2018.
41. ↑  References: (Polish) Commercial Companies Code of 15 September 2000 o 94 item 1037 as amended);
42. ↑  (Polish) Commercial Companies Code of 15 September 2000 o 94 item 1037 as amended);
43. ↑  "CMVM – Investimento coletivo". www.cmvm.pt. Archived from the original on 2 November 2022. Retrieved 2021-08-11.
44. 1 2  "Legislatie ONG". AID-ONG. Retrieved 26 January 2022.
45. ↑  "LEGE (R) 411 18/10/2004". Portal Legislativ (به رومانیایی). Retrieved 26 January 2022.
46. ↑  "Gábilos – Sociedad Anónima Laboral", www.gabilos.com (به اسپانیایی), archived from the original on 2012-06-20, retrieved 2012-03-27
47. ↑  "Företag – Bolagsverket".
48. ↑  "Themelimi dhe regjistrimi i një shoqërie tregtare në Shqipëri". Archived from the original on 24 June 2021. Retrieved 2 November 2022.
49. ↑  "Ligji për Shoqëritë Tregtare" (PDF). Archived from the original (PDF) on 1 اكتبر 2020. Retrieved 2 November 2022. {{cite web}}: Check date values in: |archive-date= (help)
50. ↑  «Manuali SHPK» (PDF). بایگانی‌شده از اصلی (PDF) در ۲ نوامبر ۲۰۲۲. دریافت‌شده در ۲ نوامبر ۲۰۲۲.
51. 1 2  Limited liability company[circular reference]
52. ↑  "Sociedades de Garantía Reciproca". Archived from the original on 2016-01-17. Retrieved 2013-08-25.
53. ↑  "Sociedades de Garantía Reciproca". Argentina Ministry of Industry. Archived from the original on 19 August 2013. Retrieved 21 July 2013.
54. ↑  "What is an Incorporated Limited Partnership?". LegalVision (به انگلیسی). 2016-11-06. Archived from the original on 2017-08-15. Retrieved 2017-08-15.
55. ↑  Victoria, Business (2021-04-07). "Trust". Business Victoria (به انگلیسی). Retrieved 2021-08-11.
56. ↑  "About us | Office of the Registrar of Indigenous Corporations".
57. ↑  "Types of Business". Ministry of Finance, Brunei Darussalam. Archived from the original on 2017-12-25. Retrieved 29 April 2016.
58. ↑  "Types of Business". Brunei Economic Development Board. Archived from the original on 2016-04-29. Retrieved 29 April 2016.
59. ↑  Services, Ministry of Citizens. "Incorporating an Unlimited Liability Company (ULC) – Province of British Columbia". www2.gov.bc.ca. Archived from the original on 25 January 2021. Retrieved 2019-07-17.
60. ↑  "NS vs. Alberta ULCs". Archived from the original on 2014-07-23. Retrieved 15 October 2014.
61. ↑  "Agenda brochure" (PDF). www.sbif.cl. Archived from the original (PDF) on 2016-01-17. Retrieved 2013-07-21.
62. 1 2  "有限公司 – Chinese English Pinyin Dictionary". Yabla. Retrieved 13 March 2019.
63. ↑  Estudios sobre la sociedad por acciones simplificada. U. Externado de Colombia. 2010. ISBN 978-958-710-477-6.
64. ↑  "Starting a business in Costa Rica: 5 common questions". ALPI. 28 June 2018. Retrieved 8 August 2019.
65. ↑  Castllo Silverio, YuniorAndrés (13 October 2011). "Constitución de Compañía CXA, y un Analisis de la Ley 479-08". Archived from the original on 2013-09-09. Retrieved 21 July 2013.
66. ↑  GLEIF; GLEIF. "ISO 20275: Entity Legal Forms Code List – Code Lists – About LEI – GLEIF". ISO 20275: Entity Legal Forms Code List – Code Lists – About LEI – GLEIF (به انگلیسی). Retrieved 2021-08-11.
67. ↑  "How to go for Sole Proprietorship in India". Zongaroo. Archived from the original on 4 November 2021. Retrieved 2021-10-30.
68. ↑  "Incorporation of partnership firm". The Economic Times. Retrieved 2021-10-21.
69. ↑  "Types of Business Entities You Can Establish in India". ODINT Consulting (به انگلیسی). Archived from the original on 27 November 2021. Retrieved 2021-10-21.
70. ↑  "PRIVET (Ligustrum)", Westcott's Plant Disease Handbook, Springer Netherlands, 2008, pp. 1040–1041, doi:10.1007/978-1-4020-4585-1_2435, ISBN 978-1-4020-4584-4
71. ↑  "ARBK". arbk.rks-gov.net. Retrieved 2021-08-11.
72. ↑  "Register a Joint Stock Company". Sultanate of Oman, Ministry of Commerce and Industry. Archived from the original on 2014-09-13. Retrieved 21 July 2013. The commercial name should bear Omani Joint Stock Company (S.A.O.G)
73. ↑  "Require to obtain pre approval to carry on business of the companies operating in the field of securities". Sultanate of Oman, Capital Market Authority.[پیوند مرده]
74. ↑  "Securities & Exchange Commission of Pakistan (SECP)".
75. ↑  "Sociedad Anonima Cerrada y Abierta". 27 July 2007. Archived from the original on 10 August 2011. Retrieved 3 November 2011.
76. ↑  "Company & Corporation Types in Peru – LimaEasy". www.limaeasy.com. Retrieved 2019-07-17.
77. ↑  "REPUBLIC ACT No. 11232 An Act Providing for the Revised Corporation Code of the Philippines". The LAWPHiL Project. Retrieved 16 September 2021.
78. 1 2  Roa, George (June 1906). "The Far-Eastern Review: Engineering, Commerce, Finance". Vol. 3. Retrieved 2022-04-14. {{cite magazine}}: Cite magazine requires |magazine= (help)
79. ↑  {{{litigants}}}. Text
80. ↑  30 Ноября 1994 «Гражданский кодекс Российской Федерации (4 части)». (November 30, 1994 THE CIVIL CODE OF THE RUSSIAN FEDERATION (in 4 parts). ).
81. ↑  "Request Rejected" (PDF). www.bizfile.gov.sg. Archived from the original (PDF) on September 10, 2011.
82. ↑  "(The new companies' act that was always spoken about is now a reality)". Archived from the original on 2012-01-23. Retrieved 2011-10-27.
83. ↑  "Zefix". www.zefix.admin.ch. Archived from the original on 6 July 2011. Retrieved 28 February 2022.
84. ↑  "Мінімальні розміри статутних капіталів господарських товариств". services.dtkt.ua.
85. ↑  "Про акціонерні товариства". Офіційний вебпортал парламенту України.
86. ↑  "The Civil Code of Ukraine". Official web-portal of the Parliament of Ukraine.
87. ↑  "The Commercial Code of Ukraine". Official web-portal of the Parliament of Ukraine.
88. ↑  "On Business Associations". Official web-portal of the Parliament of Ukraine.
89. ↑  "On Joint Stock Companies". Official web-portal of the Parliament of Ukraine.
90. ↑  "Про товариства з обмеженою та додатковою відповідальністю". Official web-portal of the Parliament of Ukraine.
91. ↑  UAE Free Zones, Licensing partnerships and sole establishments – UAE Freezones, accessed 2 January 2022
92. ↑  "Companies Act 2006". Parliament of the United Kingdom. Archived from the original on 2016-10-09. Retrieved 2016-10-13.
93. ↑  "Types of Limited Company". Business Link. Archived from the original on 2007-06-22. Retrieved 2008-05-16.
94. ↑  The Investopedia Team. "Corporation: What It Is and How to Form One". Investopedia. Retrieved 6 October 2022.
95. ↑  Norwich University Online. "7 Key Differences Between Nonprofit and For-profit Organizations". Norwich University Online. Retrieved 6 October 2022.
96. ↑  Presti and Naegele Newsletter بایگانی‌شده  در ۲۰۱۳-۰۱-۱۵ توسط Wayback Machine, 4 April 2012.
97. ↑  "IRS Sub Chapter T". Archived from the original on 2014-09-04. Retrieved 15 October 2014.
98. ↑  Legal Information Institute. "26 U.S. Code § 501 - Exemption from tax on corporations, certain trusts, etc". Cornell Law School. Retrieved 7 October 2022.
99. ↑  "26 USC 509: Private foundation defined". Office of the Law Revision Counsel - United States Code. Retrieved 7 October 2022.
100. ↑  Legal Information Institute. "Partnership". Cornell Law School. Retrieved 6 October 2022.
101. ↑  "How to Form a Nonprofit Corporation: A 50 State Guide". Nolo.